# Architettura buddista giapponese
| Tōdai-ji's Daibutsuden | A karamon | Hannya-ji's rōmon, a National Treasure |

| A katōmado | A tahōtō | Myōshin-ji's butsuden |

L'architettura buddista giapponese è l'architettura dei templi buddisti in Giappone, costituita da varianti sviluppate a livello locale di stili architettonici nati in Cina. Dopo che il buddismo arrivò nel continente attraverso i Tre regni di Corea nel VI secolo, inizialmente si tentò di riprodurre gli edifici originali nel modo più fedele possibile, ma gradualmente furono sviluppate delle versioni locali degli stili continentali sia per incontrare i gusti giapponesi sia per risolvere i problemi posti dal clima locale, che è più piovoso e umido che in Cina . Le prime sette buddiste furono le sei Nanto Rokushū di Nara (南 都 六 宗 Nara sei sette) seguite durante il periodo Heian da Shingon e Tendai di Kyoto. Più tardi, durante il periodo Kamakura, a Kamakura nacquero il Jōdo e la setta giapponese nativa Nichiren-shū. All'incirca nello stesso periodo il Buddismo Zen arrivò dalla Cina, influenzando fortemente tutte le altre sette in molti modi, compresa l'architettura. Anche la composizione sociale dei seguaci del buddismo è cambiata radicalmente nel tempo. All'inizio era una religione d'élite, ma lentamente si diffuse dai nobili ai guerrieri, ai mercanti e infine alla popolazione in generale. Dal punto di vista tecnico, nuovi strumenti per la lavorazione del legno come la sega circolare e la piana hanno permesso nuove soluzioni architettoniche.
I templi buddisti e i santuari shintoisti condividono le loro caratteristiche di base e spesso differiscono solo nei dettagli che il non specialista potrebbe non notare. Questa somiglianza è dovuta alla netta divisione tra templi buddisti e santuari shintoisti è recente, risalente alla politica del periodo Meiji di separazione del buddismo e dello shintoismo (Shinbutsu bunri) del 1868. Prima della restaurazione Meiji era comune che un tempio buddista fosse costruito all'interno o accanto a un santuario, o per un santuario che includesse dei sotto-templi Buddisti. Se un santuario ospitava un tempio buddista, era chiamato un jingū-ji (神宮 寺 lett. tempio santuario). Analogamente, in tutto il Giappone i templi usavano adottare dei kami tutelari (chinju (鎮守 / 鎮 主) e costruivano santuari all'interno del loro recinto per ospitarli. Dopo la separazione forzata di templi e santuari ordinati dal nuovo governo, la connessione tra le due religioni era ufficialmente terminata, ma è comunque rimasta in pratica ed è ancora visibile oggi.
L'architettura buddista in Giappone durante l'intera storia del paese ha assorbito gran parte delle migliori risorse naturali e umane disponibili. In particolare tra l'VIII e il XVI secolo, ha portato allo sviluppo di nuove caratteristiche strutturali e ornamentali. Per queste ragioni, la sua storia è vitale per la comprensione non solo della stessa architettura buddista, ma anche dell'arte giapponese in generale. 

## Caratteristiche generali

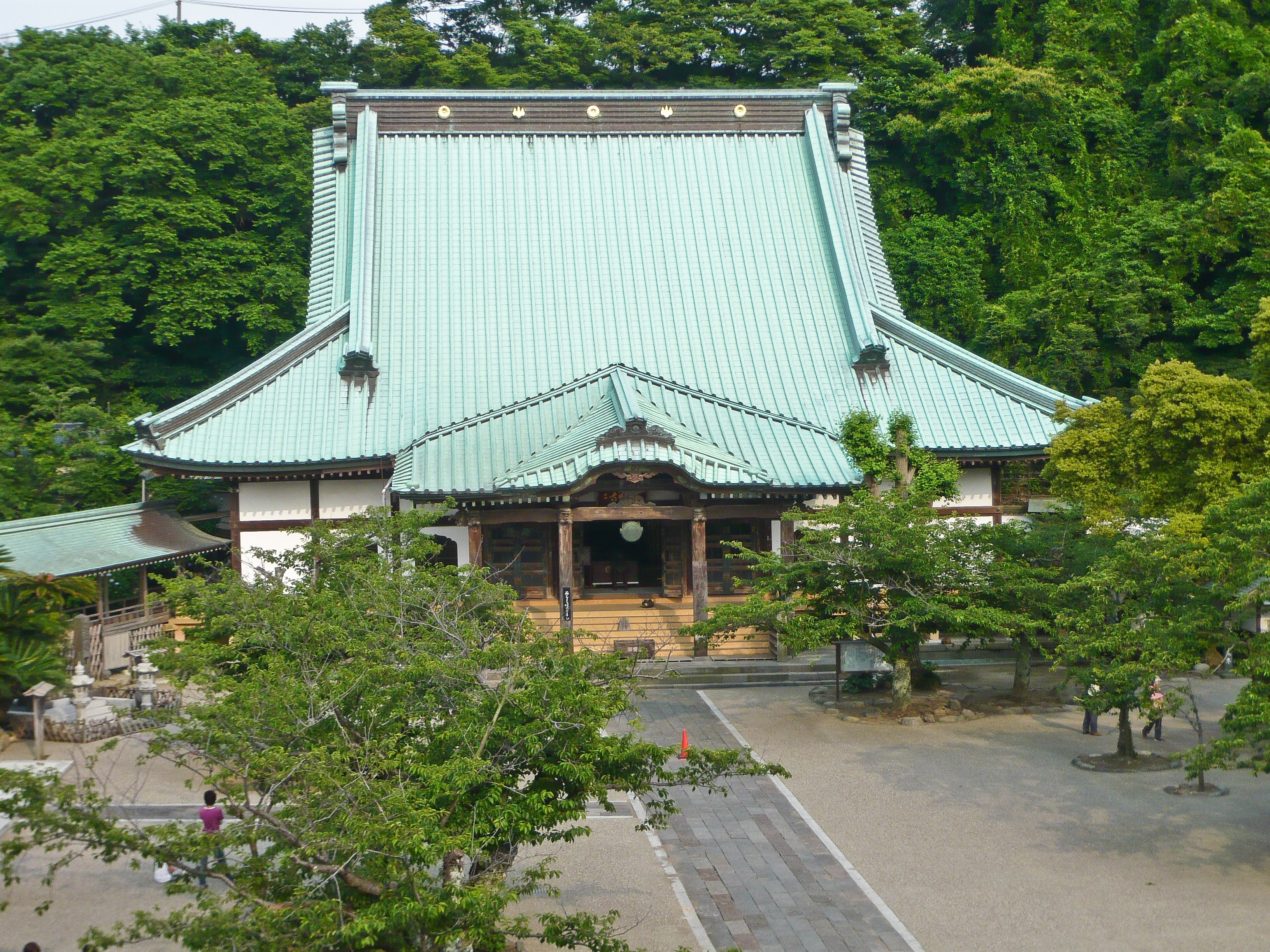
Il tetto è la caratteristica dominante di un tempio buddista.

L'architettura buddista in Giappone non è nativa, ma è stata importata dalla Cina e da altre culture asiatiche nel corso dei secoli con una tale costanza che sono rappresentati gli stili di costruzione di tutte le sei dinastie. La sua storia è di conseguenza dominata da tecniche e stili cinesi e altri asiatici (presenti anche nel Santuario di Ise, considerato la quintessenza dell'architettura giapponese) da un lato, e da variazioni originali giapponesi su quei temi dall'altro.
In parte dovuto anche alla varietà dei climi in Giappone compresi nell’arco di un millennio tra la prima importazione culturale e l'ultima, si è avuto un risultato architettonico estremamente eterogeneo, seppure si possono comunque trovare molte caratteristiche comuni. Prima di tutto vi è la scelta dei materiali come il legno in varie forme (assi, paglia, corteccia d'albero, ecc.) per quasi tutte le strutture. A differenza dell'architettura occidentale e di quella cinese, l'uso della pietra è evitato tranne che per alcuni usi specifici, ad esempio le fondamenta di podi e pagoda del tempio.
La struttura generale è quasi sempre la stessa: colonne e architravi sostengono un tetto ampio e dolcemente curvo, mentre le pareti sono sottilissime, spesso mobili e comunque non portanti. Archi e tetti a botte sono completamente assenti. Le curve del timpano e del cornicione sono più delicate che in Cina e l'entasi colonnare (convessità al centro) è limitata.
Il tetto è la parte visivamente più impressionante, spesso costituisce la metà delle dimensioni dell'intero edificio. Le gronde, leggermente ricurve si estendono ben oltre le pareti coprendo le verande, il loro peso deve essere supportato da complessi sistemi di staffe chiamati tokyō. Queste gronde sovradimensionate conferiscono agli interni una caratteristica oscurità che contribuisce all'atmosfera del tempio. L'interno dell'edificio è normalmente costituito da una stanza singola al centro chiamata moya, dalla quale a volte partono altri spazi meno importanti, ad esempio dei corridoi chiamati hisashi.
Le divisioni dello spazio interno sono fluide e le dimensioni della stanza possono essere modificate attraverso l'uso di schermi o pareti di carta mobili. Il grande spazio singolo offerto dalla sala principale può quindi essere modificato in base alle esigenze. La separazione tra l'interno e l'esterno è di per sé stessa in qualche misura non assoluta, poiché è possibile rimuovere intere pareti aprendo il tempio ai visitatori. Le verande sembrano essere parte dell'edificio per un osservatore esterno. L'uso di moduli da costruzione mantiene le proporzioni tra le diverse parti della struttura, preservando la sua armonia complessiva.
Anche in casi come quello del Tōshō-gū di Nikkō, dove ogni spazio disponibile è fortemente decorato, l'ornamento tende a sottolineare piuttosto che nascondere le strutture di base.
Essendo condivisi da entrambe le architetture sacre e profane, queste caratteristiche architettoniche hanno reso facile la conversione di un edificio laico in un tempio. Ciò accadde per esempio nel Hōryū-ji, dove la dimora di una nobildonna fu trasformata in un edificio religioso.

## Storia

### Inizi: periodo Nara e Asuka

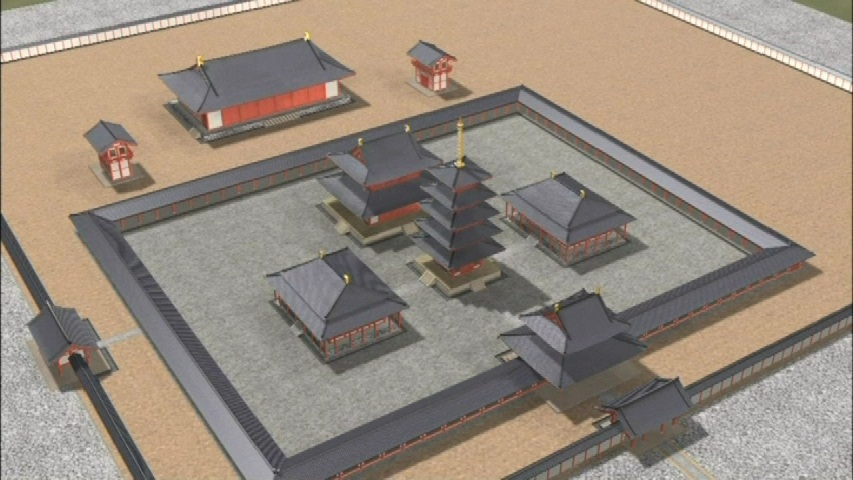
Una ricostruzione della disposizione originale dell'Asuka-dera

Il buddismo non è una religione nativa giapponese, e la sua architettura è arrivata dal continente attraverso la Corea insieme ai primi buddisti nel VI secolo. La religione è stata ufficialmente adottata sulla scia della battaglia di Shigisan nel 587, dopo quella data iniziarono a essere costruiti i templi buddisti. A causa dell'ostilità dei sostenitori delle credenze kami locali nei confronti del buddismo, nessun tempio di quel periodo sopravvive, quindi non sappiamo come fossero. Grazie al Nihon Shoki, tuttavia, sappiamo che un architetto, sei sacerdoti buddisti e un creatore di immagini del regno coreano di Paekche giunsero in Giappone nel 577 per consigliare i giapponesi sulla disposizione degli edifici monastici. La disposizione dello Shitennō-ji di Ōsaka (vedi sotto) riflette il piano del tempio Chongyimsa a Buyeo, capitale di Paekche dal 538 al 663. Sappiamo con certezza che Soga no Umako costruì l'Hōkō-ji, il primo tempio in Giappone, tra il 588 e il 596. Fu in seguito ribattezzato Asuka-dera per Asuka, il nome della capitale dove si trovava. Il principe Shōtoku promosse attivamente il buddismo e ordinò la costruzione dello Shitennō-ji ad Osaka (593) e dello Hōryū-ji vicino al suo palazzo ad Ikaruga (completato nel 603). Durante questo periodo, la pianta del tempio era rigorosamente prescritta e seguiva gli stili della terraferma, con un cancello principale rivolto a sud e l'area più sacra circondata da un corridoio coperto (kairō) accessibile attraverso una porta centrale (chūmon). Il sacro recinto conteneva una pagoda, che fungeva da reliquiario per oggetti sacri, e una sala principale (kon-dō). Il complesso potrebbe avere altre strutture come una sala conferenze (kō-dō), un campanile (shōrō), un deposito di sūtra (kyōzō), locali per sacerdoti e monaci e bagni.  Il tempio ideale aveva un centro formato da sette strutture chiamate shichidō garan, o "tempio delle sette sale". Il buddismo e la costruzione di templi si sono diffusi dalla capitale alle aree periferiche del periodo Hakuhō dal 645 al 710. Inoltre, molti templi furono costruiti in luoghi favoriti dai precetti della geomanzia cinese. Anche gli arrangiamenti non solo degli edifici, dei gruppi di alberi e stagni del complesso, ma anche delle montagne e di altre caratteristiche geografiche in particolari direzioni attorno al tempio hanno avuto un ruolo importante.
La scuola di pensiero cinese a cinque elementi riteneva che molti fenomeni naturali rientrassero naturalmente in cinque categorie. Sei gruppi di cinque categorie sono stati istituiti di norma per la costruzione di edifici.
| Cinque elementi               | legno      | fuoco             | terra       | metallo       | acqua        |
| ----------------------------- | ---------- | ----------------- | ----------- | ------------- | ------------ |
| Posizione                     | est        | sud               | medio       | ovest         | nord         |
| Clima                         | ventoso    | caldo             | umido       | secco         | freddo       |
| Colore                        | verde      | rosso             | giallo      | bianco        | nero         |
| Evoluzione delle cose viventi | nascita    | crescita          | cambiamento | indebolimento | occultamento |
| Significato simbolico         | prosperità | ricchezza e onore | potenza     | desolazione   | morte        |

Per esempio, un palazzo per un nuovo principe sarebbe stato collocato ad est per simboleggiare la nascita, e le piastrelle gialle sarebbero state usate per il palazzo imperiale per simboleggiare il potere.
La teoria dei cinque elementi è anche la base del gorintō, uno stupa di pietra estremamente comune la cui invenzione è attribuita a Kūkai. Le sue cinque sezioni (un cubo, una sfera, una piramide, una mezzaluna e una cuspide a forma di loto) stanno ciascuna per uno dei cinque elementi.
Anche la numerologia cinese ha svolto un ruolo importante. Secondo la scuola Yin-Yang, che iniziò intorno al 305 a.C., Yang rappresentava il sole, il calore, la virilità e numeri dispari, mentre Yin rappresentava i loro opposti. In gruppi di edifici, quindi, le sale si presentavano in numero dispari perché si riteneva che le sale stesse fossero Yang. Essendo Yang, i numeri dispari in generale sono considerati positivi e fortunati, e il Buddismo mostra una preferenza per i numeri dispari. Nel caso delle pagode leggendarie, sia in pietra che in legno, il numero di piani è quasi sempre dispari. Praticamente tutte le pagode in legno hanno tre o cinque piani. Vi era qualcuna con un diverso numero di piani, ma nessuna è sopravvissuta.
A causa del fuoco, dei terremoti, dei tifoni e delle guerre, esistono ancora pochi di questi antichi templi. Hōryū-ji, ricostruito dopo un incendio nel 670, è l'unico a possedere strutture del VII secolo, i più antichi edifici in legno esistenti al mondo.

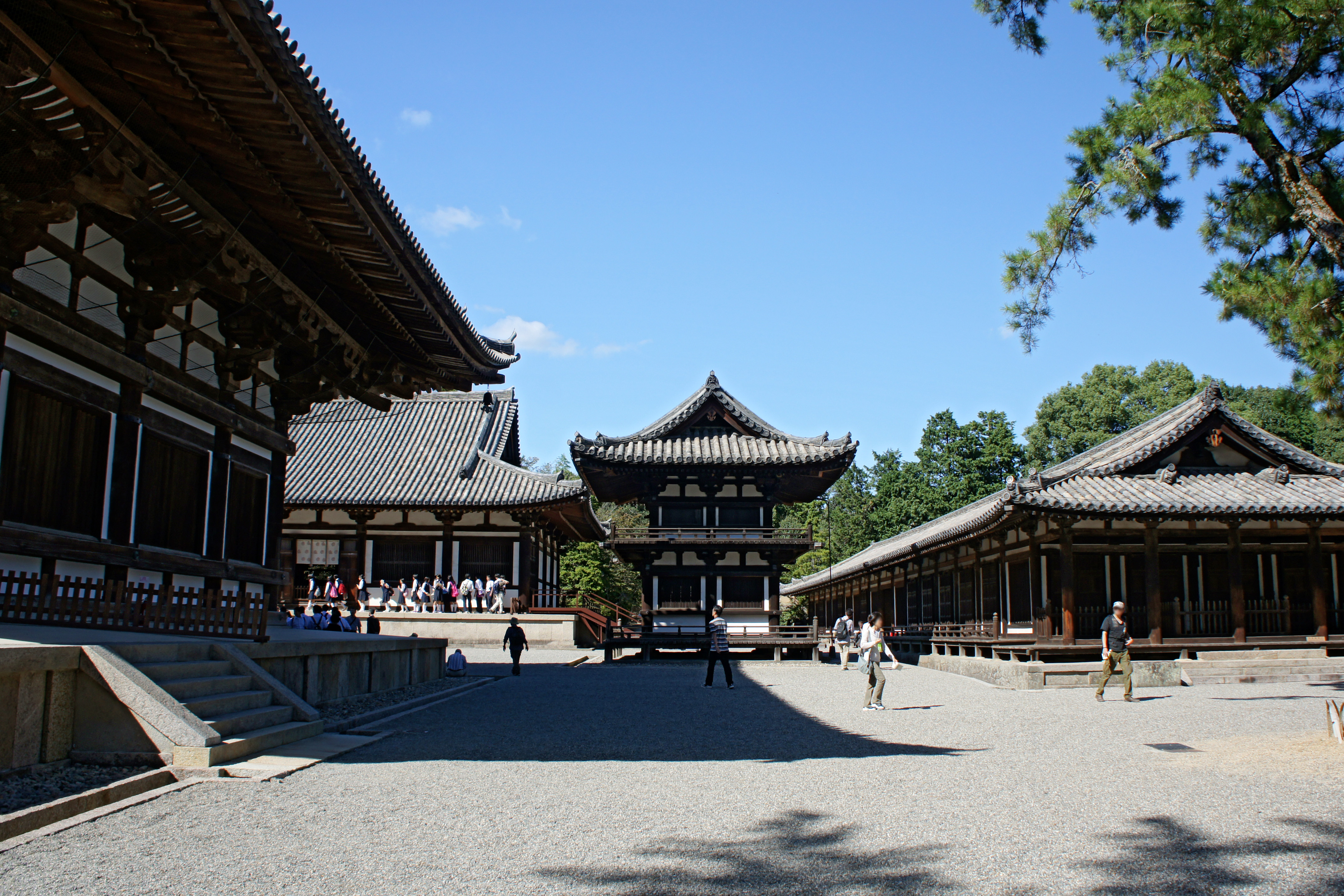
Parte del garan del Tōshōdai-ji (da sinistra a destra, il kon-dō, il kō-dō e il korō)

A differenza dei primi santuari kami, i primi templi buddhisti erano altamente ornamentali e strettamente simmetrici (vedi la ricostruzione dell'Asuka-dera sopra). A partire dal Hōryū-ji alla fine del VII secolo, i templi iniziarono ad essere costruiti secondo piani ad altezza irregolare che portarono a una disposizione asimmetrica degli edifici, un maggiore uso di materiali naturali come la corteccia di cipresso al posto della piastrellatura del tetto e una maggiore consapevolezza dell'ambiente naturale con il posizionamento di edifici tra gli alberi. Questo adattamento è stato assistito dal sincretismo tra kami e buddismo, che attraverso il culto tradizionale della natura giapponese ha dato al buddismo una maggiore attenzione all'ambiente naturale. Durante la prima metà dell'VIII secolo, l'Imperatore Shōmu decretò la costruzione di templi e monasteri in ogni provincia e la costruzione del Tōdai-ji come quartier generale per la rete dei templi. Il tempio principale fu inaugurato nel 752 ed era di dimensioni monumentali con due pagode a sette piani, ciascuna di ca. 100 m di altezza e una sala del Grande Buddha (daibutsuden) di circa 80×70 m [260]. Il periodo buddhista di Nara era caratterizzato da sette influenti templi supportati dallo stato, il cosiddetto Nanto Shichi Daiji. Strutture ottagonali come la Sala dei Sogni allo Hōryū-ji costruite come sale commemorative e magazzini esemplificati dallo Shōsōin apparvero per la prima volta durante il periodo di Nara. Le strutture del tempio, come le pagode e le sale principali, erano aumentate significativamente di dimensioni dal tardo VI secolo. Il posizionamento della pagoda si sposta in una posizione più periferica e il sistema dei beccatelli del tetto è aumentato in complessità con l'aumentare del peso e delle dimensioni degli stessi.

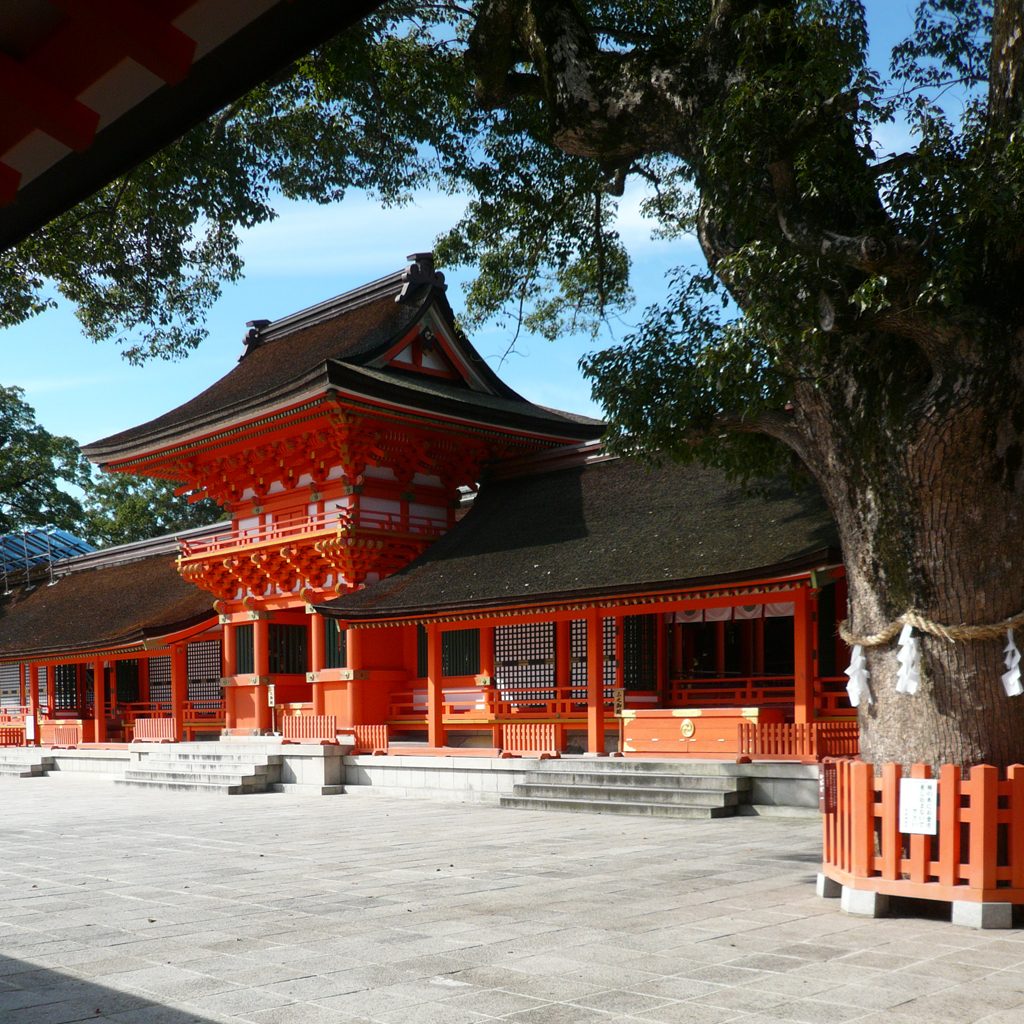
Usa Hachiman-gū è ora un santuario shintoista, ma era anche un tempio buddista

Un altro tentativo iniziale di riconciliare il culto dei kami e il buddismo fu fatto nell'VIII secolo durante il periodo Nara con la fondazione del cosiddetto jungūji (神宮 寺), o "templi-santuari". Si credeva che l'uso in un santuario shintoista di oggetti religiosi buddhisti fosse necessario, dal momento che i kami erano degli esseri perduti bisognosi di liberazione attraverso il potere del Buddha. Si pensava che i Kami fossero soggetti al karma e alla reincarnazione come esseri umani, e le prime storie buddiste raccontano come il compito di aiutare il sofferente kami fosse assunto dai monaci erranti. Un kami locale sarebbe apparso in un sogno al monaco, raccontandogli la sua sofferenza. Per migliorare il karma del kami attraverso i riti e la lettura dei sutra, il monaco costruiva un tempio accanto al santuario del kami. Tali raggruppamenti furono creati già nel VII secolo, ad esempio a Usa dei Kyūshū, dove il kami Hachiman era adorato insieme a Miroku Bosatsu (Maitreya) nel tempio Usa Hachiman-gū.
Alla fine dello stesso secolo, in quello che è considerato il secondo stadio del sincretismo, il kami Hachiman fu dichiarato protettore-divinità del Dharma e un po' più tardi un bodhisattva. I santuari per quest kami iniziarono a essere costruiti nei templi, segnando un importante passo in avanti nel processo di fusione di kami e culti buddisti. Quando fu costruito il grande Buddha del Tōdai-ji a Nara, all'interno del tempio fu eretto anche un santuario per Hachiman, secondo la leggenda, a causa di un desiderio espresso dallo stesso kami. Questa convivenza tra buddismo e adorazione kami, sia nella religione che nell'architettura, continuò fino all'ordine di separazione Kami e Buddha (神 仏 判 然 令 shinbutsu hanzen-rei, lett. ordine di separazione del Buddha dai kami ) del 1868.

### Il periodo Heian

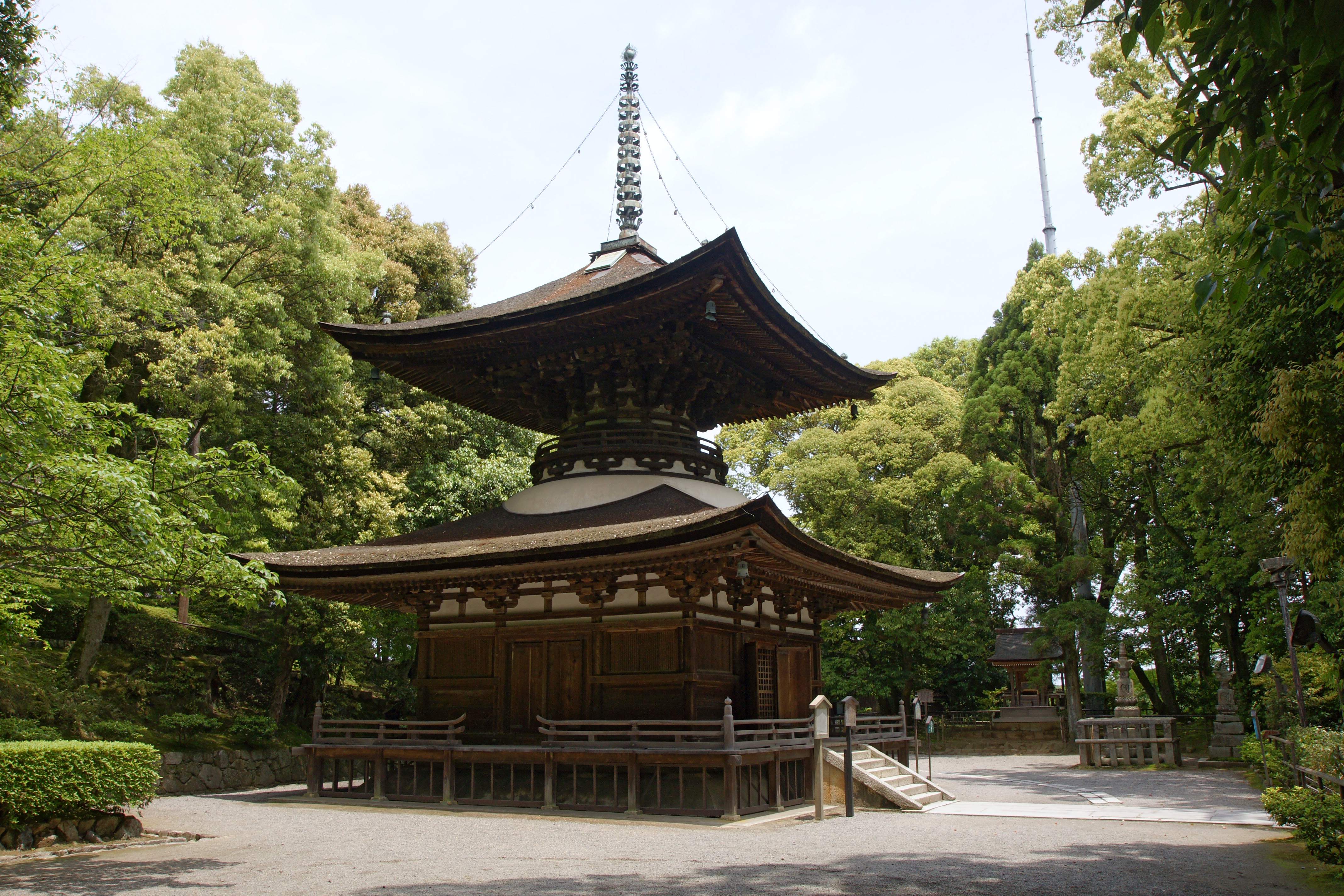
Il tahōtō è un'invenzione del periodo Heian (Ishiyama-dera)

Durante il periodo Heian il Buddismo divenne ancora più pregno di elementi giapponesi: incontrò e assimilò le credenze locali riguardo ai fantasmi e agli spiriti (i cosiddetti onrei e mitama), sviluppando tratti vicini alla magia e alla stregoneria che gli permisero di penetrare ad un ampio spettro di classi sociali. La sua fusione con la credenza religiosa indigena fu poi accelerata dal sincretismo del buddismo e delle credenze religiose locali (vedi l'articolo sulla teoria honji suijaku, che sosteneva che i kami giapponesi fossero semplicemente delle divinità buddhiste sotto un nome diverso). Fu in questo tipo di ambiente che Fujiwara no Michinaga e l'imperatore Shirakawa gareggiarono per erigere nuovi templi, dando vita all'architettura Jōdo-kyō e al nuovo stile architettonico wayò.
Il primo periodo Heian (IX-X secolo) vide un'evoluzione degli stili basata sulle sette esoteriche Tendai e Shingon. Queste due sette seguirono fedelmente la tradizione architettonica di Nanto Rokushū nelle pianure, ma nelle zone montuose svilupparono uno stile originale. Questo sviluppo fu facilitato dalla fusione sincretica del buddismo straniero con i culti montani locali. Chiamato wayō (和 様 stile giapponese) per distinguerlo dagli stili cinesi importati, era caratterizzato dalla semplicità, la ripetizione degli ornamenti, l'uso di materiali naturali e semplici. Strutturalmente, si distingueva per: una sala principale divisa in due parti; un'area esterna per i novizi e un'area interna per gli iniziati; un tetto a due falde che copre entrambe le aree; un pavimento in legno rialzato al posto delle mattonelle o dei pavimenti in pietra dei templi precedenti; cornicioni estesi per coprire i gradini anteriori; delle scandole o cortecce piuttosto che tetti di tegole; e una disposizione del garan che si adatta all'ambiente naturale e che non segue le tradizionali disposizioni simmetriche. Il tahōtō, una torre a due piani con qualche somiglianza con gli stupa indiani, fu introdotto da queste sette durante questo periodo. Secondo un'antica profezia buddista, il mondo sarebbe entrato in un periodo oscuro chiamato Mappō nel 1051. Durante questo periodo la setta Tendai credeva che l'illuminazione fosse possibile solo attraverso la venerazione del Buddha Amida. Di conseguenza, molte cosiddette Stanze del Paradiso (o Amida) - come la Sala della Fenice del Byōdō-in (1053), la Sala Principale del Jōruri-ji (1157) e la Sala Dorata del Chūson-ji (1124) - furono costruite dalla famiglia imperiale o membri dell'aristocrazia per ricreare il paradiso occidentale dell'Amida sulla terra. Le sale dell'Amida che custodivano le nove statue di Amida erano popolari durante il XII secolo (epoca tardo Heian). La sala principale del Jōruri-ji è tuttavia l'unico esempio di una sala del genere ancora esistente.

### Periodo Kamakura e Muromachi

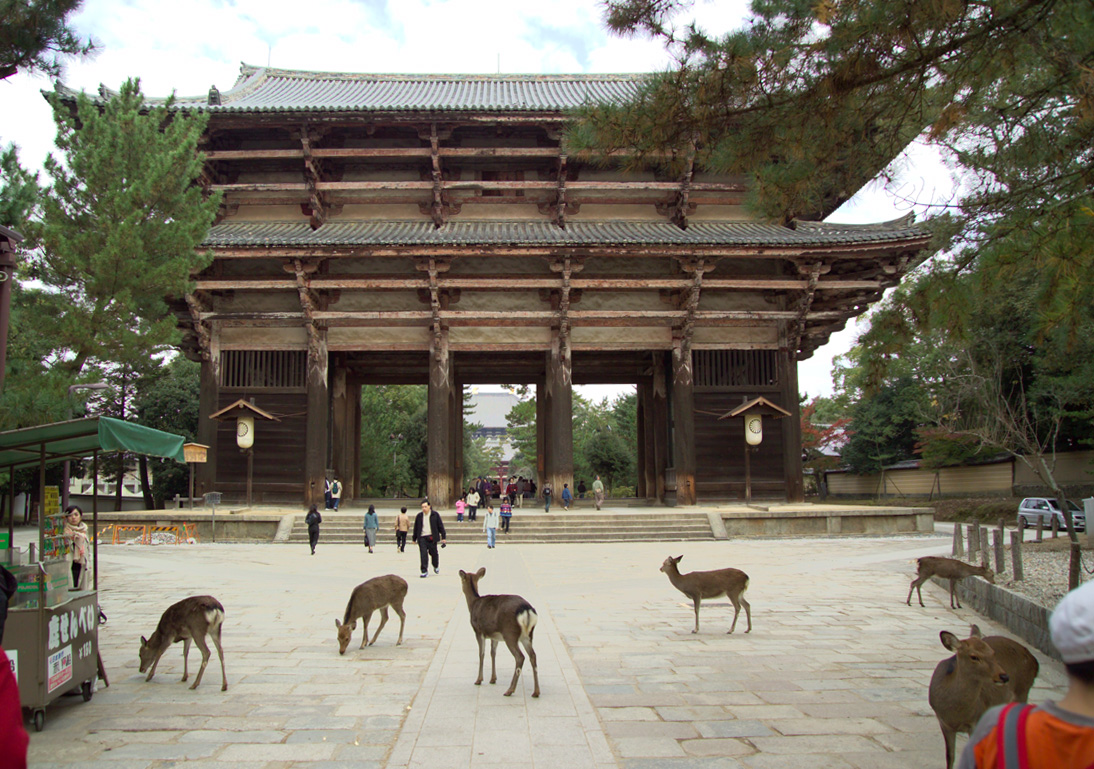
Stile Daibutsu (Nandaimon del Tōdai-ji)

Il periodo Kamakura (1185-1333) portò al potere la casta dei guerrieri, che espresse nella sua architettura religiosa le sue necessità e i suoi gusti. L'influente Zen arrivò in Giappone dalla Cina e la setta Jōdō raggiunse l'indipendenza. In architettura questo periodo è caratterizzato dalla nascita di uno stile fresco e razionale.
Lo stile Daibutsu (大 仏 様 daibutsuyō, lett. stile del grande Buddha) e lo stile Zen (禅宗 様 zen'yō, lett. stile della setta Zen) sono emersi tra la fine del XII e l'inizio del XIII secolo.
Il primo stile, venne introdotto dal prete Chōgen, si basava sull'architettura della dinastia Song e rappresentava l'antitesi dello stile wayō semplice e tradizionale. Il Nandaimon del Tōdai-ji e la Sala Amida del Jōdo-ji sono gli unici esempi esistenti di questo stile. Originariamente chiamato tenjikuyō (天竺 様 lett. stile indiano), poiché non aveva nulla a che fare con l'India, fu ribattezzato dallo studioso Ōta Hirotarō nel corso del XX secolo, e il nuovo termine rimase invariato. Ōta deriva il nome dal lavoro di Chōgen, in particolare il Daibutsuden del Tōdai-ji.
Lo stile Zen era originariamente chiamato karayō (唐 様 stile cinese) e, come lo stile Daibutsu, fu ribattezzato da Ōta. Le sue caratteristiche sono i pavimenti in terracotta, i tetti a padiglione sottilmente curvi (mokoshi) e i tetti principali molto curvi, le finestre a cuspide (katōmado) e le porte con pannelli. Esempi di questo stile includono il campanile del Tōdai-ji, la Sala fondativa dell'Eihō-ji e lo Shariden dell'Engaku-ji. Il garan Zen di solito non ha una pagoda e, quando c'è, viene relegata in una posizione periferica.
Questi tre stili che abbiamo visto (wayō, daibutsuyō e zen'yō) furono spesso combinati durante il periodo Muromachi (1336-1573), dando vita al cosiddetto Stile Eclettico (折衷 様 setchūyō), esemplificato dalla sala principale del Kakurin-ji. La combinazione di wayō e daibutsuyō in particolare divenne così frequente che a volte è chiamata dagli studiosi Shin-wayō (新 和 様 nuovo wayō). Alla fine del periodo Muromachi (tardo XVI secolo), l'architettura buddhista giapponese aveva raggiunto il suo apogeo. I metodi di costruzione sono stati perfezionati e i tipi di costruzione sono divenuti convenzionali.

### Periodi Azuchi-Momoyama ed Edo

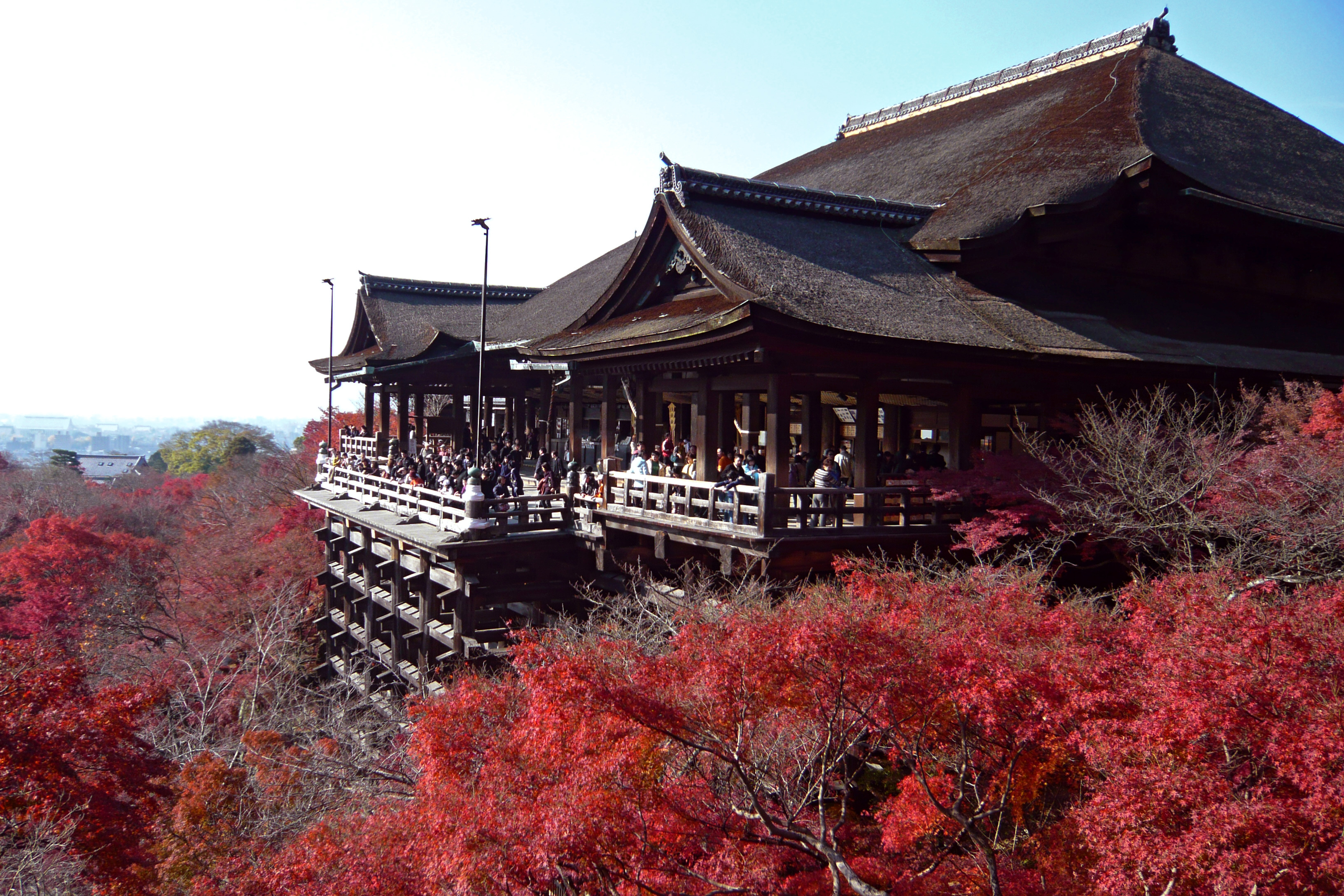
La sala principale del Kiyomizu-dera, Kyoto

Dopo la turbolenza del periodo Sengoku e l'istituzione dello shogunato Tokugawa nel 1603, i vecchi templi come Enryaku-ji, Tō-ji e Tōdai-ji persero il loro potere e le scuole del buddismo furono superate dall'influenza dei Nichiren-shū e Jōdo-shū. Il periodo Edo fu un'era di fervore costruttivo senza precedenti nell'architettura religiosa. Il numero di fedeli che arrivavano per la preghiera o il pellegrinaggio aumentò, così gli stili cambiarono per tener conto delle necessità, e furono fatti degli sforzi per far catturare meglio le orecchie e gli occhi dei fedeli. Le vecchie sette si limitavano a far rivivere vecchi stili e idee, mentre il nuovo si basava su spazi enormi e disegni complessi. Entrambi, nonostante le loro differenze, hanno in comune la dipendenza dallo splendore e dall'eccesso. I primi templi pre-moderni furono salvati dalla monotonia con elaborati dettagli strutturali, l'uso di timpani ondulati del karahafu e l'uso di edifici di dimensioni monumentali. Mentre la progettazione strutturale tendeva a diventare gradualmente più razionale ed efficiente, la superficie degli edifici religiosi ha fatto il contrario, diventando più elaborata e complessa. Dopo il periodo medio Edo, si è superato l'apice, l'architettura religiosa ha finito per ripetere idee vecchie, perdendo il suo spirito innovativo ed entrando nel suo declino finale. Esempi rappresentativi si trovano nell'architettura di Momoyama (1568-1603) ed Edo (1603-1868) si trovano nel tempio Karamon di Hōgon-ji e la sala principale del Kiyomizu-dera.

### Periodo Meiji
Nel 1868 il governo emanò la sua politica di separazione dei Buddha e dei kami chiamati Shinbutsu bunri, con conseguenze catastrofiche per l'architettura di entrambi i templi e santuari. Fino a quel momento, il sincretismo di kami e buddha aveva posto poco il problema e portato una misura di armonia tra i seguaci delle due religioni, e sotto il sistema sincretico molte usanze si sono evolute e sono tutt'ora praticate, esse possono essere meglio comprese sotto il contesto sincretico. Poiché molte strutture sono diventate illegali, come le pagode buddiste all'interno dei recinti dei santuari shintoisti, dovevano essere distrutte, secondo la suddetta legge. Si stima che 30.000 strutture buddiste furono demolite tra il 1868 e il 1874. Il buddismo alla fine ha avuto una ripresa in molte parti del paese dopo questo contraccolpo, eppure in altre parti, in particolare nella prefettura di Kagoshima, c'è ancora una quasi assenza di strutture buddiste.

## Caratteristiche comuni dei templi
- Butsuden o Butsu-dō (仏 殿 · 仏 堂) - lett. "Sala del Buddha".
  - La sala principale del tempio zen. Sembra avere due piani, ma ne ha solo uno e misura 3x3 o 5x5 ken.
  - Qualsiasi edificio che consacra la statua del Buddha o di un bodhisattva e dedicato alla preghiera.[43]
- chinjusha (鎮守 社 / 鎮 主 社) - un piccolo santuario costruito in un tempio buddista e dedicato al suo kami tutelare.[43]
- chōzuya (手 水 舎) - vedi temizuya.
- chūmon (中 門) - in un tempio, la porta dopo il naindaimon collegata a un kairō.[43] Vedi anche mon.
- dō (堂) - lett. sala. Suffisso per il nome degli edifici parte di un tempio. Il prefisso può essere il nome di una divinità ad esso associata (ad esempio Yakushi-dō, o sala Yakushi) o esprimere la funzione dell'edificio all'interno della composizione del tempio (ad esempio hon-dō, o sala principale). Vedi anche Butsu-dō, hō-dō, hon-dō, jiki-dō, kaisan-dō, kō-dō, kon-dō, kyō-dō, mandara-dō, miei-dō, mi-dō, sō-dō, Yakushi-dō e zen-dō.
- garan - vedi shichi-dō garan.
- hattō (法堂) - lett. "Sala del Dharma". Un edificio dedicato alle conferenze del sommo sacerdote sulle scritture del buddhismo (gli hō).[43]
- hōjō (方丈) - gli alloggi del capo sacerdote di un tempio Zen.[44]
- Hokke-dō (法 華堂) - acceso "Sala del Sūtra del loto". Nel Buddismo Tendai, una sala la cui disposizione permette di camminare attorno a una statua per la meditazione.[44] Lo scopo del camminare è concentrarsi sugli Hokekyō e cercare la verità ultima.[44]
- jiki-dō (食堂) - sala da pranzo negli antichi templi.[45] Vedi anche sai-dō.
- honbō (本 坊) - residenza del jushoku, o capo sacerdote, di un tempio.[44]
- kairō (回廊 · 廻廊) - un lungo e coperto passaggio a portico che collega due edifici. [44]
- kaisan-dō (開山 堂) - sala del fondatore, di solito in un tempio Zen. Edificio sacro con una statua, un ritratto o una lapide commemorativa del fondatore del tempio o della setta a cui appartiene. I templi della setta Jōdo spesso lo chiamano miei-dō. [44]
- karamon (唐門) - termine generico per un cancello con un tetto ad arco.[44] Vedi anche mon.
- karesansui (枯 山水) - lett. "paesaggio secco". Un giardino roccioso giapponese, spesso presente nei templi Zen e talvolta lo si trova anche nei templi di altre sette.
- katōmado (華 頭 窓) - una finestra a forma di campana originariamente sviluppata nei templi Zen in Cina, ma ampiamente utilizzata da altre sette buddiste e anche da edifici laici.
- kon-dō (金堂) - lett. "sala dorata", è la sala principale di un garan, che ospita l'oggetto principale del culto.[44] A differenza di un butsuden, è un vero edificio a due piani (anche se a volte può mancare del secondo piano) che misura 9x7 ken.[44]
- konrō (軒 廊) - corridoio coperto tra due edifici
- korō o kurō (鼓楼) - torre che ospita un tamburo che segna il passare del tempo. Era solitamente di fronte allo shōrō e si trovava vicino al kō-dō, ma ora il tamburo di solito è tenuto nel rōmon[43].
- kuin (庫 院) - cucina/ufficio di un garan Zen. Un edificio che ospita le cucine e gli uffici di un tempio.[43] Solitamente situato di fronte e al lato del butsuden, nonché di fronte al sō-dō. Chiamato anche kuri.
- kuri (庫裏) - vedi kuin
- kyō-dō (経 堂) - vedi kyōzō.
- kyōzō (経 蔵) - lett. "deposito di scritture". Deposito di sūtra e libri sulla storia del tempio.[44] Chiamato anche kyō-dō.

- miei-dō (御 影 堂) - lett. "sala delle immagini". Costruito ad immagine del fondatore del tempio, equivalente alla setta zen kaisan-dō[44].
- mi-dō (御堂) - un generico termine onorifico per un edificio che custodisce una statua sacra. [44]
- Miroku Nyorai (弥勒 如 来) - nome giapponese di Maitreya.
- mon (門) - una porta del tempio, che può essere chiamata dopo la sua posizione (nandaimon: lett. "grande porta meridionale"), la sua struttura (nijūmon: "porta a due piani"), una divinità (Niōmon: lett. "porta Nio"), o il suo uso (onarimon: lett. "porta di visita imperiale", una porta riservata all'imperatore). La stessa porta può quindi essere descritta usando più di un termine. Ad esempio, un Nimon può allo stesso tempo essere un nijūmon.
- nandaimon (南 大門) - la principale porta meridionale di un tempio, in particolare quella del Tōdai-ji di Nara.[44] Vedi anche mon.
- nijūmon (二 重 門) - un cancello a due piani con un tetto che circonda il primo piano.[44] Vedi anche mon.
- Niōmon (仁王 門 o 二 王 門) - un cancello a due piani o alto sorvegliato da due guardiani di legno chiamati Niō.[44] Vedi anche mon.
- noborirō (登 廊) - una scalinata coperta presso il Hase-dera di Nara.
- pagoda - vedi stupa e tō.
- sai-dō (斎 堂) - il refettorio in un tempio o in un monastero Zen.[43] Vedi anche jiki-dō.
- sandō (参 道) - il sentiero che porta da un torii a un santuario. Il termine è usato anche a volte nei templi buddisti.
- sanmon (三門 o 山門) - il cancello di fronte al butsuden.[44] Il nome è l'abbreviazione di Sangedatsumon (三 解脱 門), lett. Porta delle tre liberazioni.[44] Le sue tre aperture (kūmon (空 門), musōmon (無 相 門) e muganmon (無 願 門)) simboleggiano le tre porte dell'illuminazione.[44] Entrando, ci si può liberare dalle tre passioni (貪 ton, o avidità, 瞋 shin, odio e 癡 chi o stupidità). Vedi anche mon. Le sue dimensioni dipendono dal grado del tempio. (Vedi foto.)
- sanrō (山 廊) - piccoli edifici alle estremità di un cancello zen a due piani contenente le scale del secondo piano.
- sekitō (石塔) - una pagoda di pietra (stupa).[43] Vedi anche tō
- shichidō garan (七 堂 伽藍) - un termine composto che significa letteralmente "sette sale" (七 堂) e "(tempio) edifici" (伽藍). Ciò che viene conteggiato nel gruppo di sette edifici, o shichido, può variare molto da un tempio all'altro e da una scuola all'altra. In pratica, lo shichidō garan può anche significare semplicemente un grande complesso.
  - Nanto Rokushū e in seguito scuole non Zen: il shichidō garan in questo caso include un kon-dō, un tō, un kō-dō, uno shōrō, un jiki-dō, un sōbō e un kyōzō.[43]
  - Scuole zen: Uno shichidō garan Zen include un butsuden o butsu-dō, un hattō, un ku'in, un sō-dō, un sanmon, un tōsu e un yokushitsu.[43]
- shoin (書院) - originariamente uno studio e un posto per le lezioni sui sutra all'interno di un tempio, in seguito il termine è venuto a significare solo uno studio.[43]
- shōrō (鐘楼) - campanile di un tempio, un edificio da cui è appesa una campana.
- sōbō (僧坊) - Gli alloggi dei monaci
- sō-dō (僧堂) - lett. "sala dei monaci". Un edificio dedicato alla pratica dello Zazen.[43] Un tempo era dedicato a tutti i tipi di attività, dal mangiare al sonno, incentrato sullo zazen.
- sōmon (総 門) - il cancello all'ingresso di un tempio.[43] Precede il più grande e più importante sanmon. Vedi anche mon.
- sōrin (相 輪) - una guglia che si alza dal centro del tetto di alcune sale del tempio, a gradoni come una pagoda.
- sotoba o sotōba (卒 塔 婆) - traslitterazione in sanscrito dello stupa.
  - Una pagoda. Torre con un numero dispari di livelli (tre, cinque, sette nove o tredici). Vedi anche stupa e tō.
  - Strisce di legno lasciate dietro le tombe durante le cerimonie annuali (tsuizen) che simboleggiano uno stupa.[43] La parte superiore è segmentata come una pagoda e porta iscrizioni in sanscrito, sutra e il kaimyō (nome postumo) del defunto. Nell'attuale giapponese, sotoba di solito ha questo significato.
- stupa - in origine un edificio per le reliquie del Buddha, in seguito anche un ricettacolo per le scritture e altre reliquie. La sua forma cambiò nell'Estremo Oriente sotto l'influenza della torre di guardia cinese per formare strutture simili a torri come il Tōbuttō, il gorintō, l'hōkyōintō, il sekitō, il tō, o il più semplice sotoba di legno a bastone.[44]
- tatchū (塔 頭 o 塔 中) 
  - Nei templi Zen, un edificio contenente una pagoda che racchiude le ceneri di un importante sacerdote[44].
  - Più tardi, divenne un tempio sussidiario o un tempio minore a seconda di quello più grande[44].
  - Infine, divenne anche tempio sussidiario essendo il tempio di famiglia (bodaiji) di un'importante famiglia.[44]
- tahōtō (多 宝塔) - una pagoda a due piani con un piano terra con un soffitto a forma di cupola e un tetto quadrato, un secondo piano circolare e tetti quadrati.[44]
- temizuya (手 水 舎) - una fontana vicino all'ingresso di un santuario e un tempio dove i fedeli possono lavarsi le mani e la bocca prima di adorare.[44]
- tesaki (手 先) - Termine usato per contare le staffe di sostegno del tetto (tokyō (斗 き ょ う)) elementi che sporgono dal muro di un tempio, di solito composti da due gradini (futatesaki (二手 先)) o tre (mitesaki 三 津 手 先).[44]
- tokyō (斗 き ょ う) - vedi tesaki.
- torii (鳥 居) - l'iconica porta shintoista all'ingresso di un'area sacra, di solito, ma non sempre, un santuario. I santuari di varie dimensioni possono essere trovati accanto o all'interno dei templi.
- tōrō (灯籠) - una lanterna in un santuario o tempio buddista. Alcune delle sue forme sono influenzate dal gorintō.
- tō (塔)
  - Una pagoda e un'evoluzione dello stupa. Dopo aver raggiunto la Cina, lo stupa si è evoluto in una torre con un numero dispari di livelli (tre, cinque, sette, nove, tredici), ad eccezione del tahōtō, che ne ha due.[44]
  - La parola è usata insieme come suffisso di un numero che indica il numero di livelli di una pagoda (tre livelli = san-jū-no-tō, cinque livelli = go-jū-no-tō, sette livelli = nana-jū-no- tō, ecc.).
- tōsu o tōshi (東 司) - il bagno del monastero Zen[44].
- Yakushi-dō (薬 師 堂) - un edificio che custodisce una statua di Yakushi Nyorai.[44]
- yokushitsu (浴室) - il bagno di un monastero.[44]
- zen-dō (禅堂) - lett. "sala dello Zen".[44] L'edificio in cui i monaci praticano lo zazen e una delle strutture principali di un garan Zen.[44]

## Galleri d'immagini

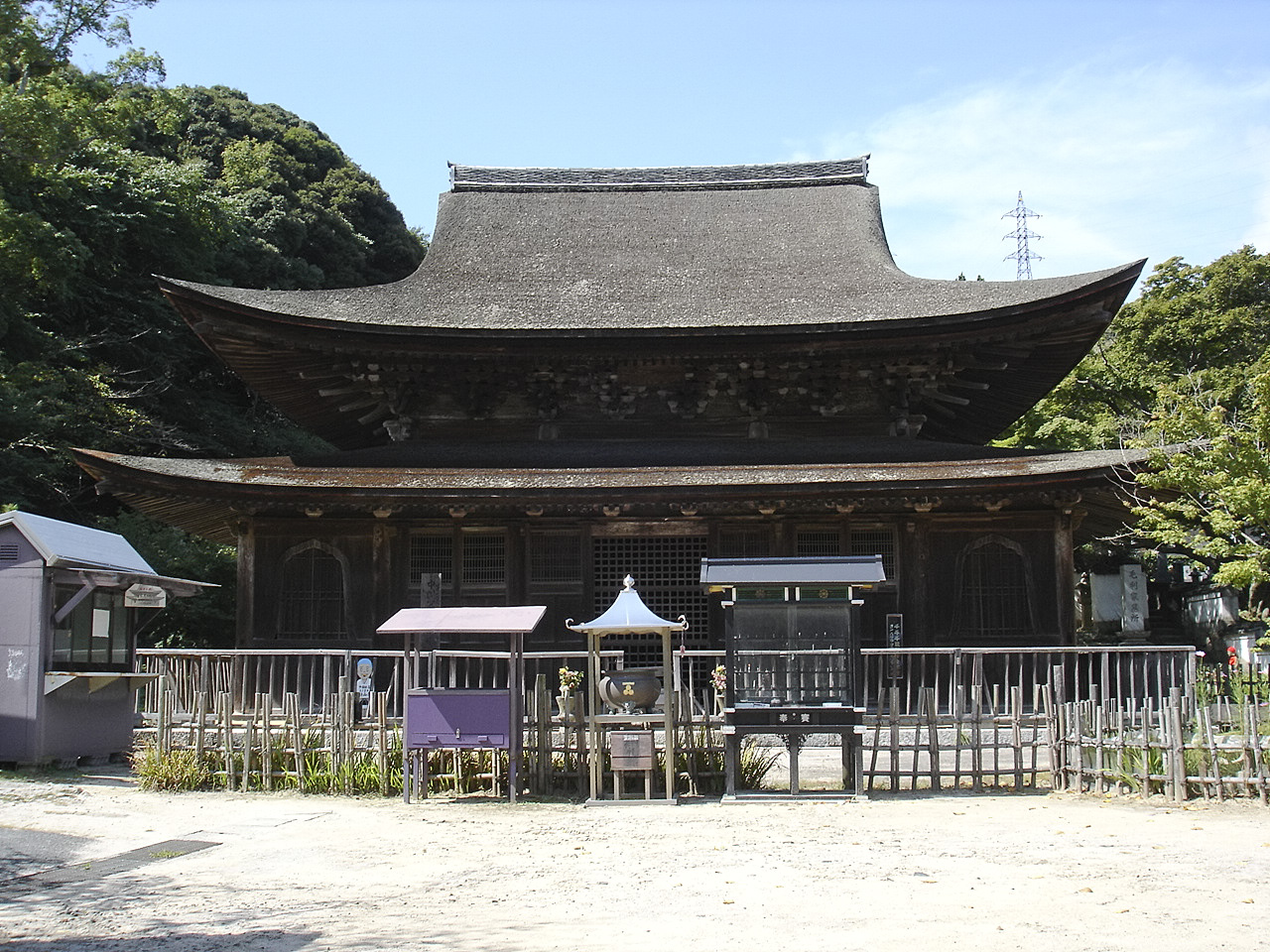
Butsuden del Kōzan-ji
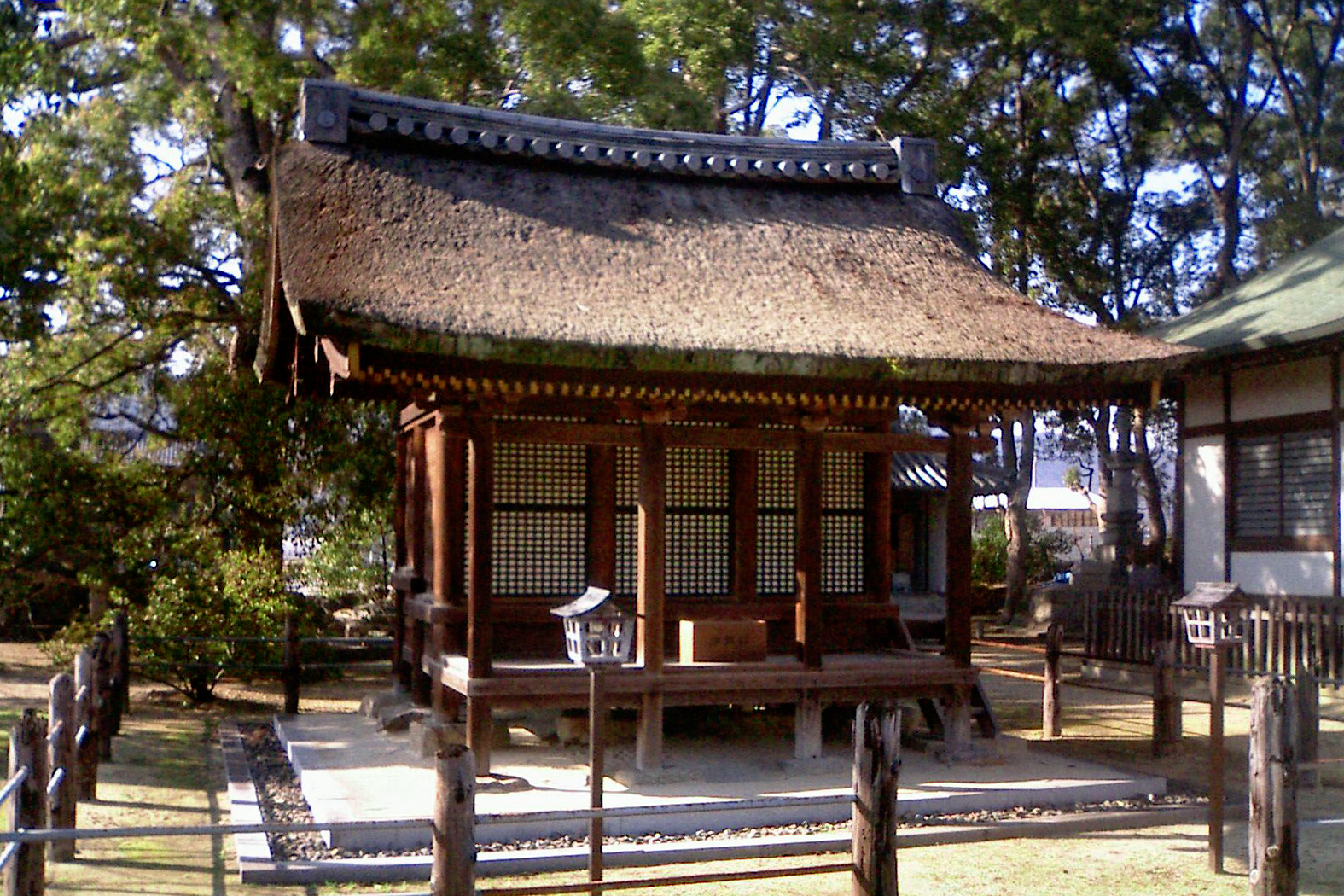
Chinjū-dō del Motoyama-ji
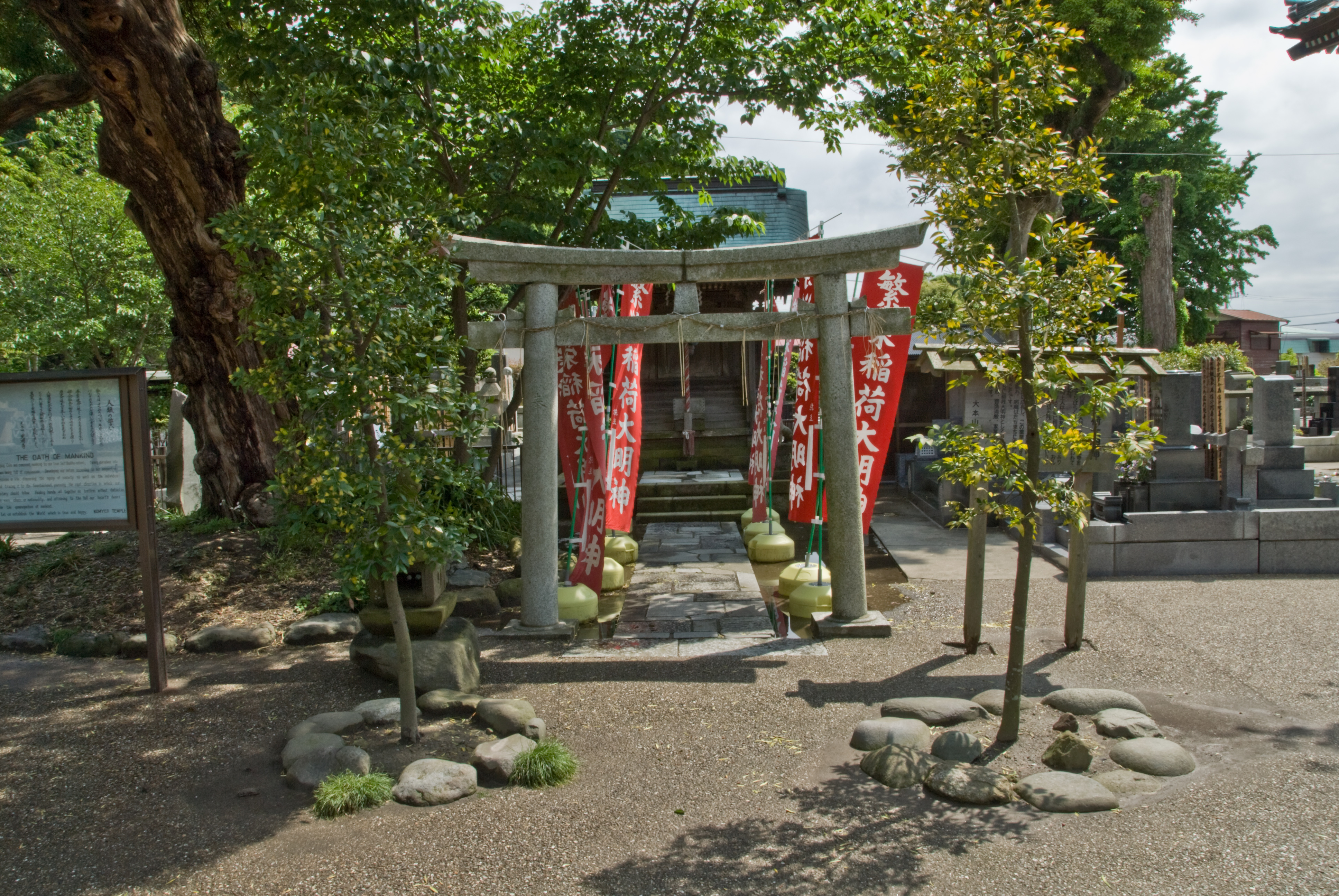
Chinjusha del Kōmyō-ji
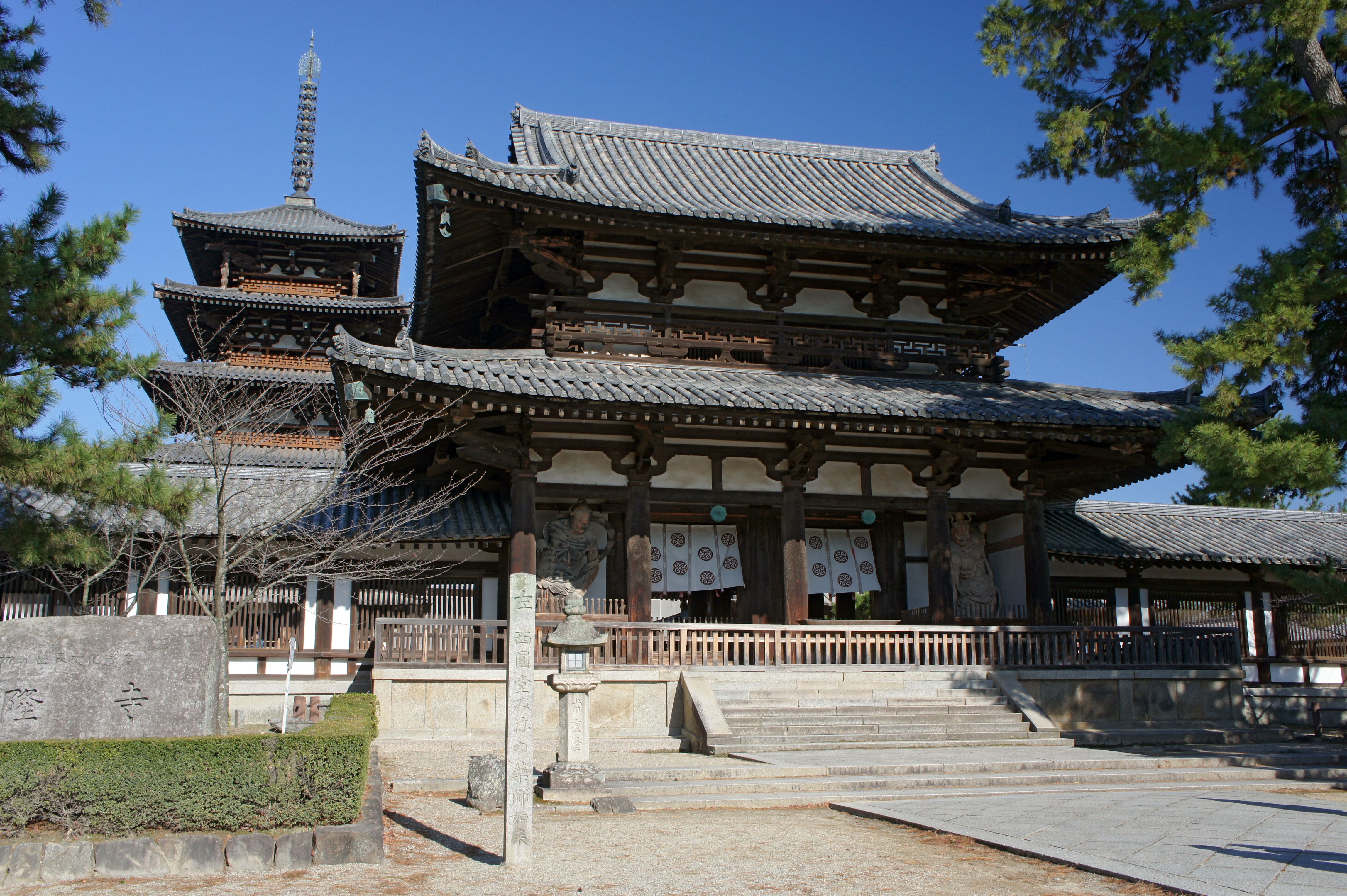
Chūmon al Hōryū-ji
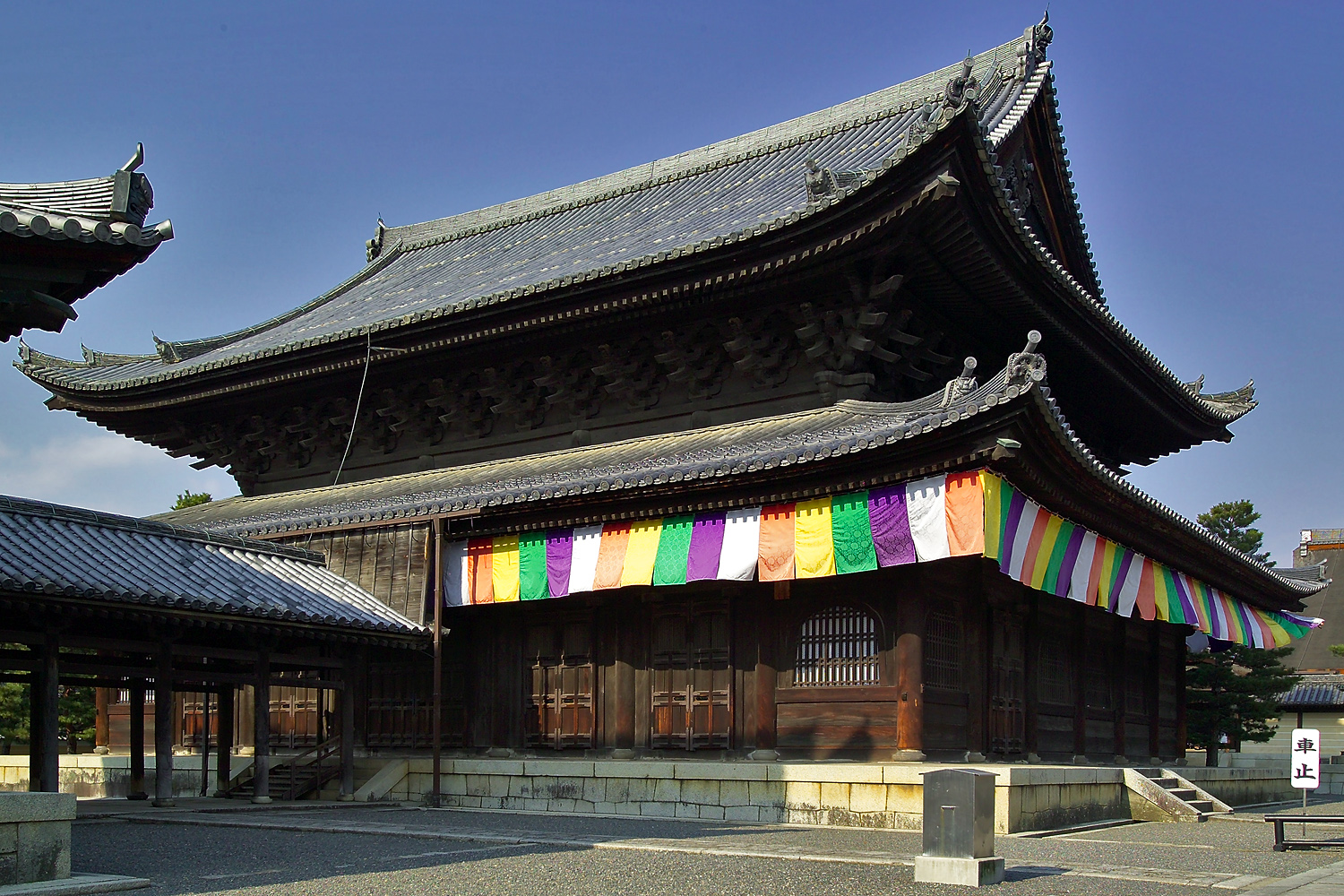
Hattō del Myōshin-ji
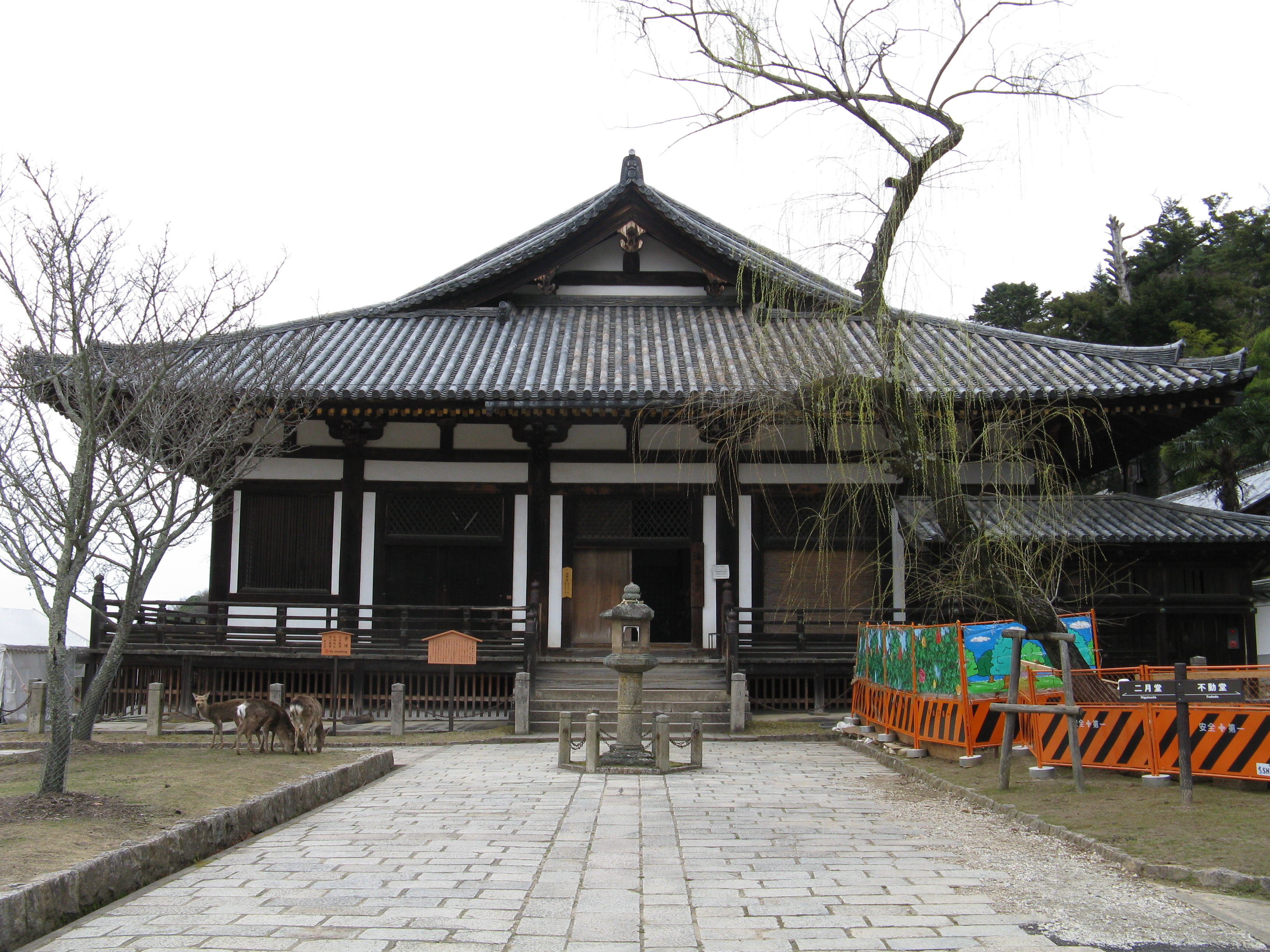
Hokke-dō del Tōdai-ji
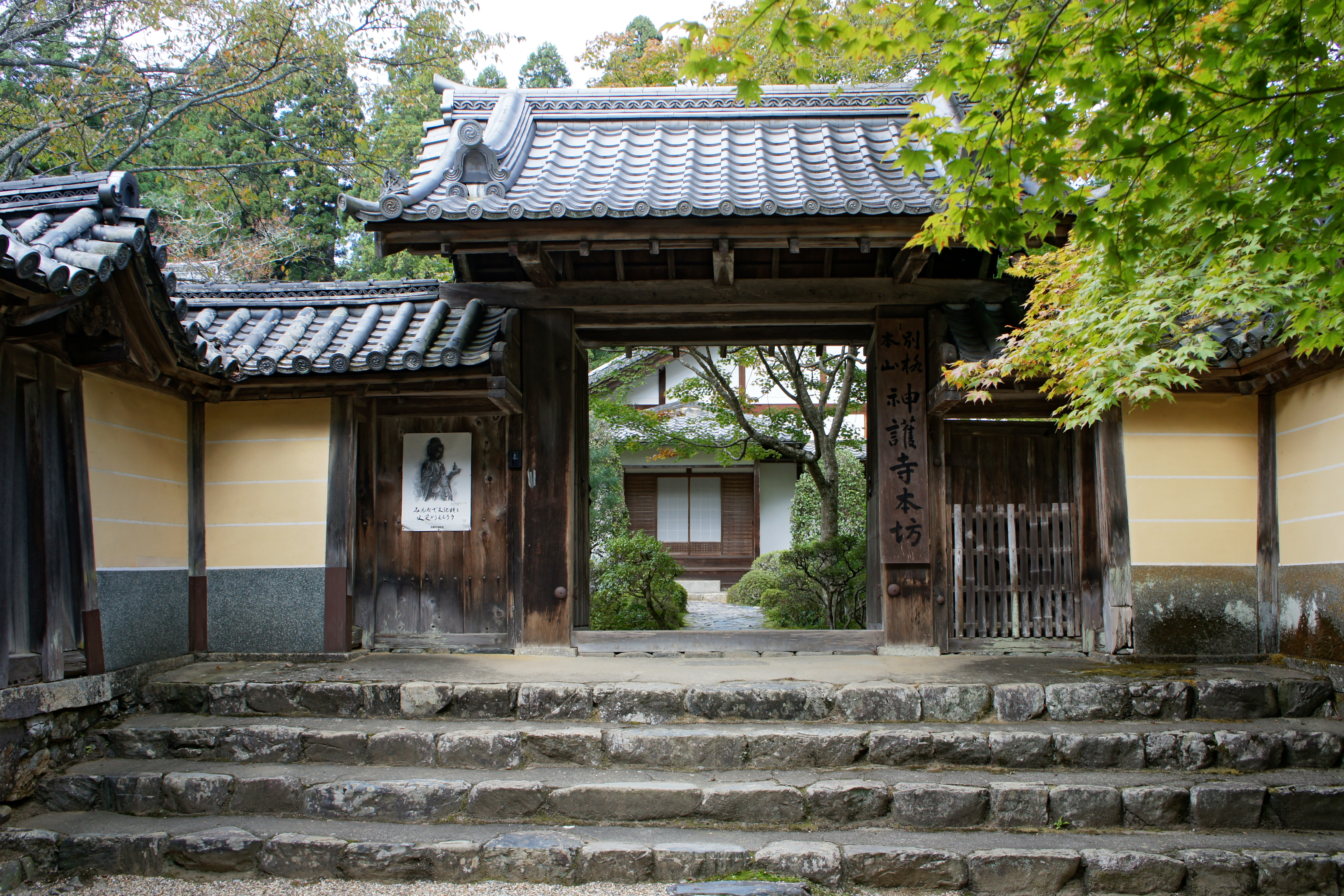
Honbō del Jingo-ji
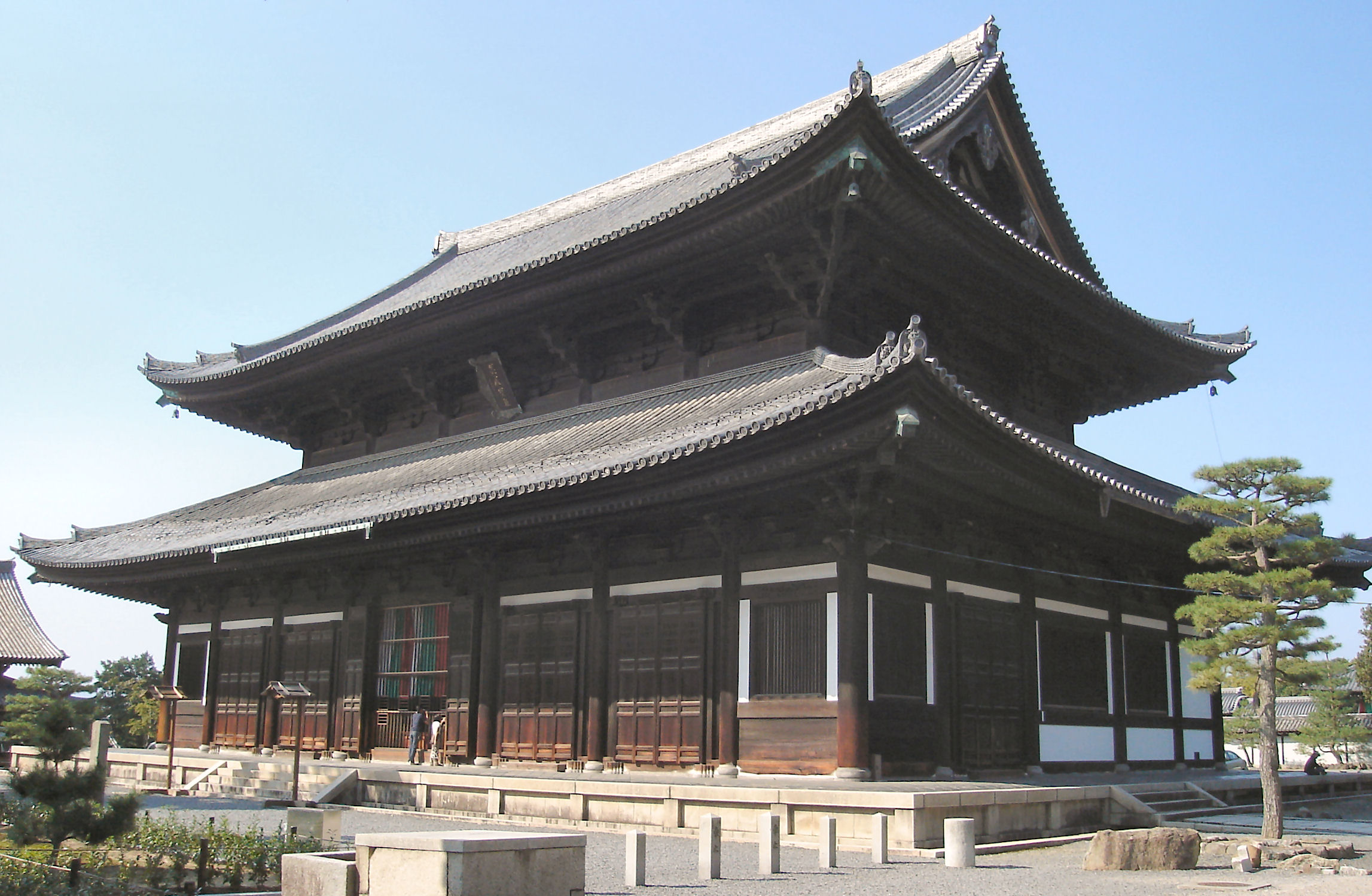
Hon-dō del Tōfuku-ji
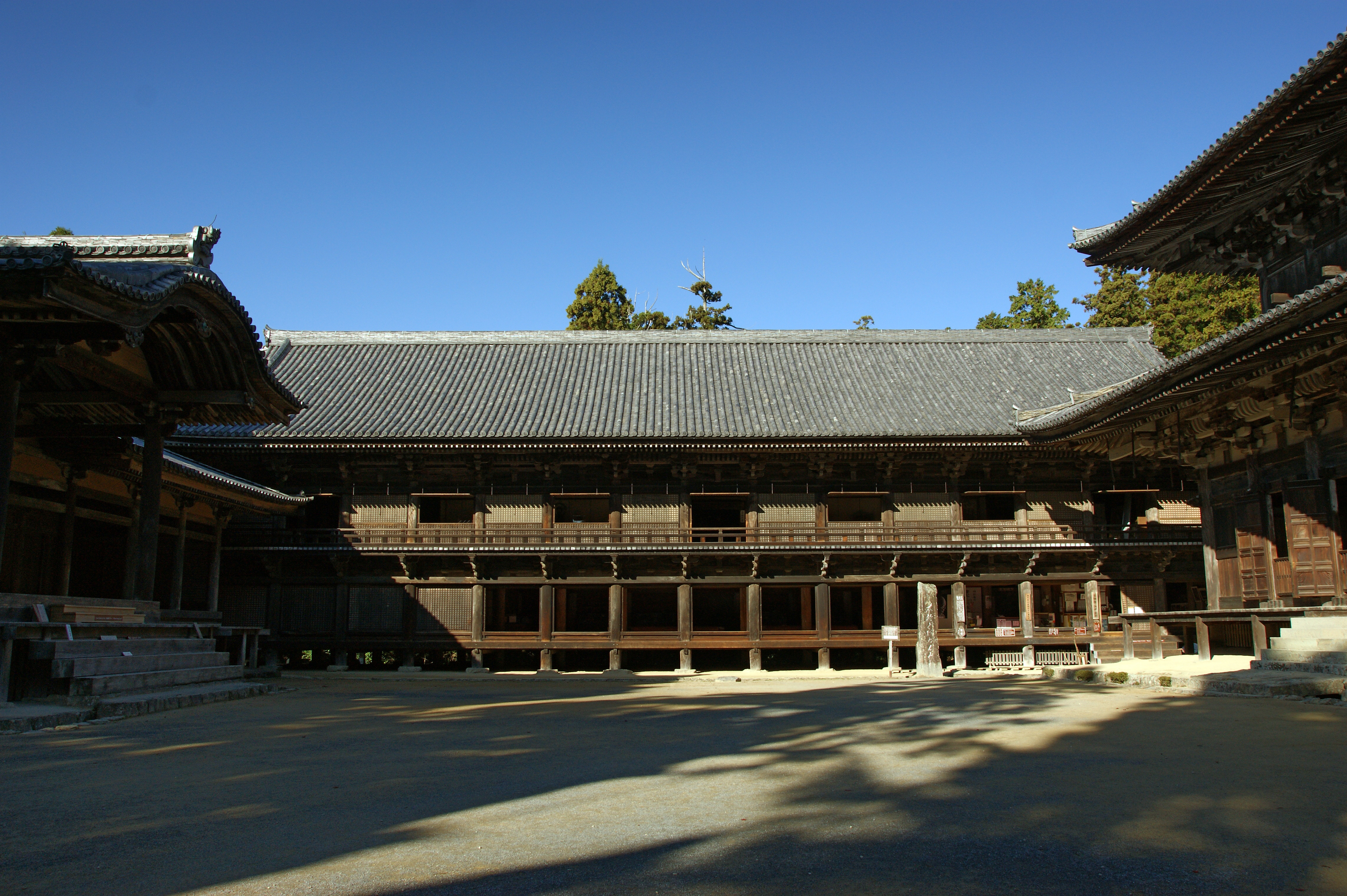
Jiki-dō del Engyō-ji
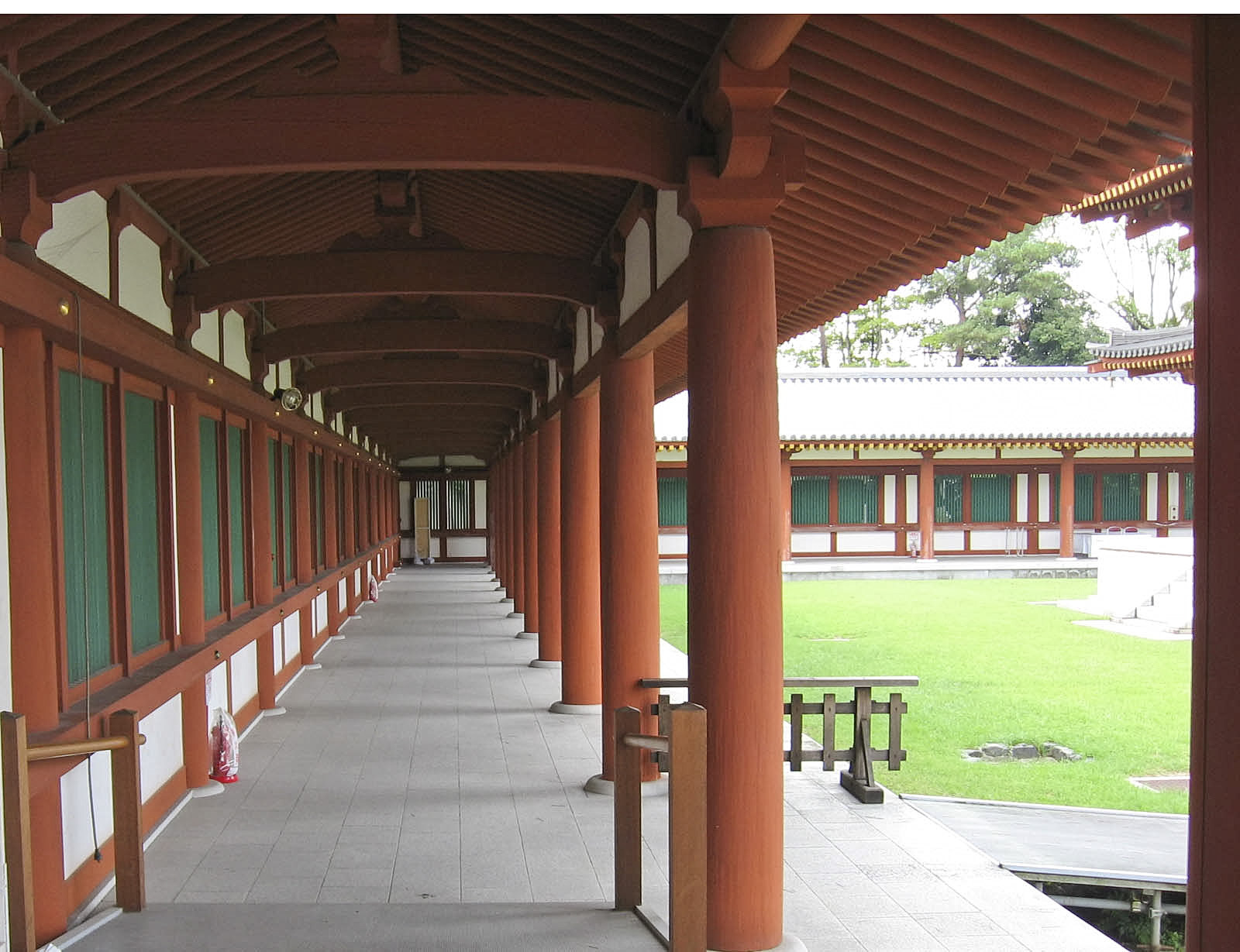
Kairō del Yakushi-ji
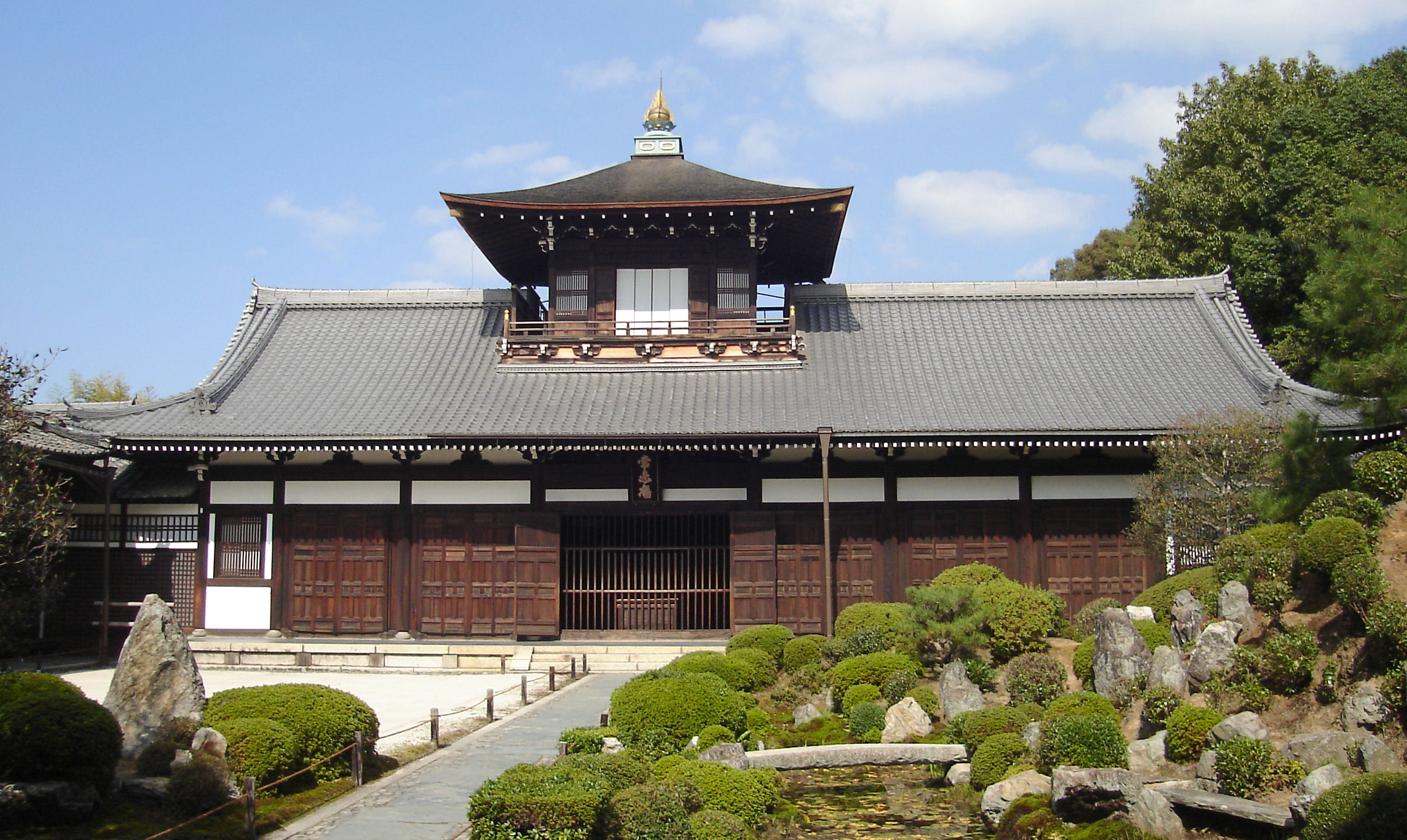
Kaisan-dō del Tōfuku-ji
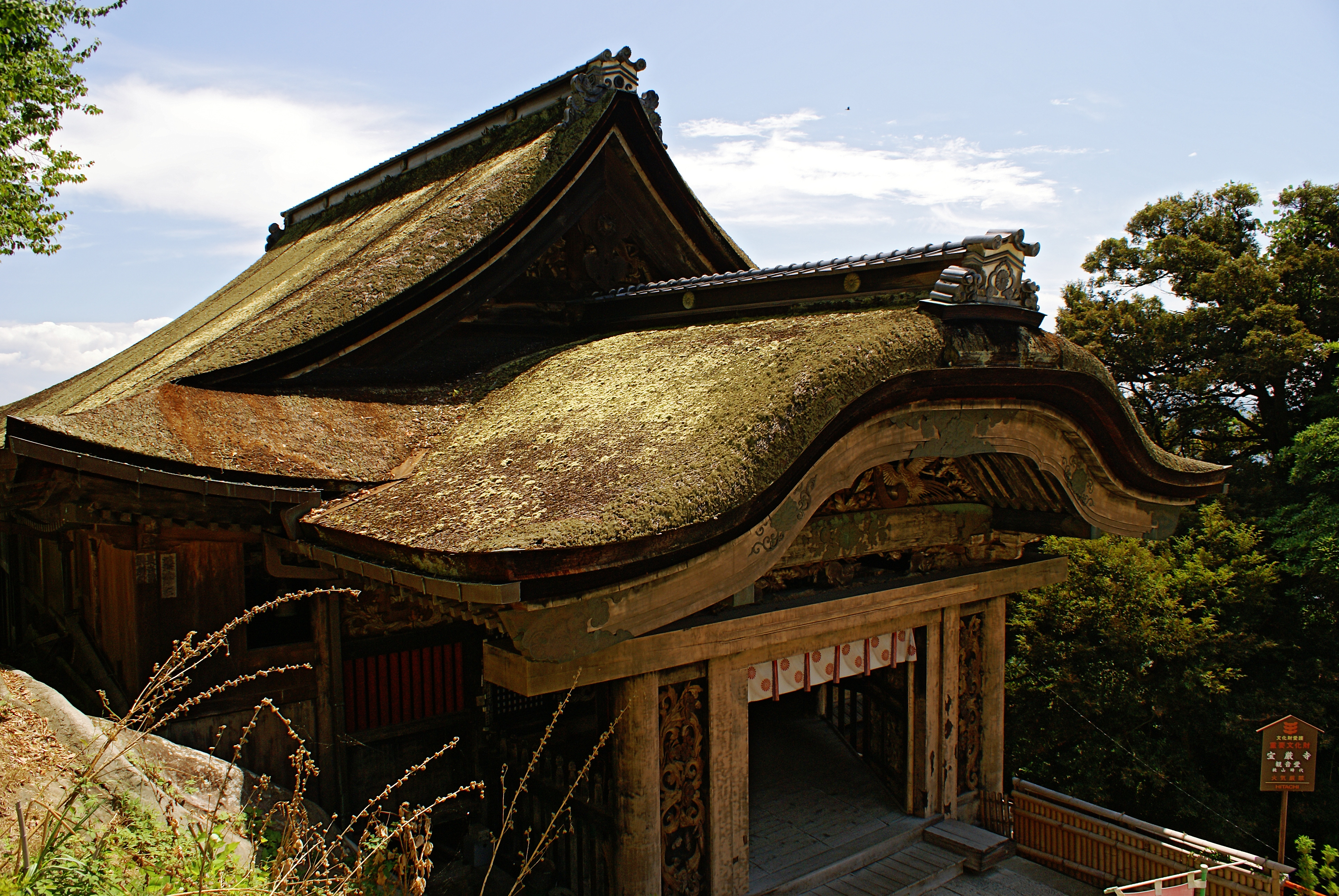
Karamon del Hōgon-ji
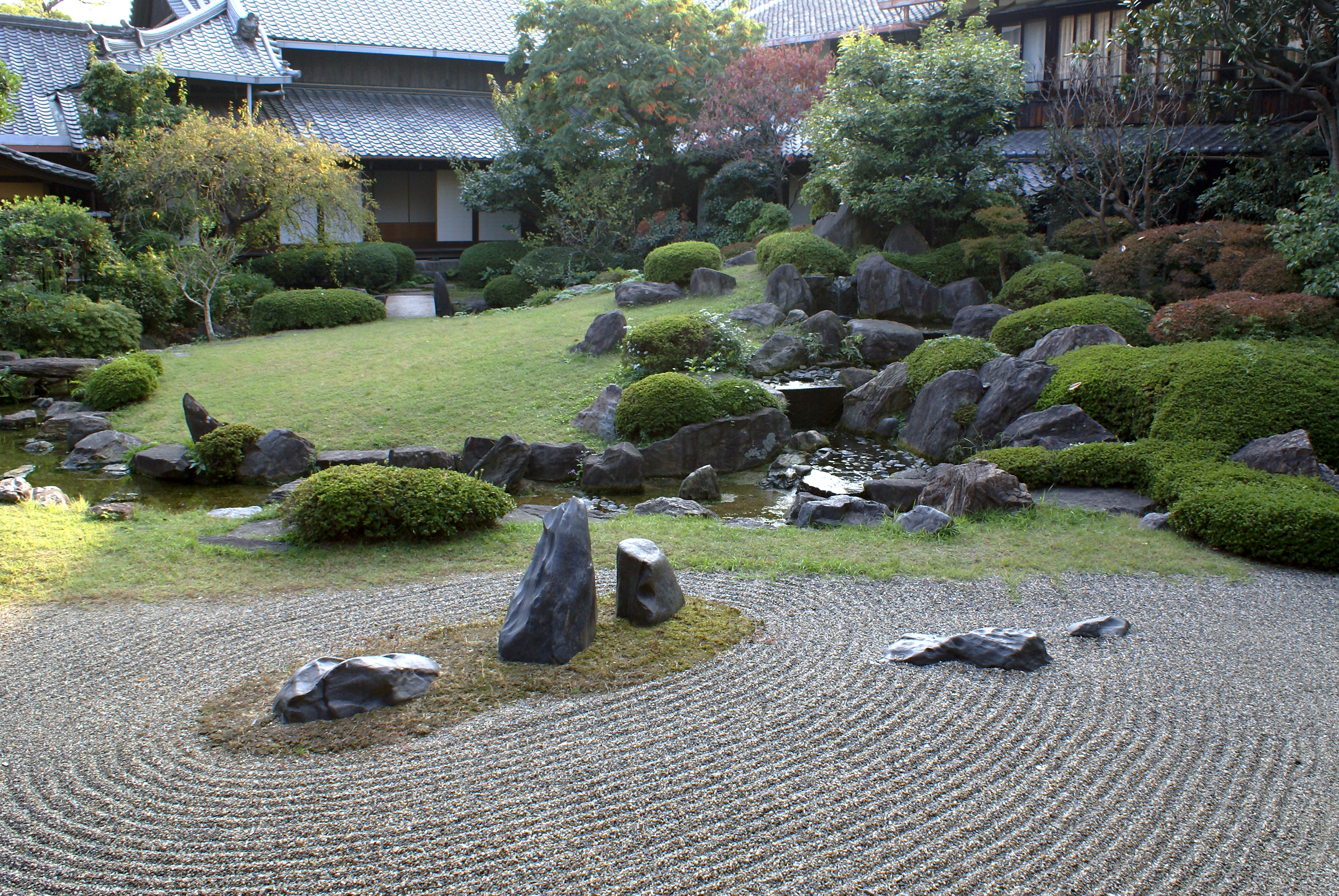
Karesansui del Shitennō-ji
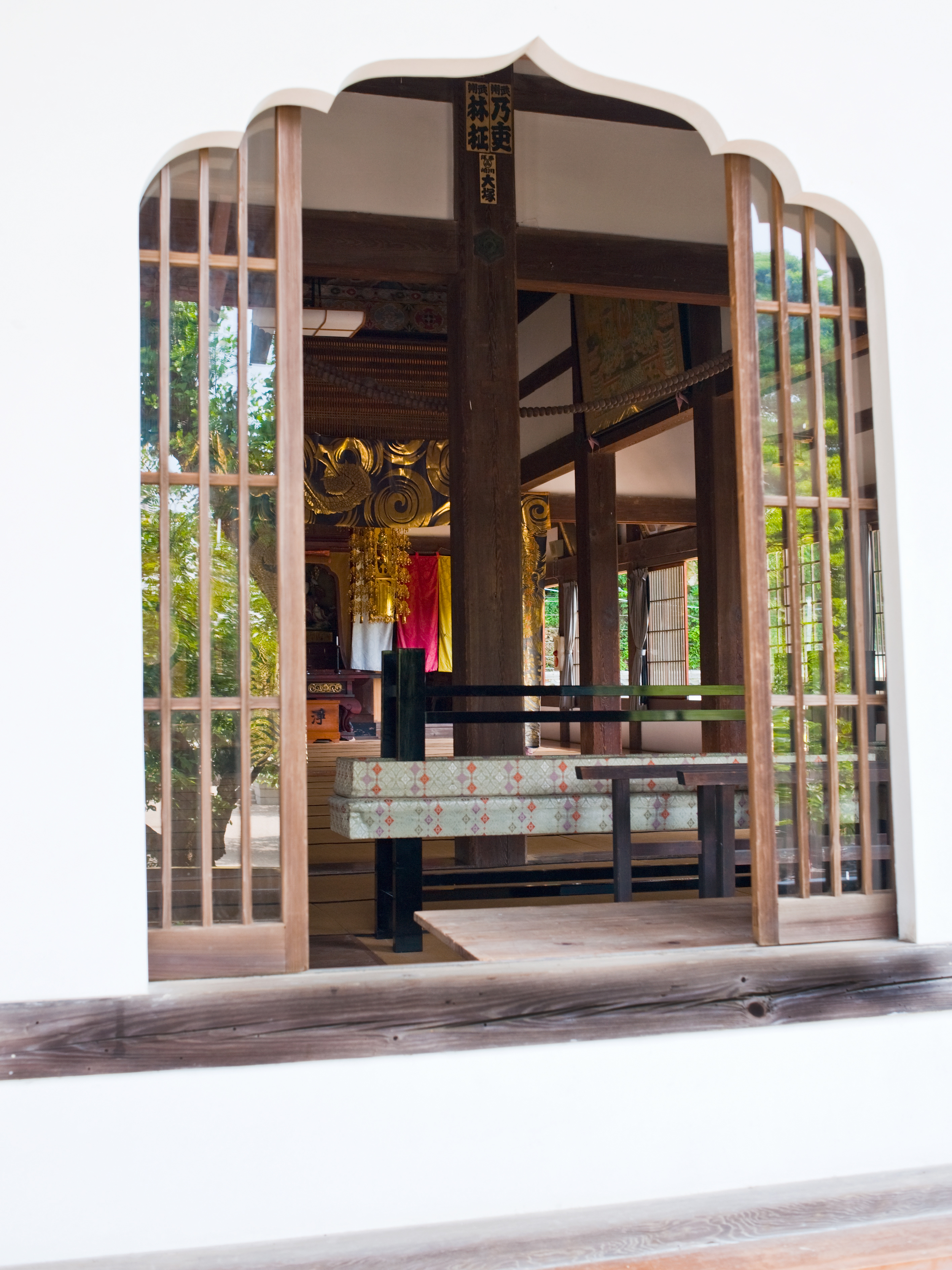
Un katōmado
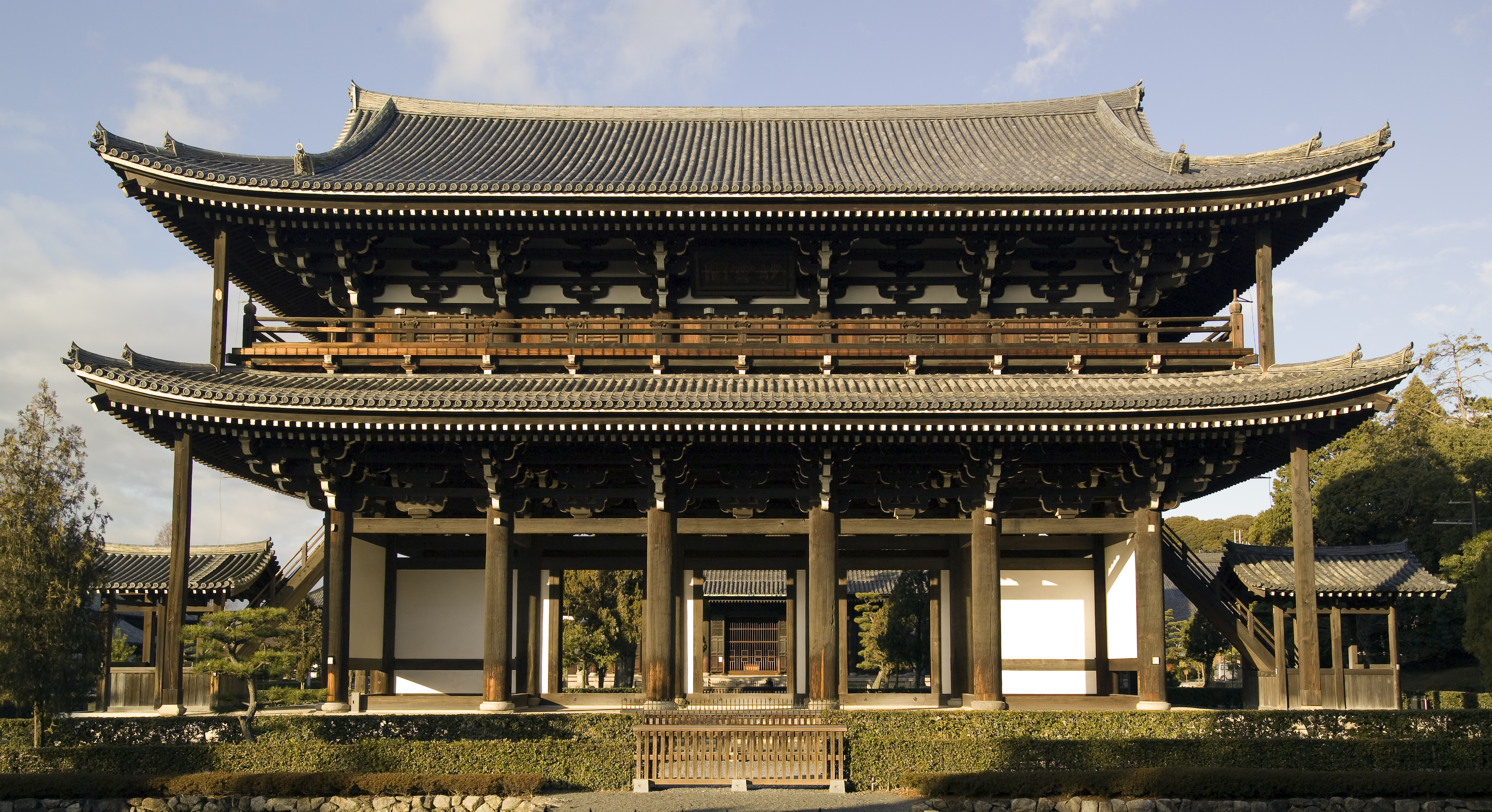
Sanmon del Tōfuku-ji misura 5 ken.
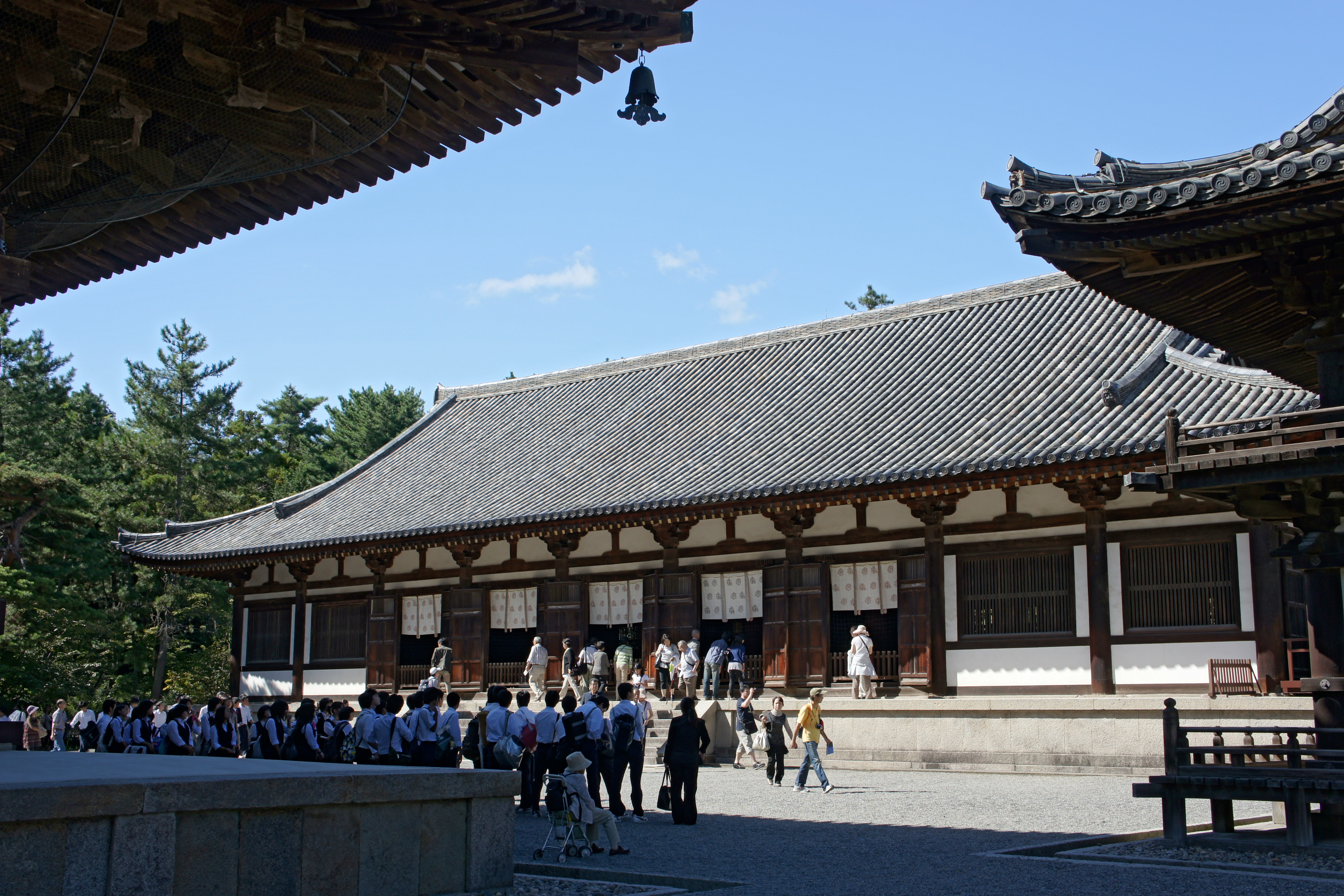
Kō-dō al Tōshōdai-ji
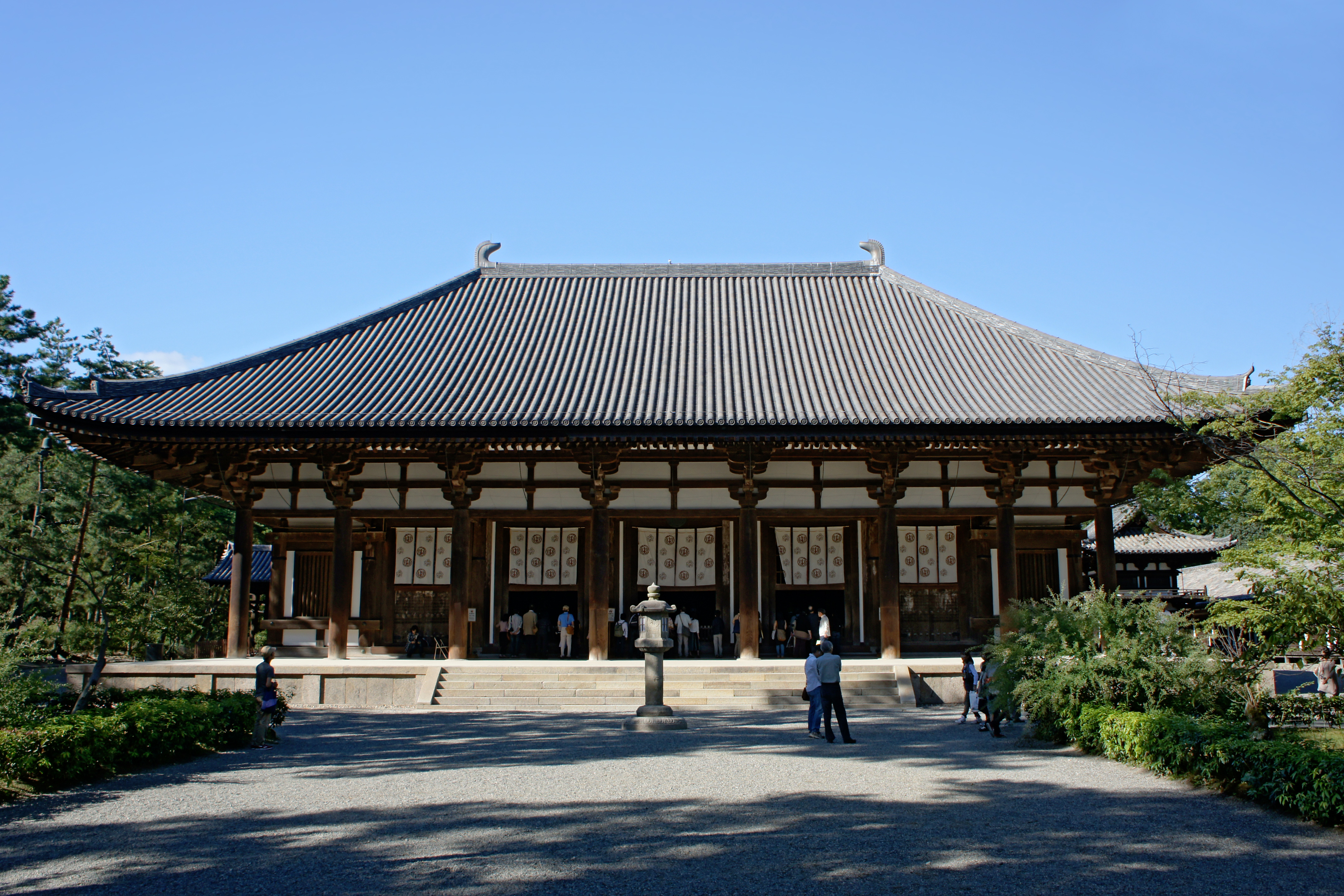
Kon-dō al Tōshōdai-ji
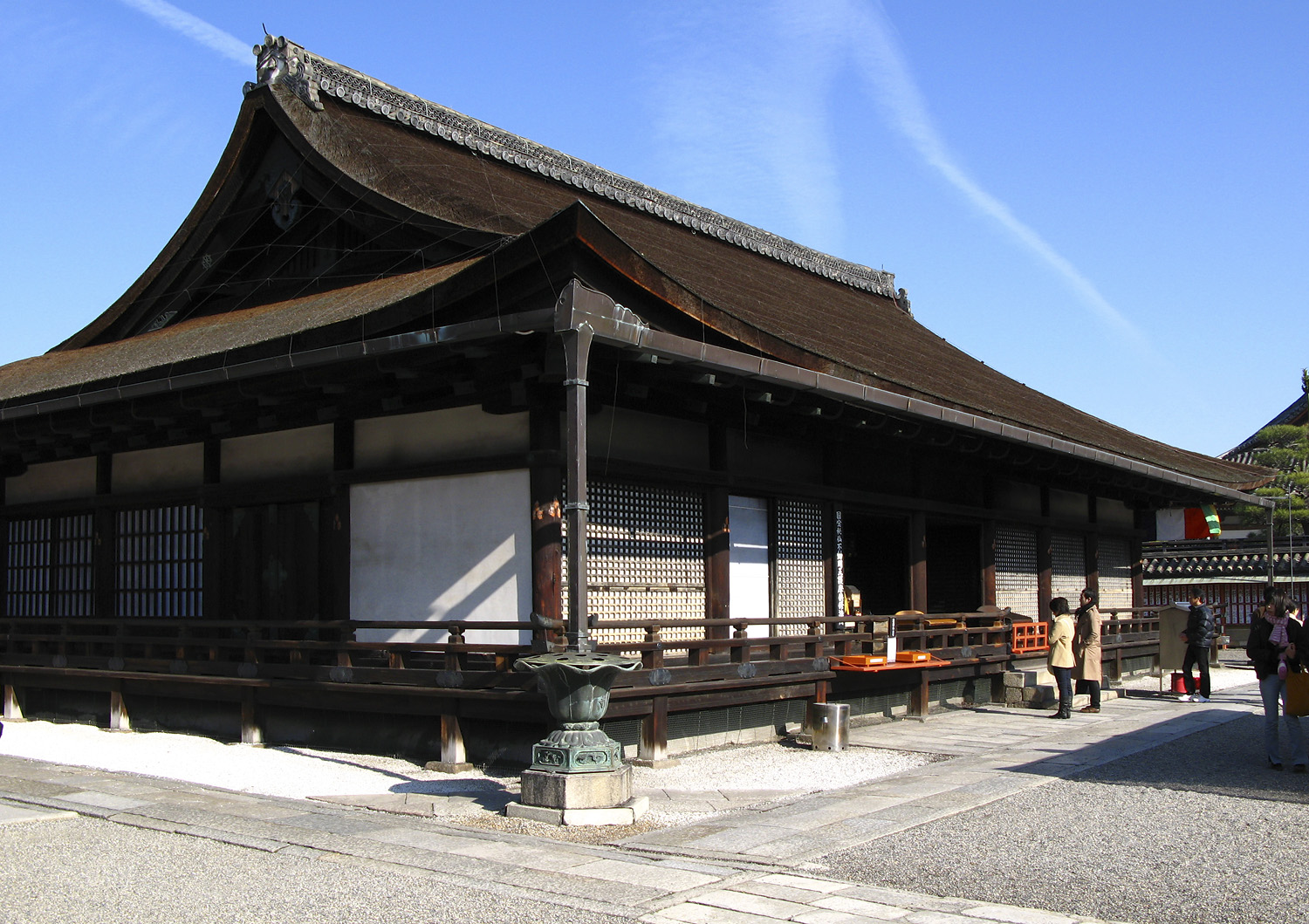
Miei-dō al Tō-ji
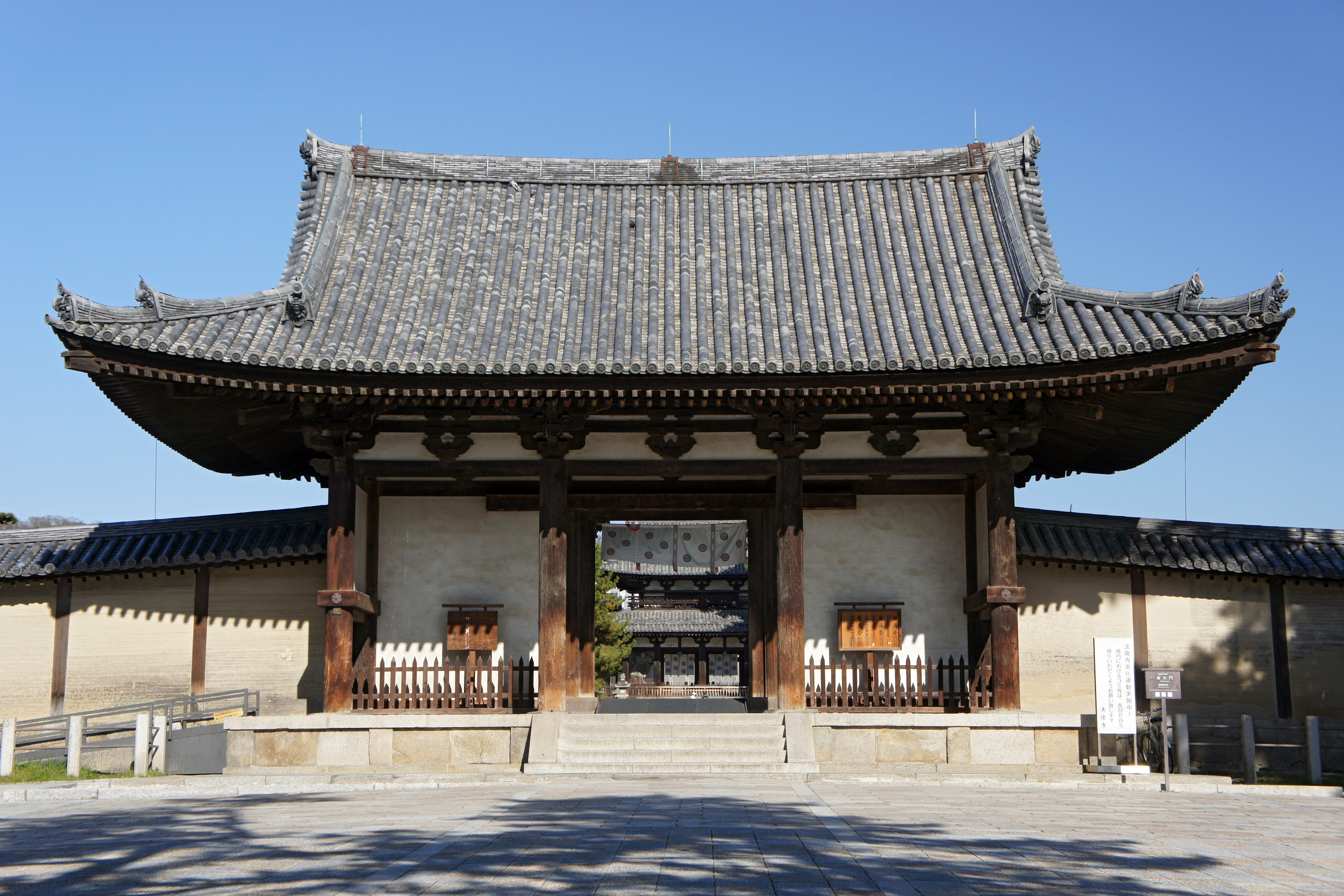
Nandaimon al Hōryū-ji
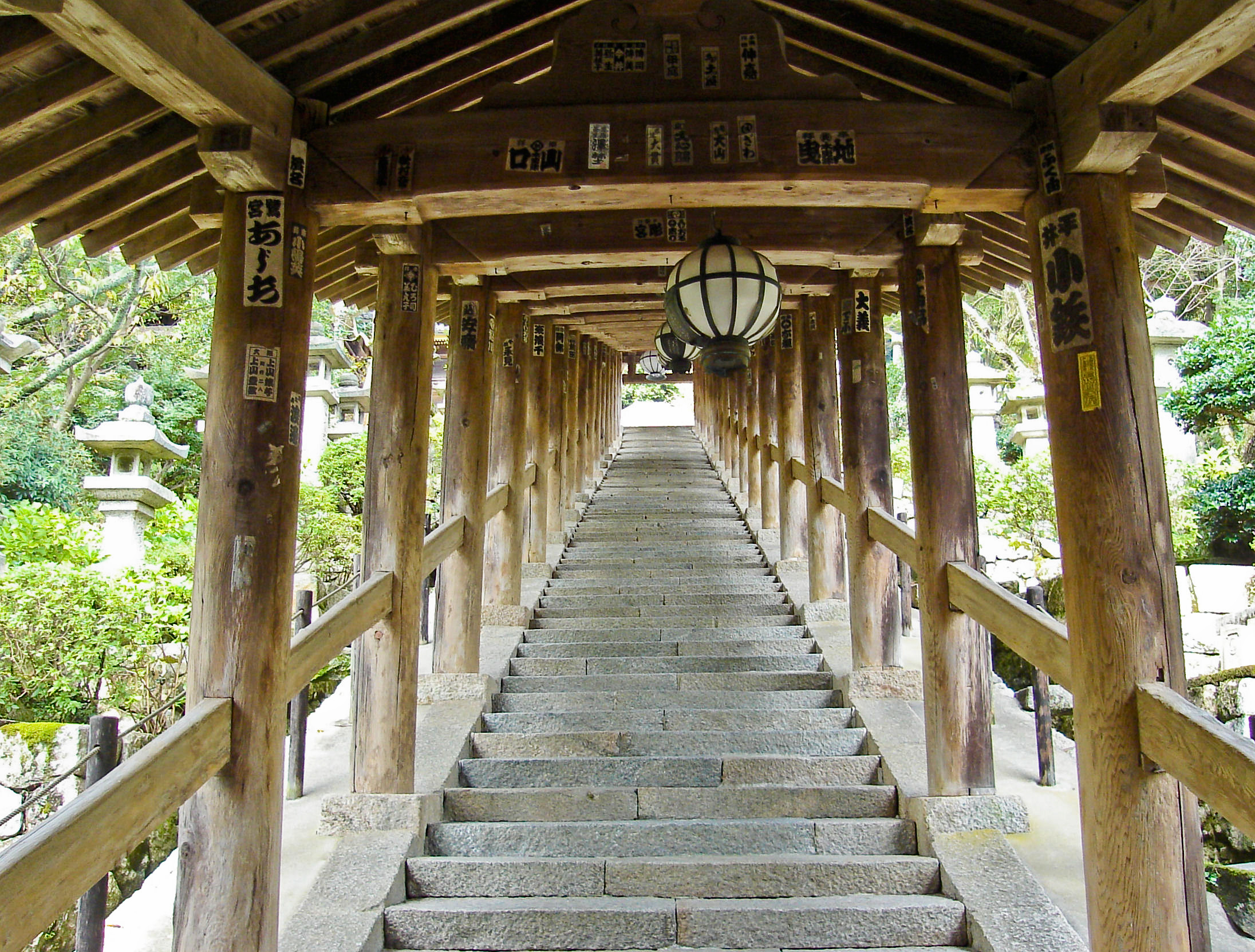
Il noborirō presso l'Hase-dera di Nara.
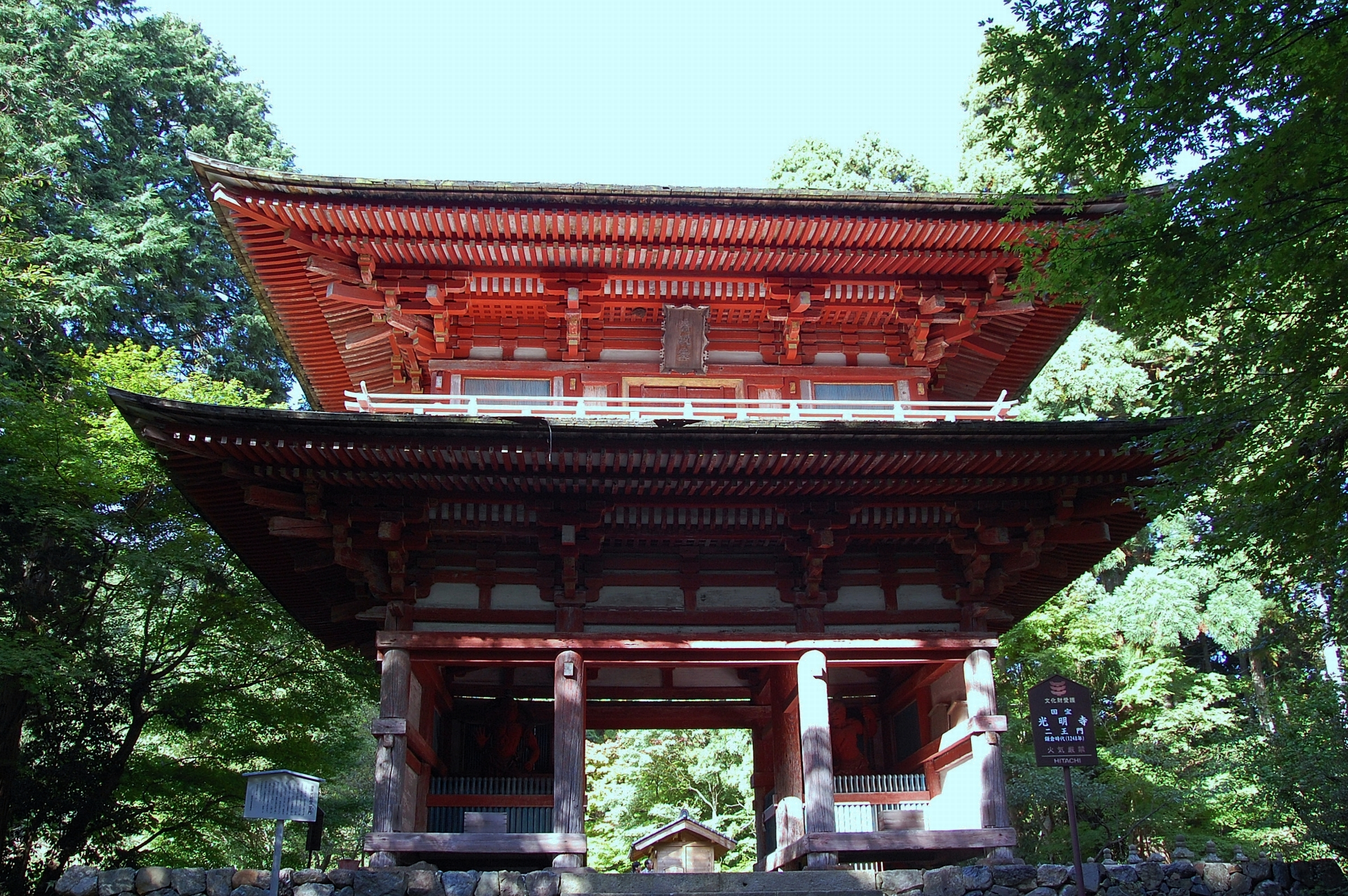
Nijūmon al Kōmyō-ji a Ayabe.
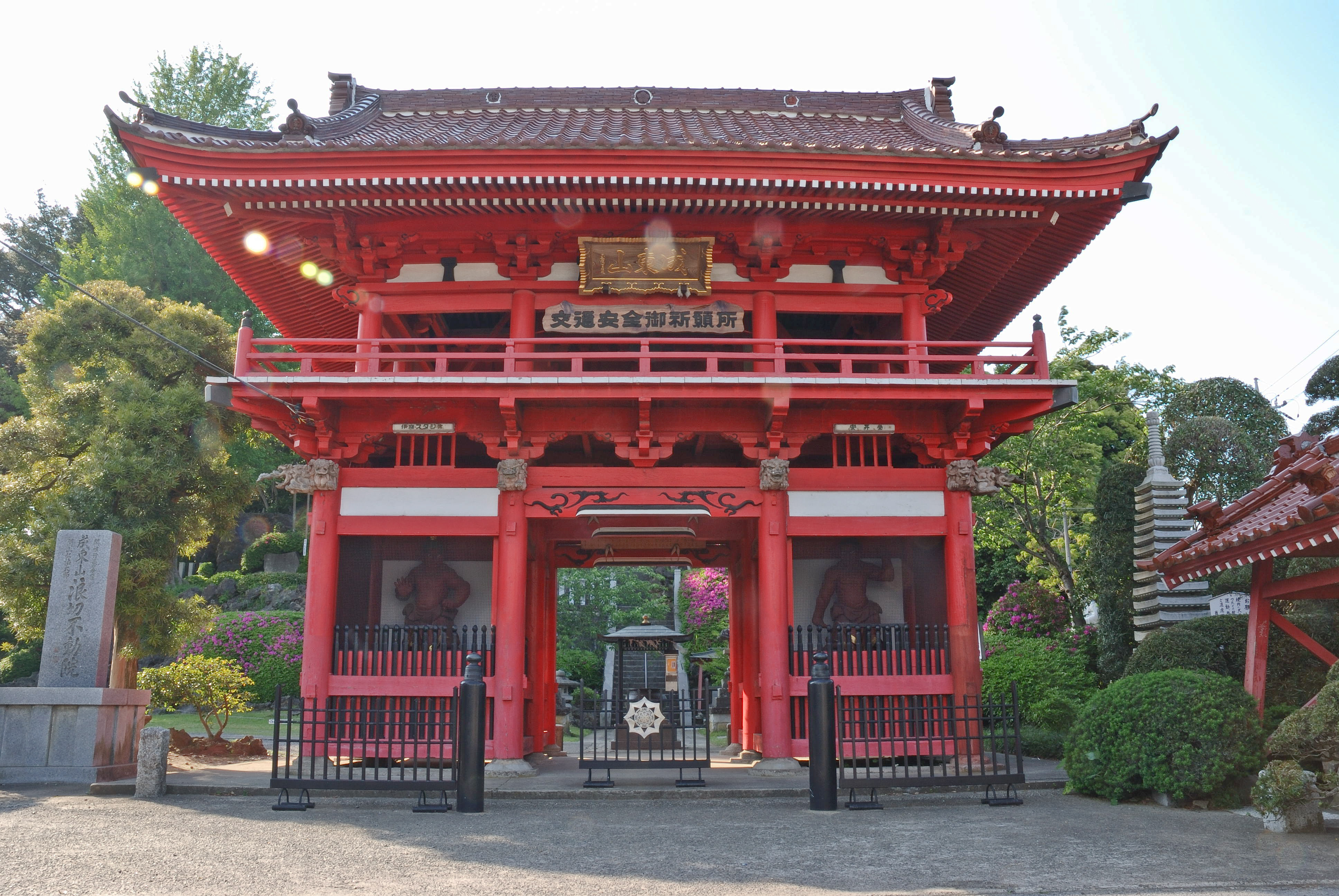
Un niōmon
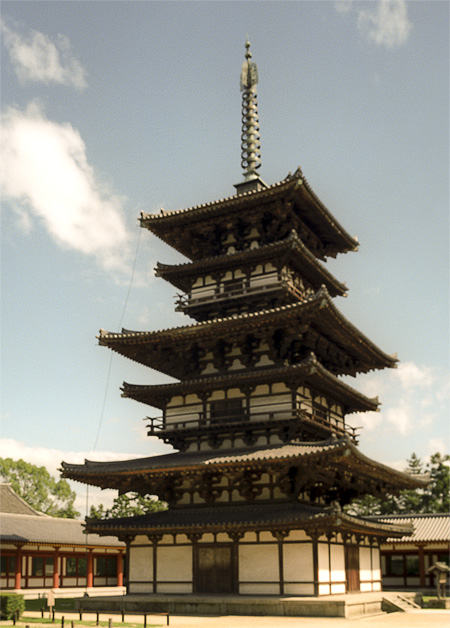
Pagoda est del Yakushi-ji a Nara
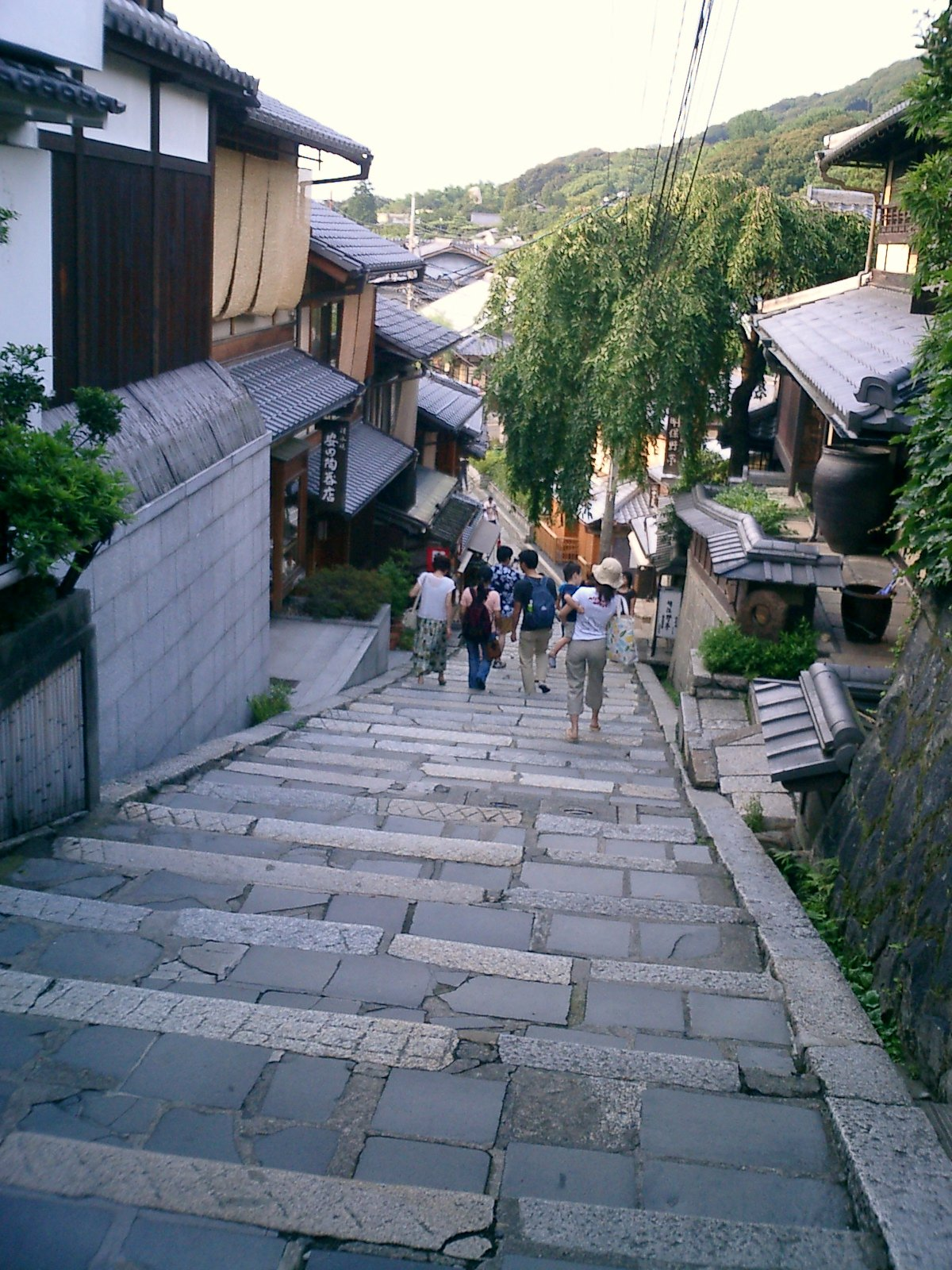
Sandō del Kiyomizu-dera
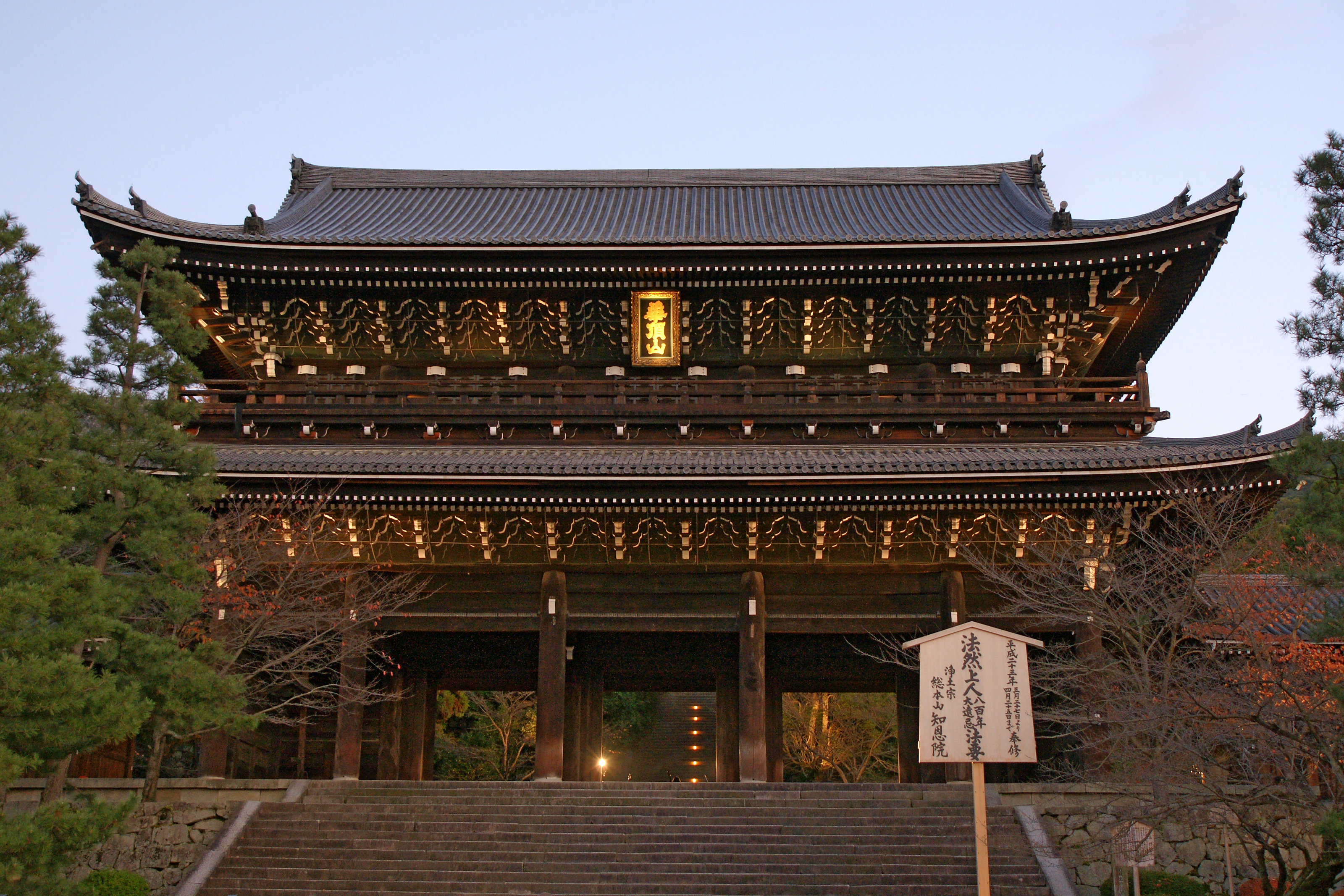
Un sanmon a cinque porte di alto livello presso il Chion-in. Notate il sanro.
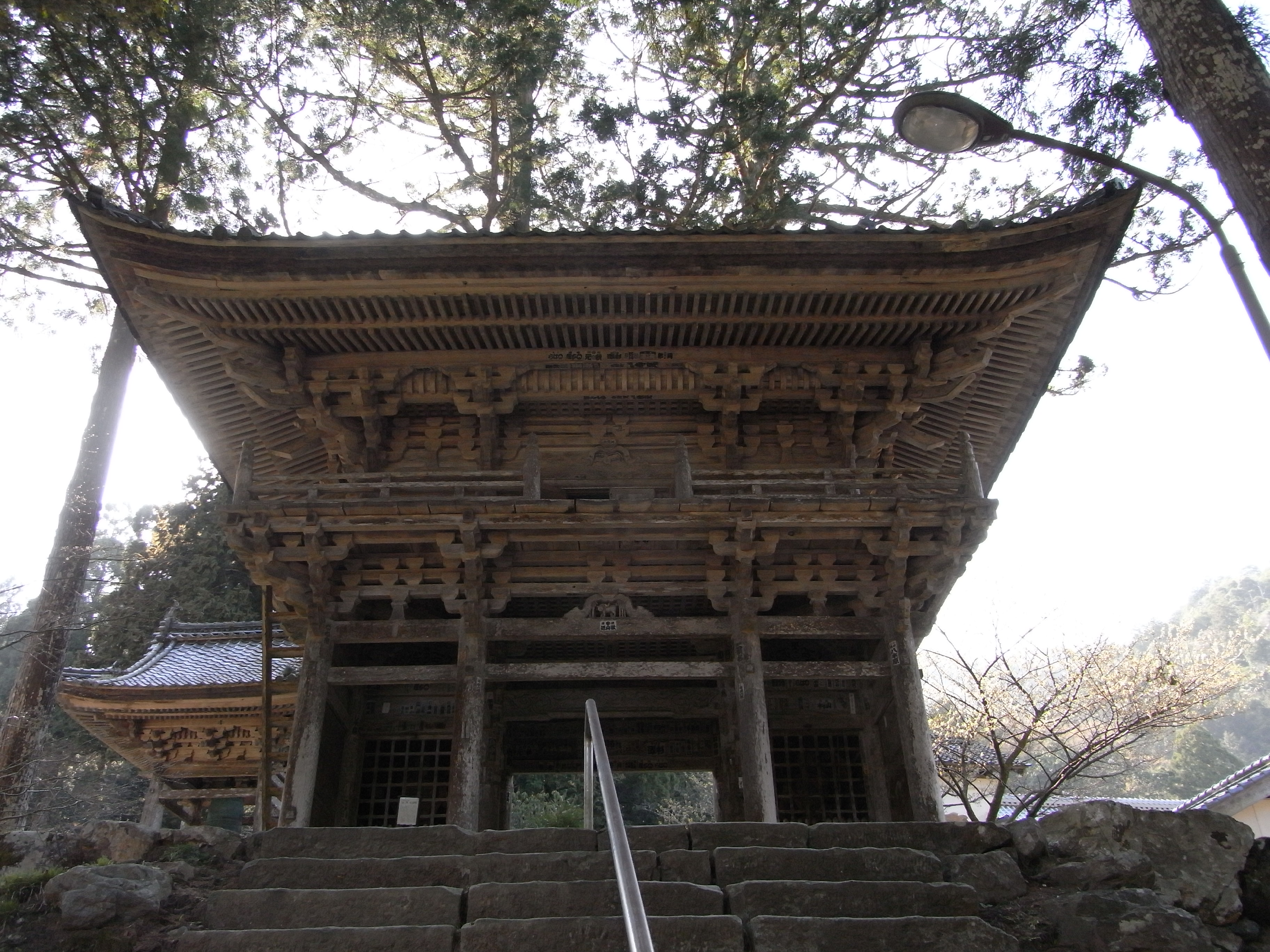
Un medio rango, con un sanmon dei tre ken del Myōtsū-ji
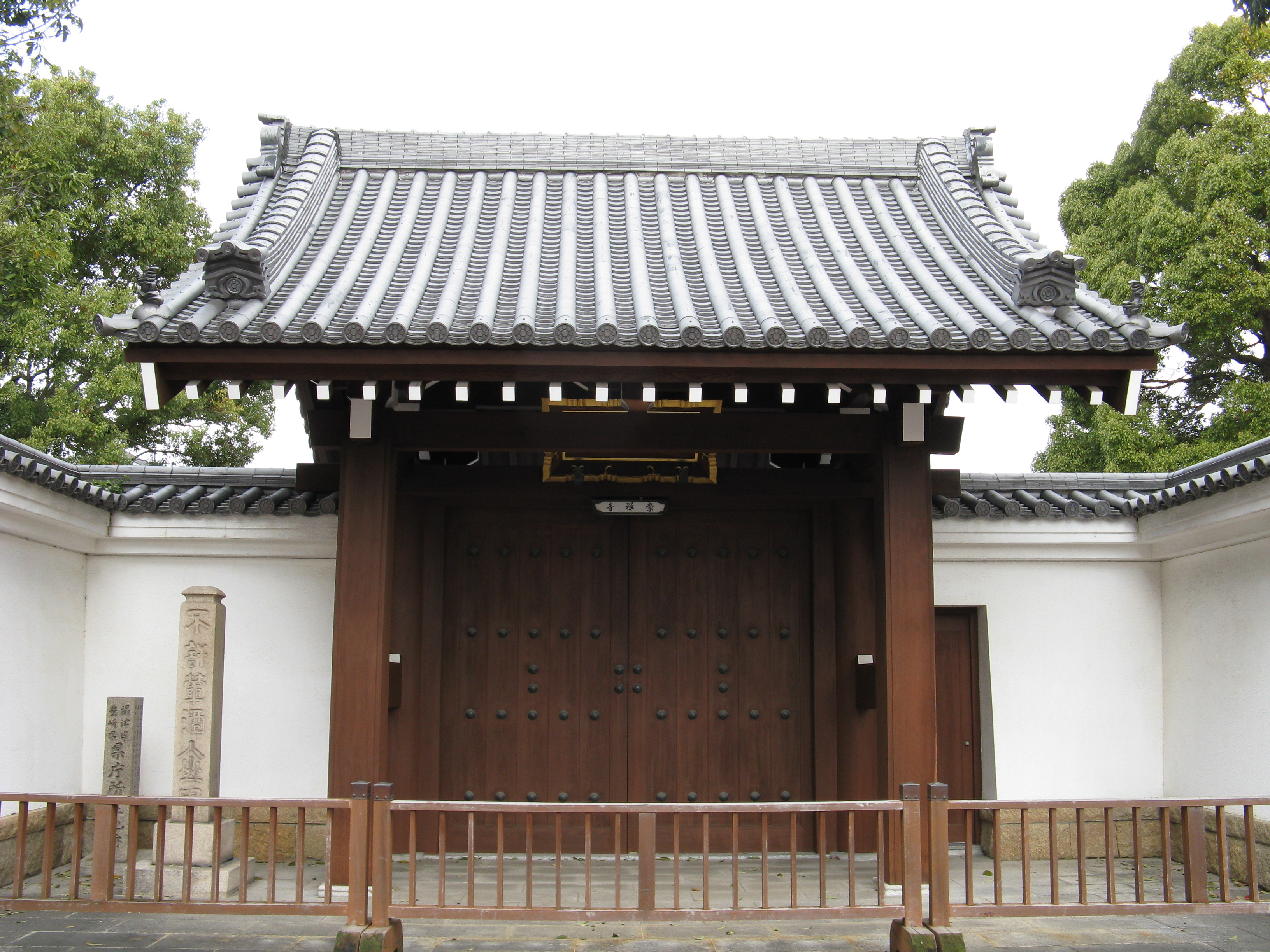
Un sanmon di basso rango del Sozen-ji ad Osaka
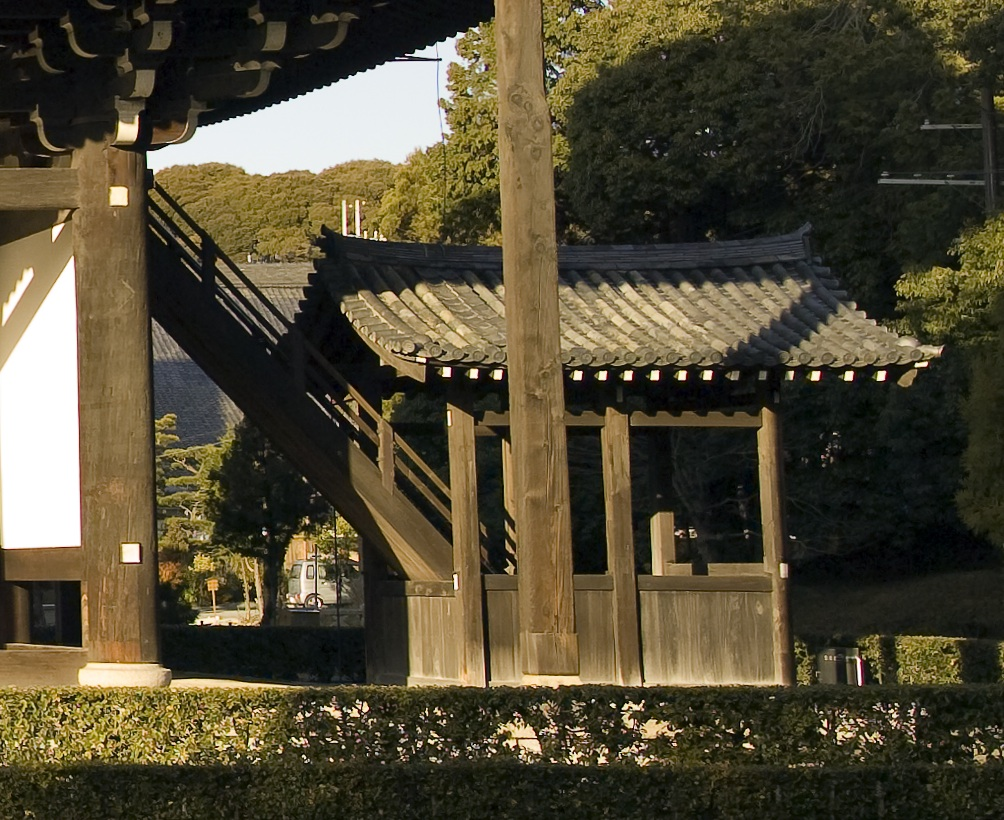
Il sanro del sanmon del Tōfuku-ji. (Vedi anche la foto del sanmon sopra.)
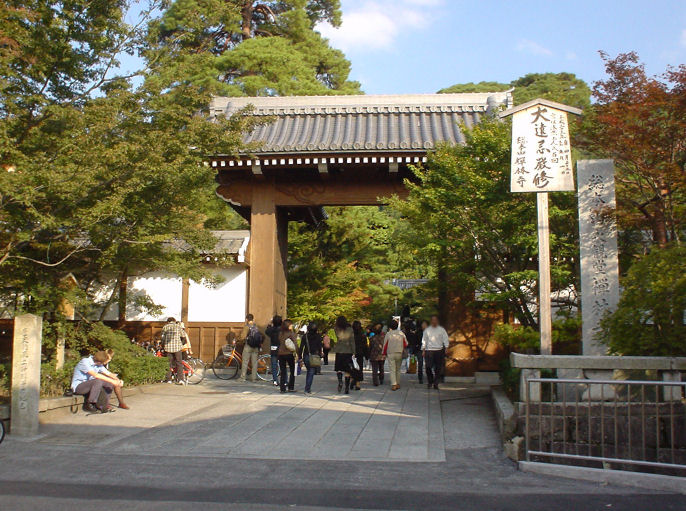
Sōmon del Zenrin-ji
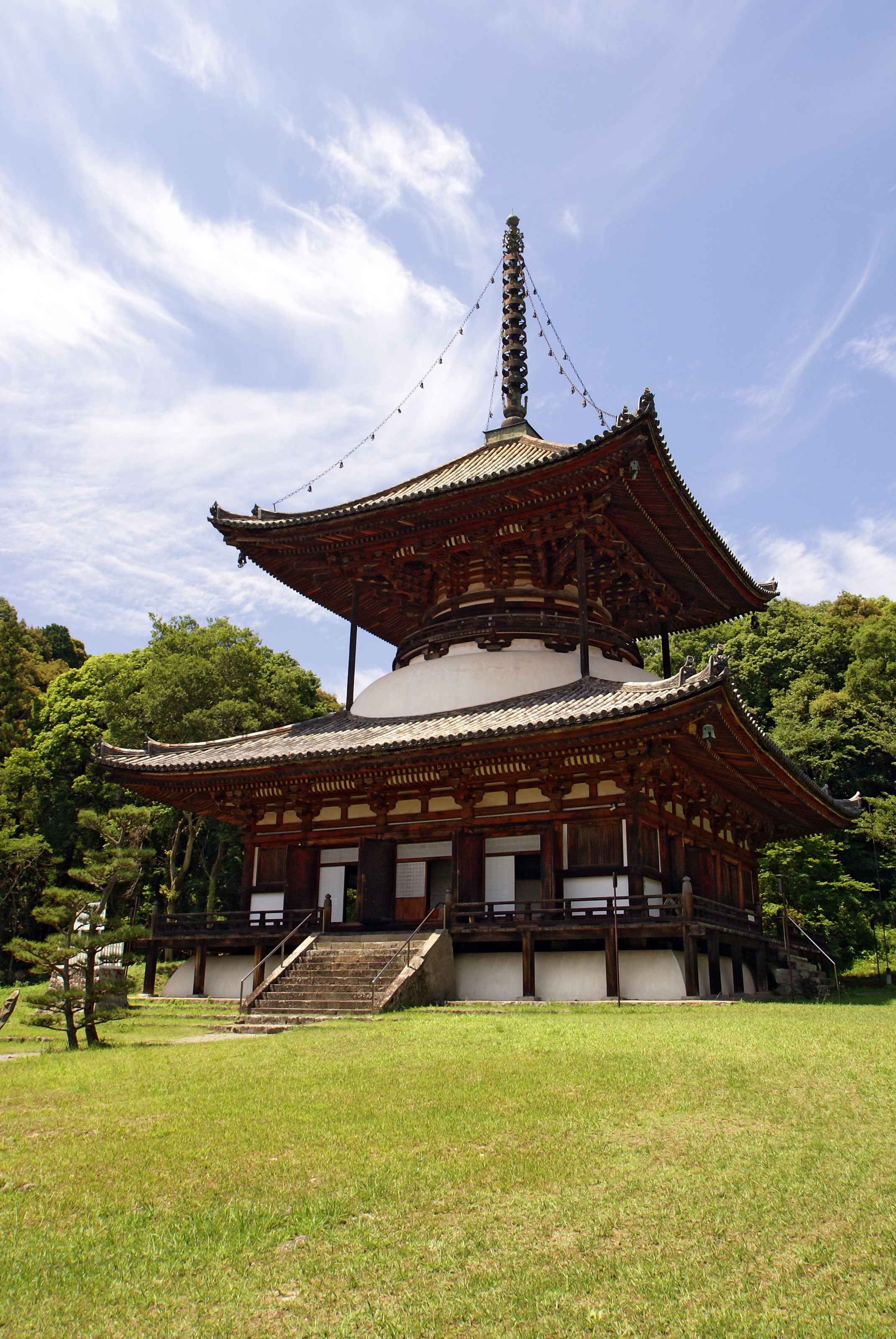
Il grande sōrin del Negoro-ji (guglia metallica) sopra un daitō (grande tahōtō)
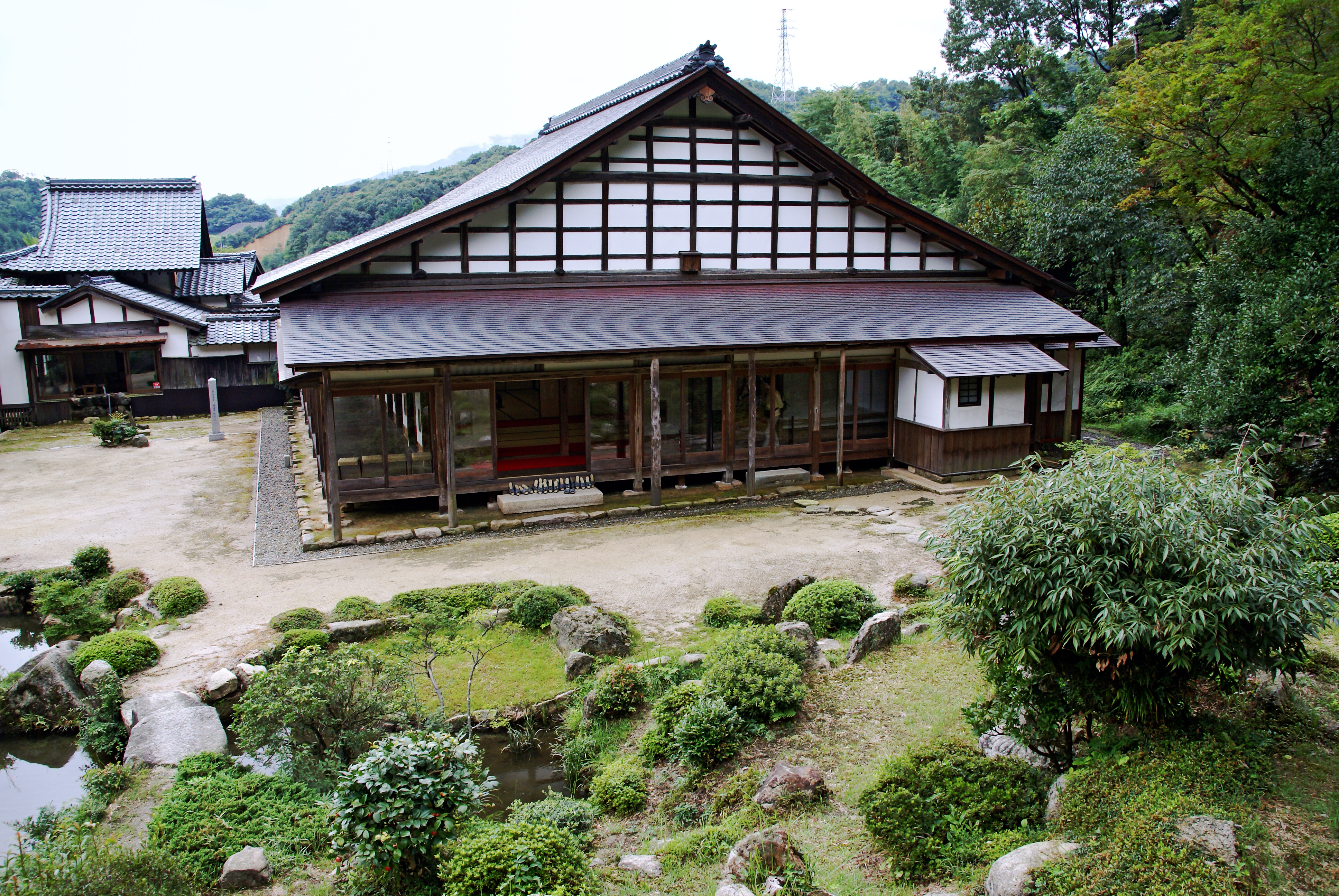
Shoin del Saifuku-ji
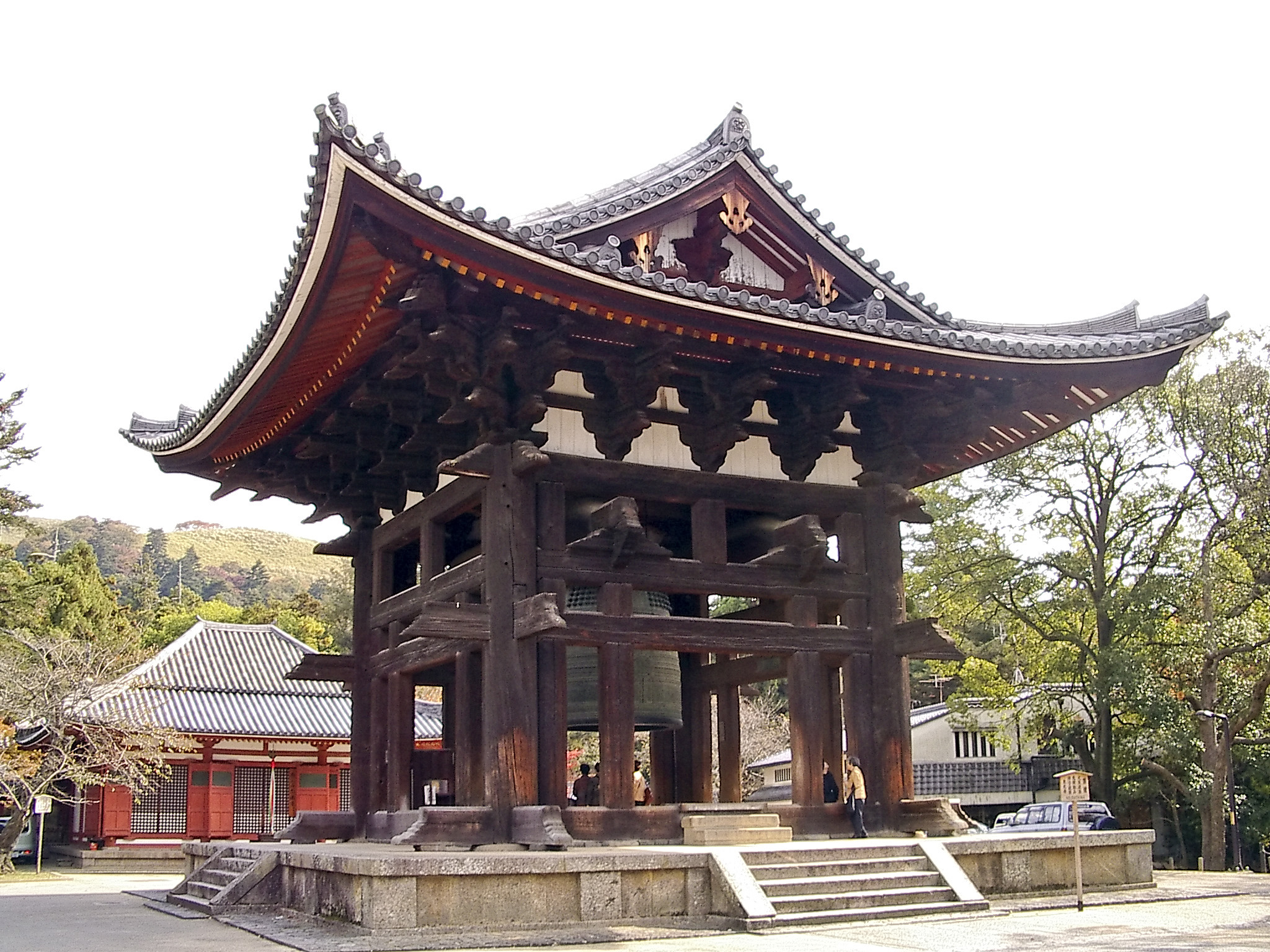
Shōrō del Tōdai-ji (un primo tipo)
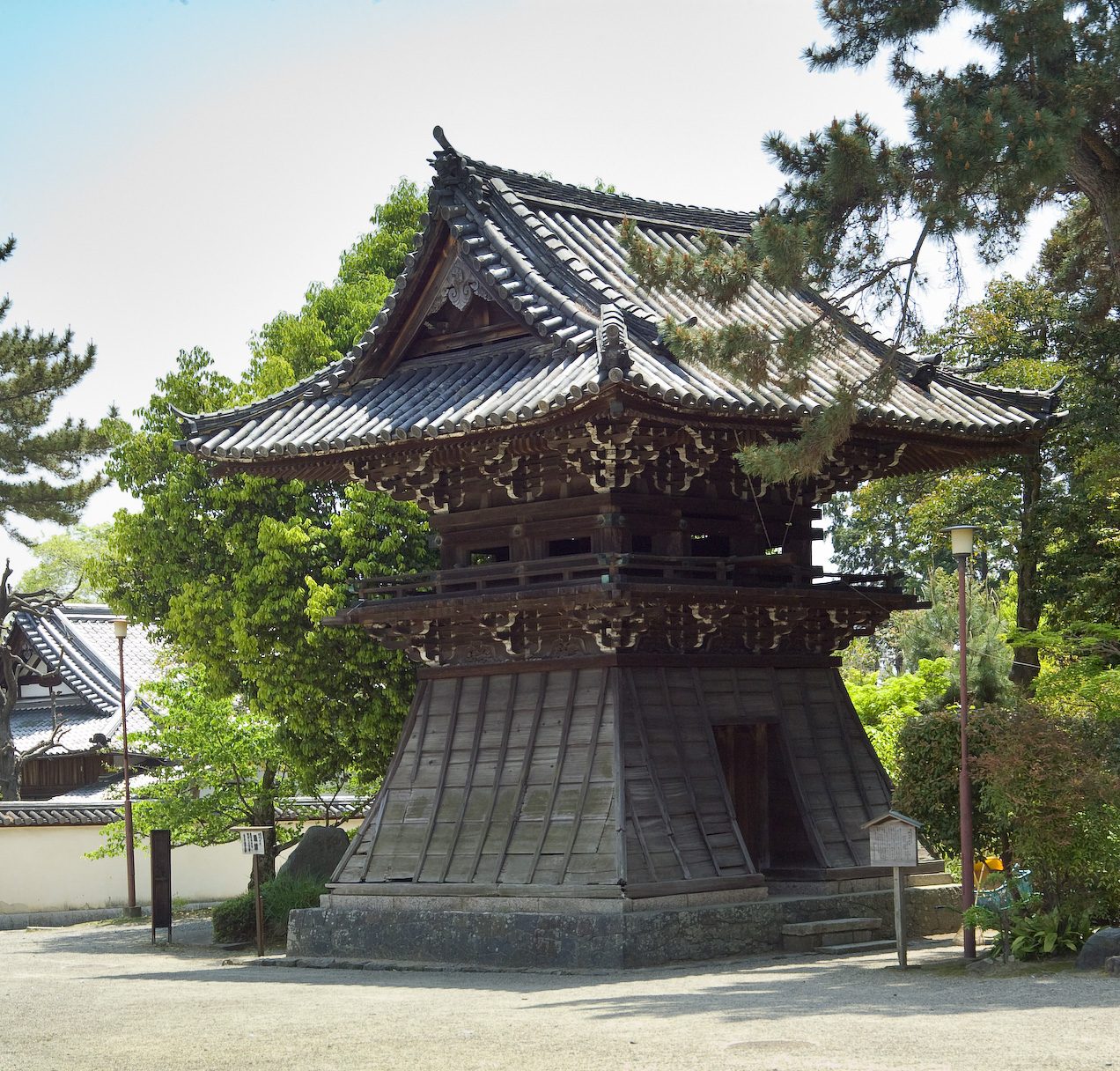
Shōrō del Saidai-ji (un tipo tardo)
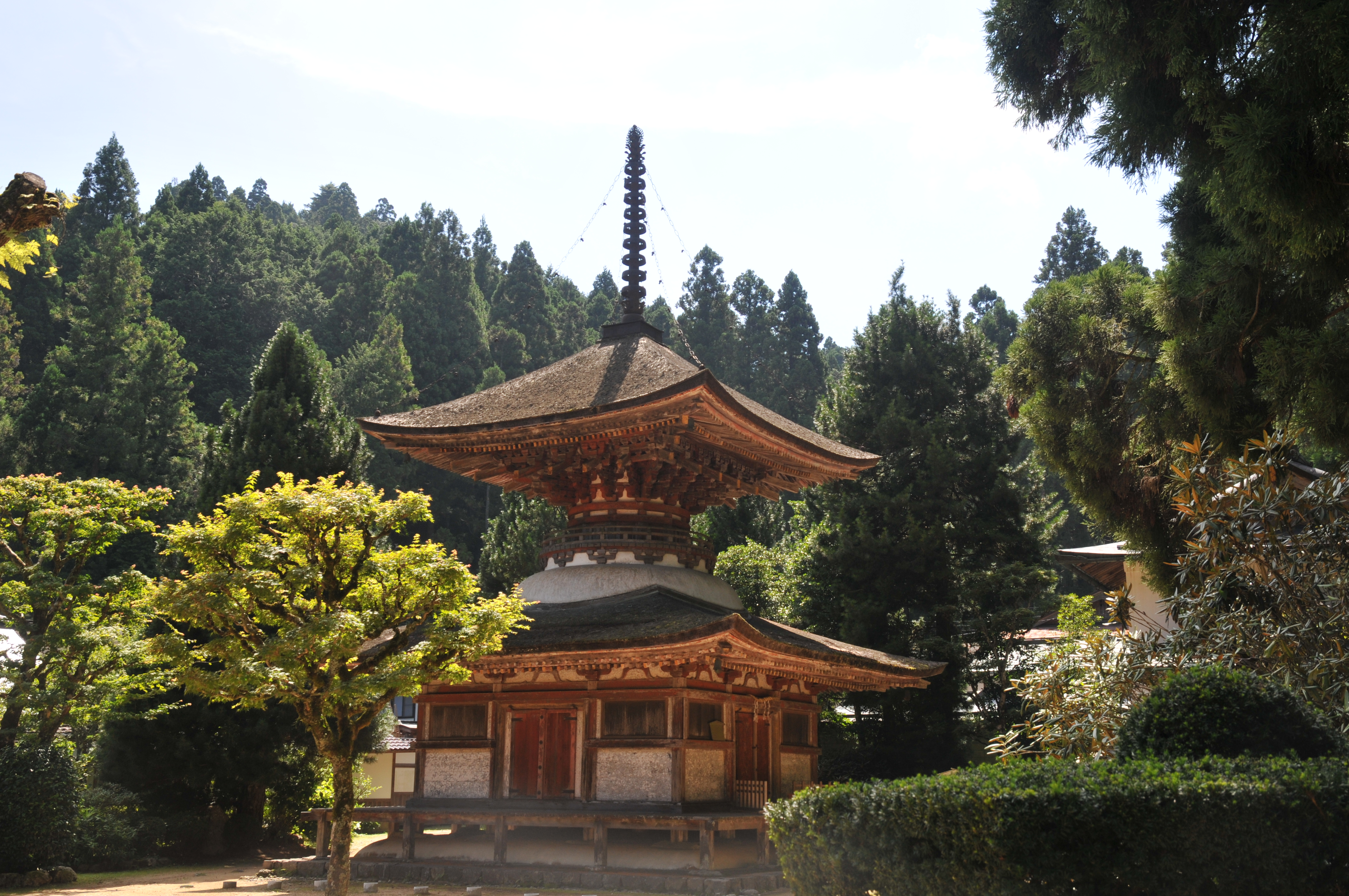
Tahōtō (nijū-no-tō) del Kongō Sanmai-in
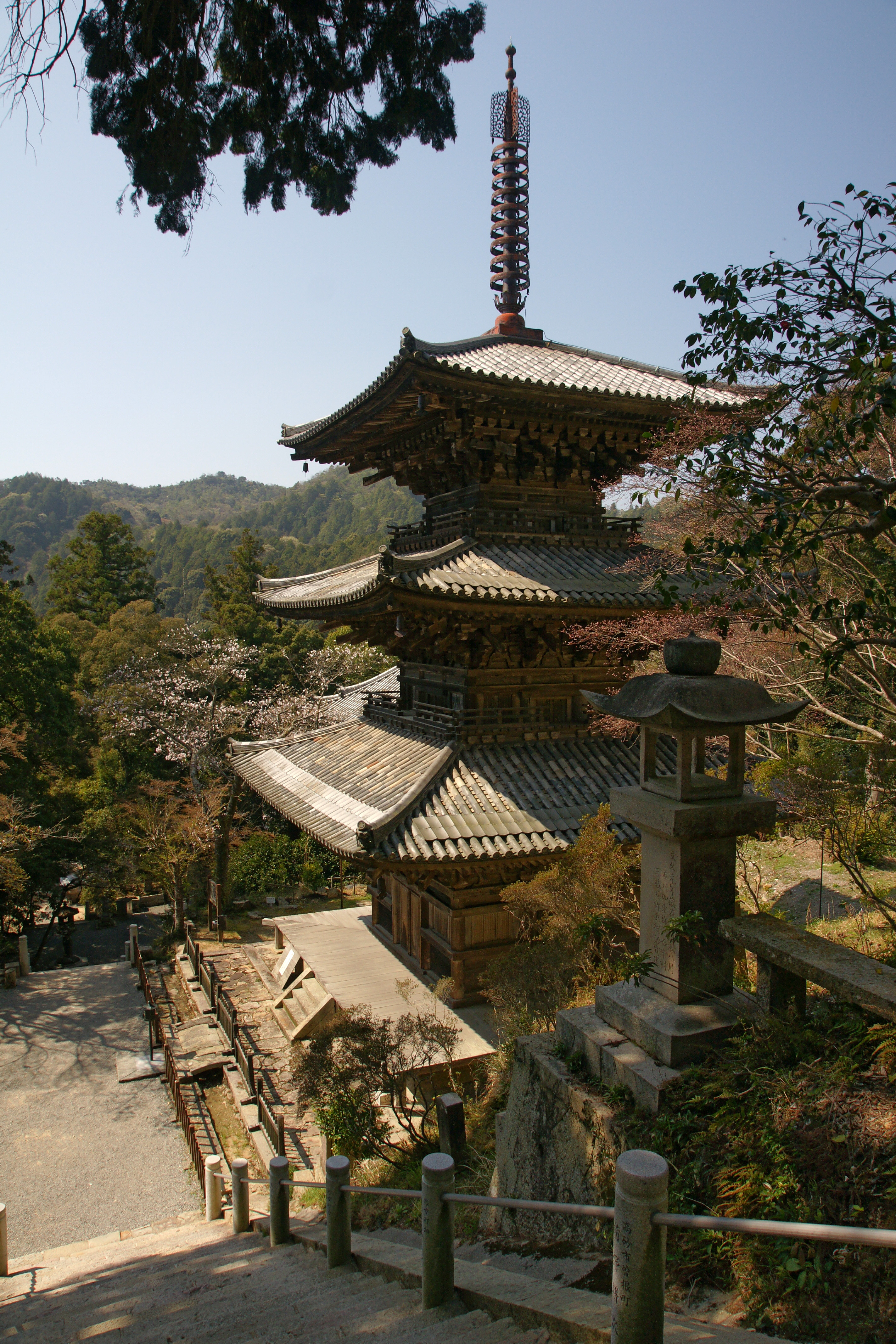
La pagoda a tre livelli di Ichijō-ji (sanjū-no-tō)
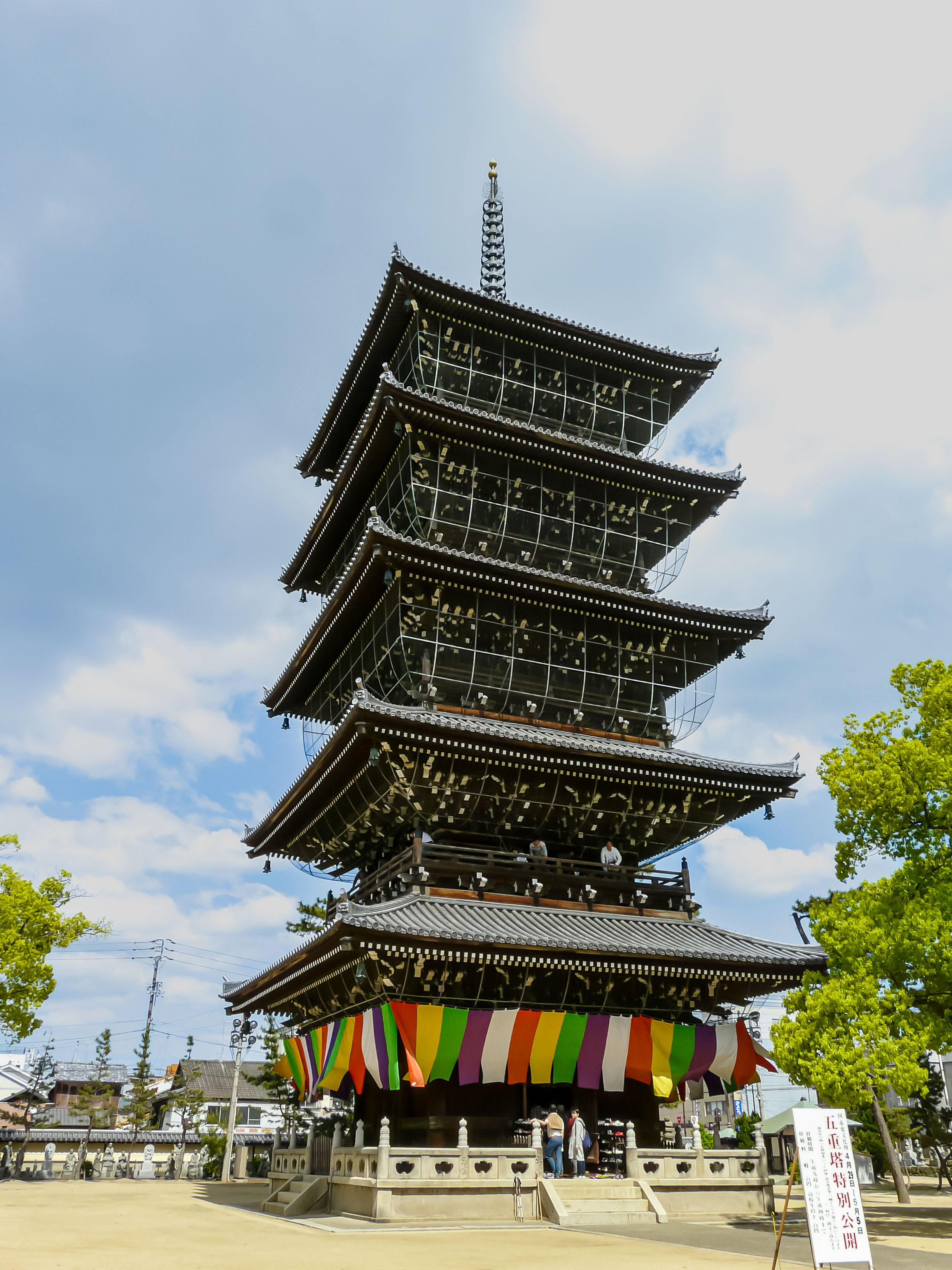
La pagoda a cinque livelli del Zentsu-ji (gojū-no-tō)
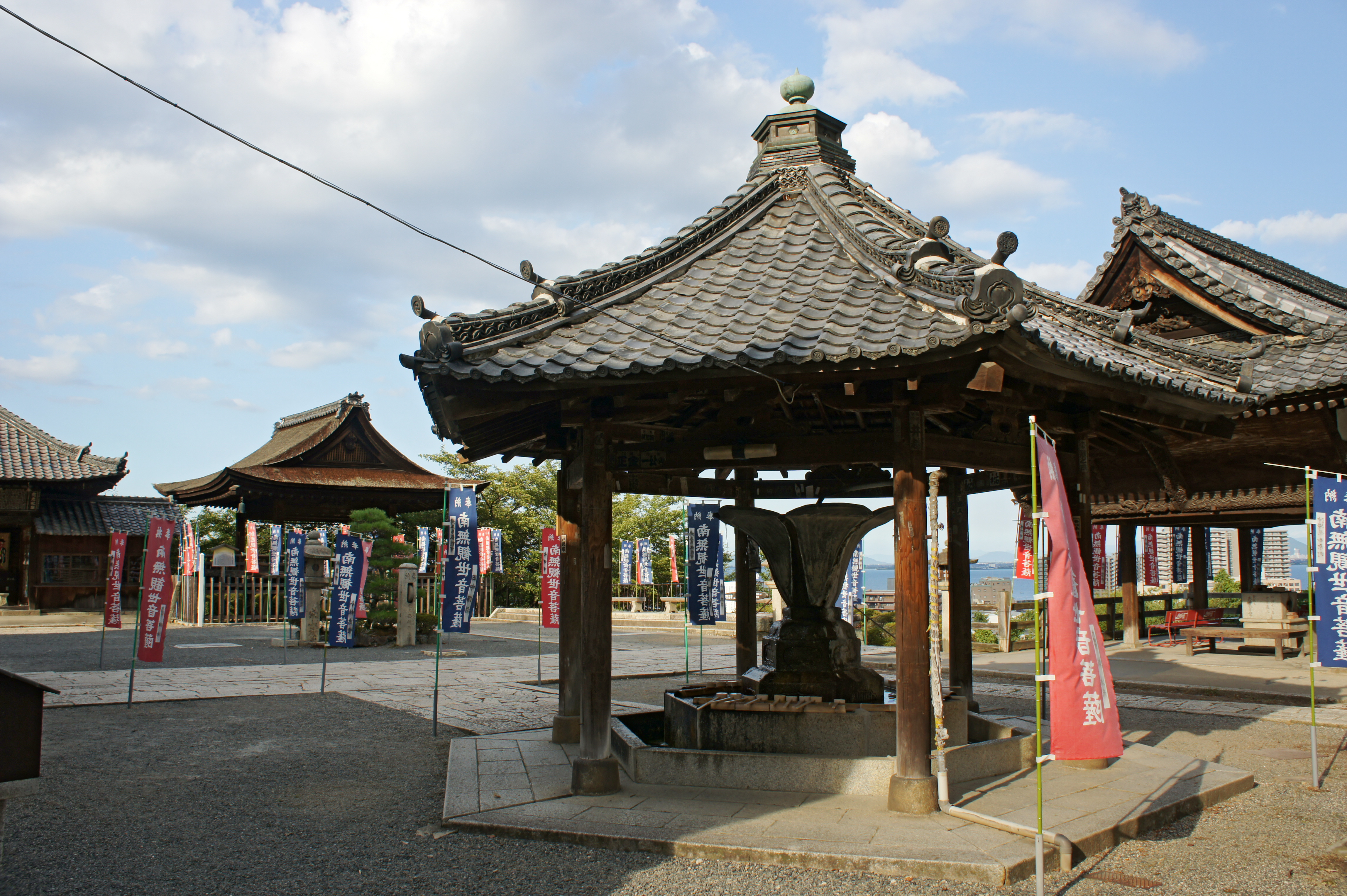
Temizuya del Mii-dera
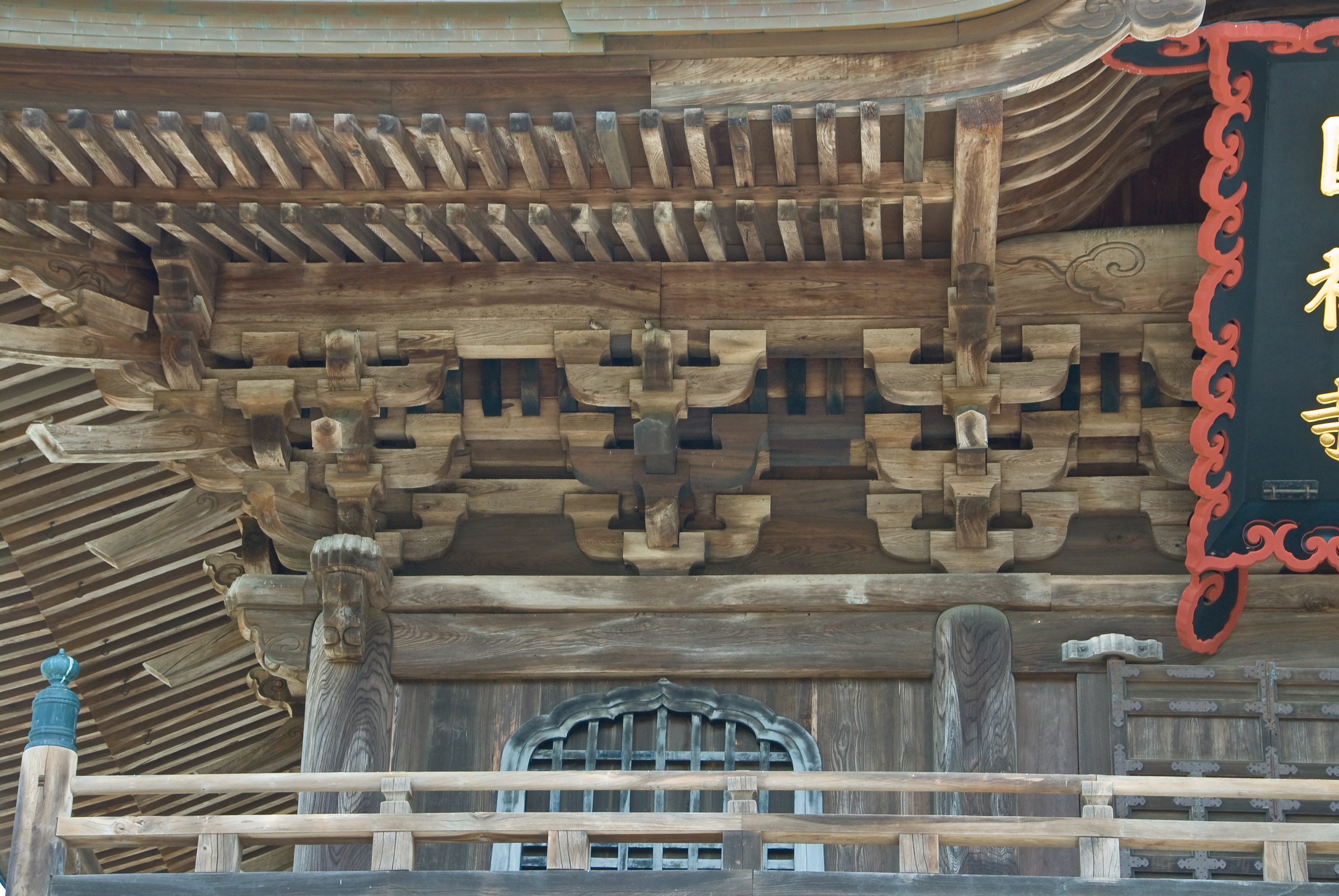
Supporti (tokyō, futatesaki in questo caso) sotto la gronda del tetto del sanmon.
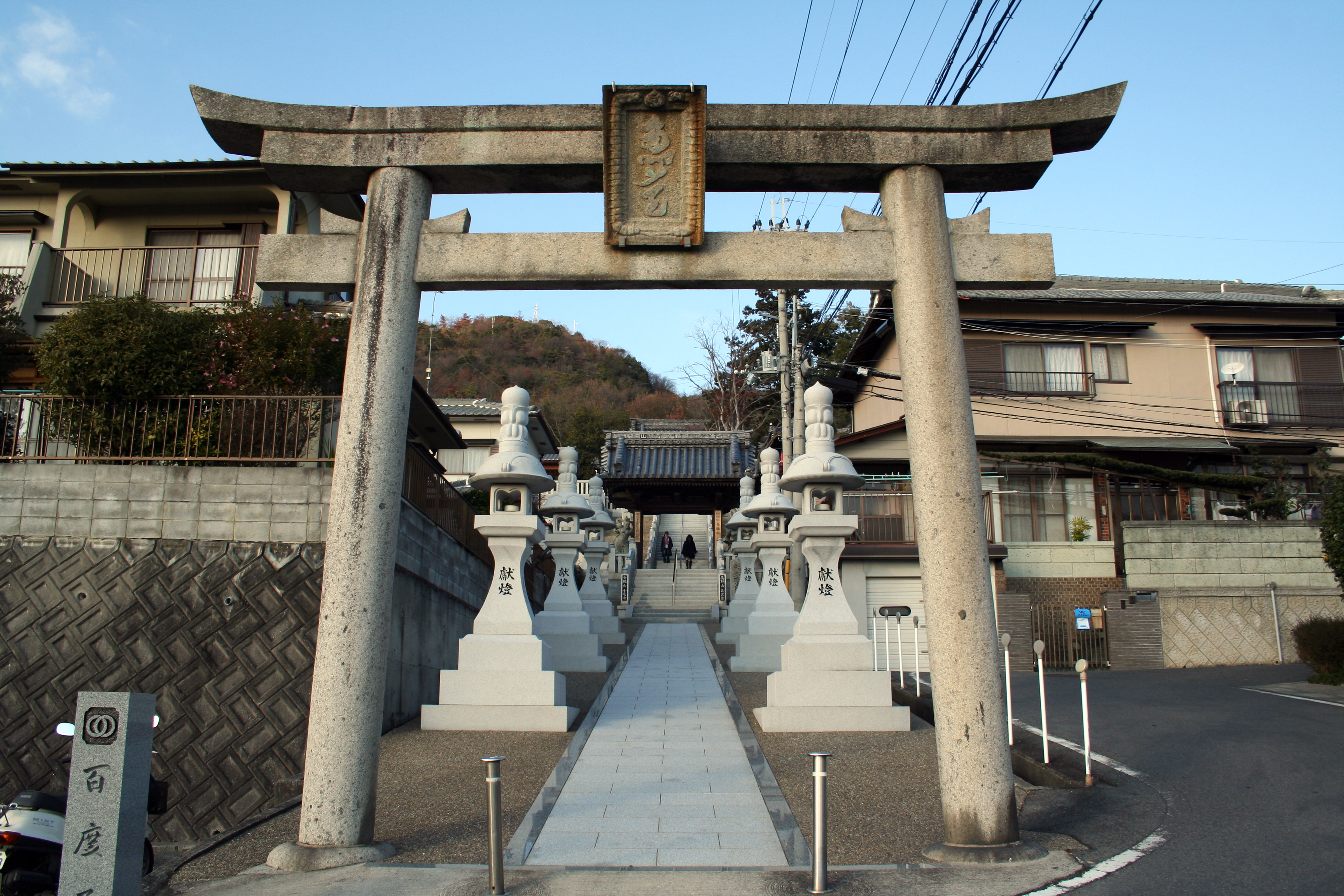
Un torii in un temple (Oyake-ji) con sandō
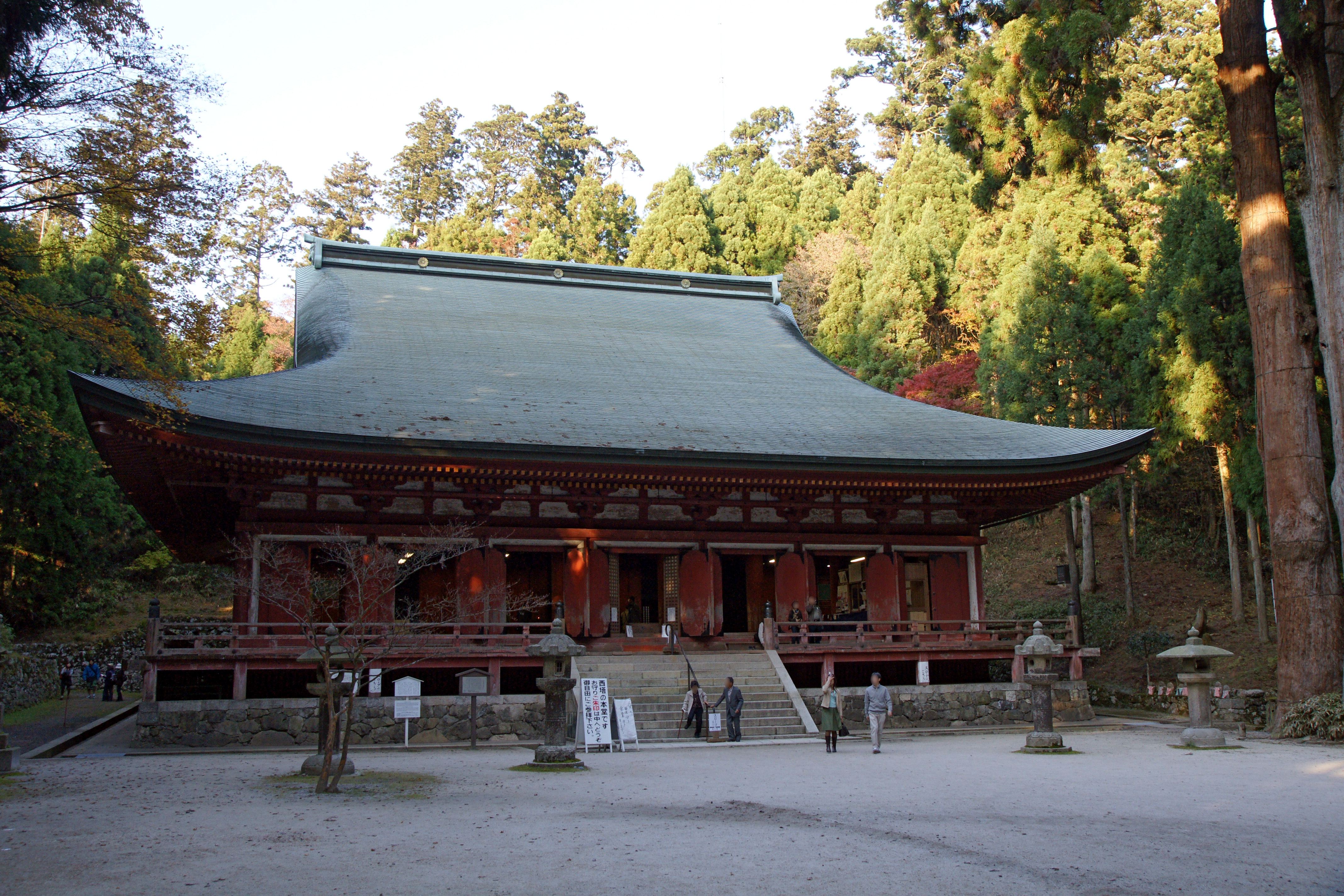
Shaka-dō del Enryaku-ji
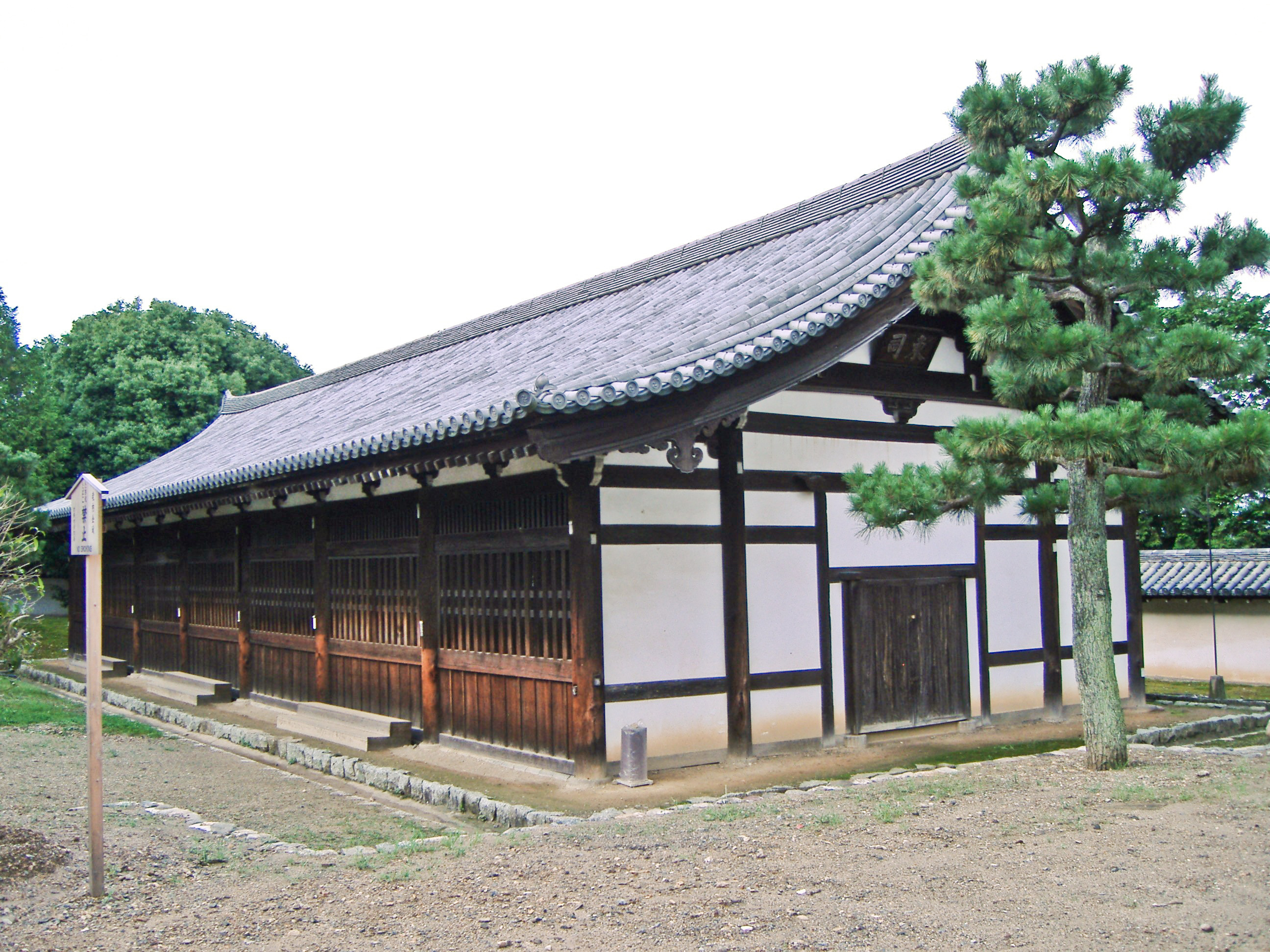
Tōsu del Tōufuku-ji
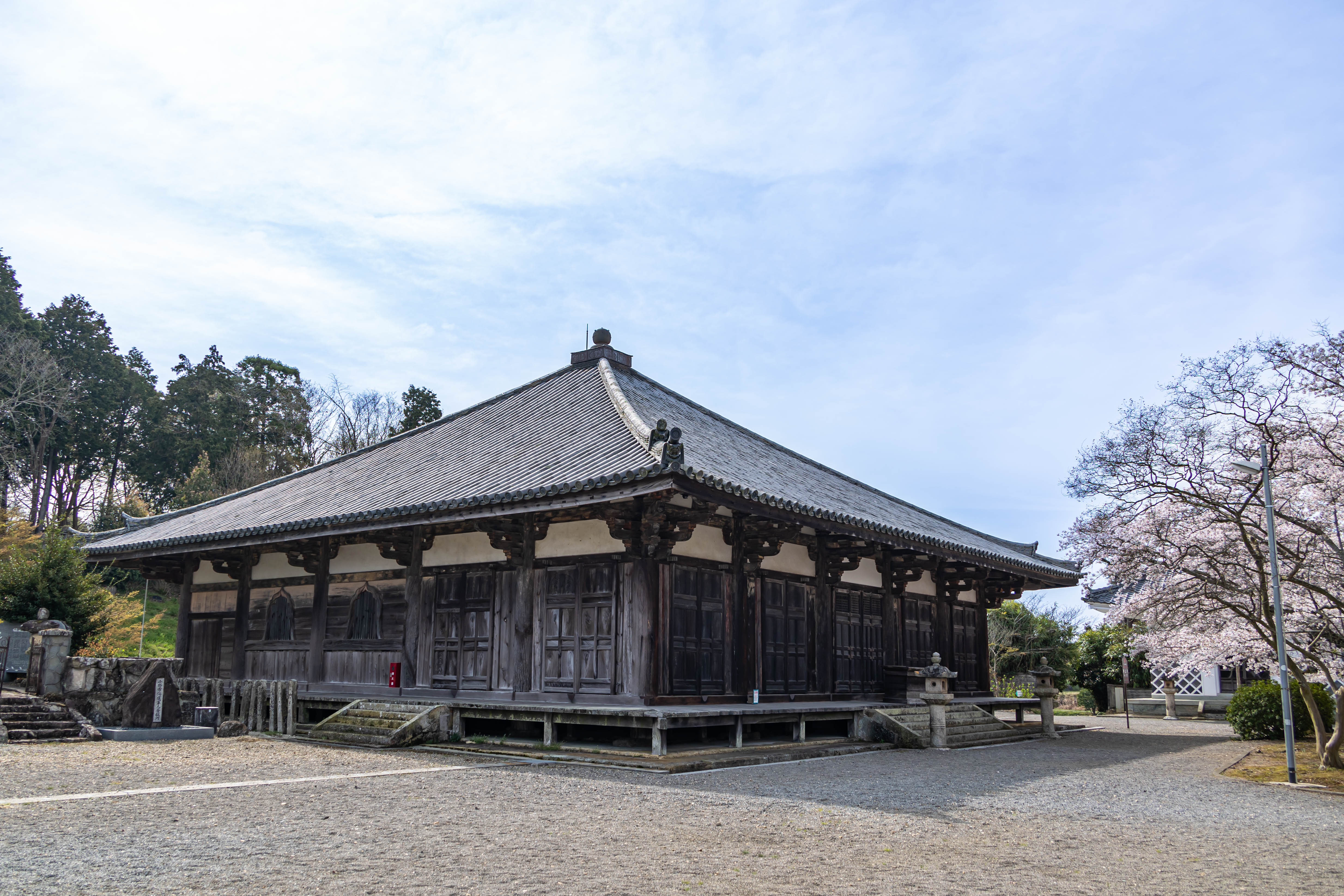
Yakushi-dō del Jōdo-ji
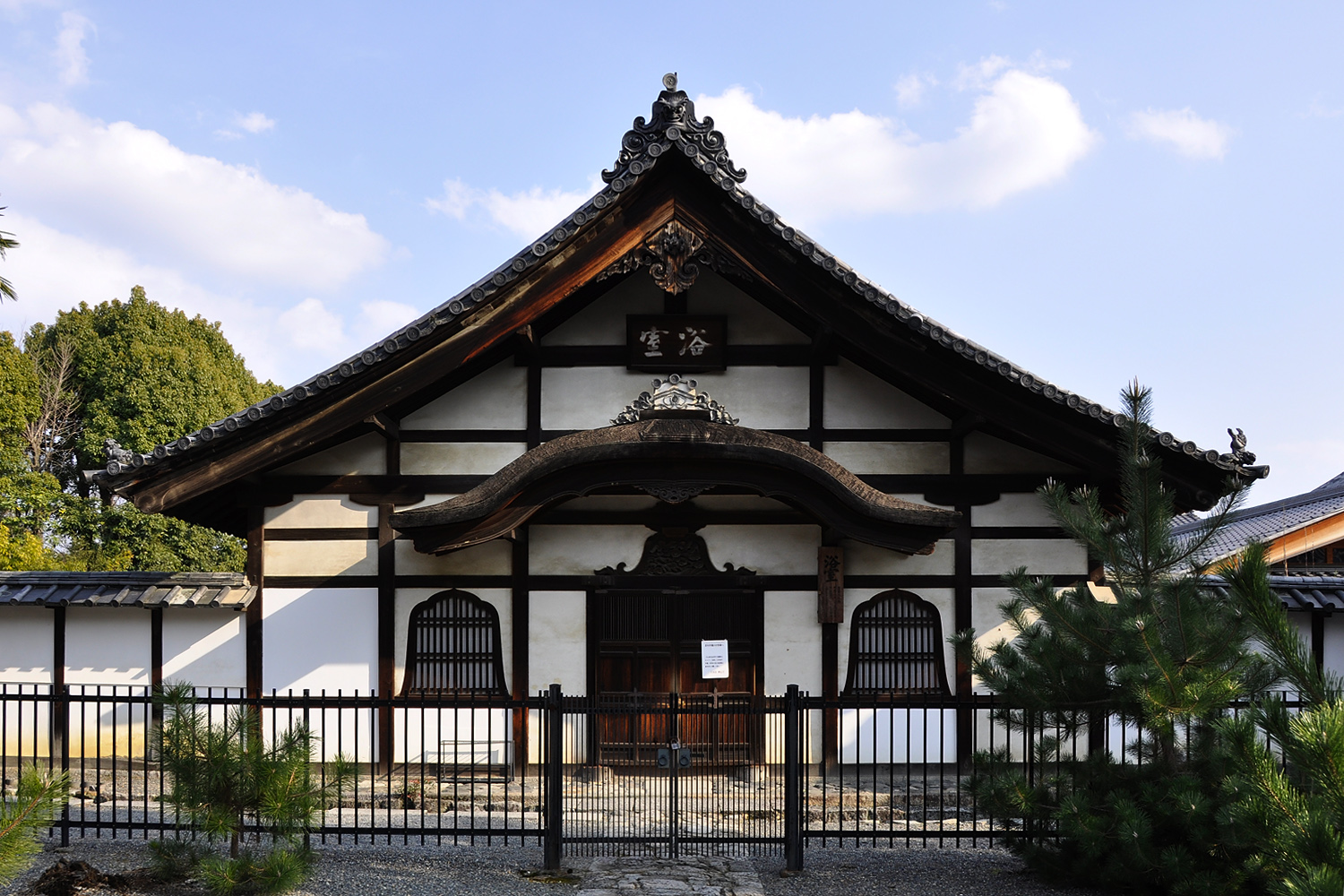
Yokushitsu del Myokin-ji (i bagni del tempio)
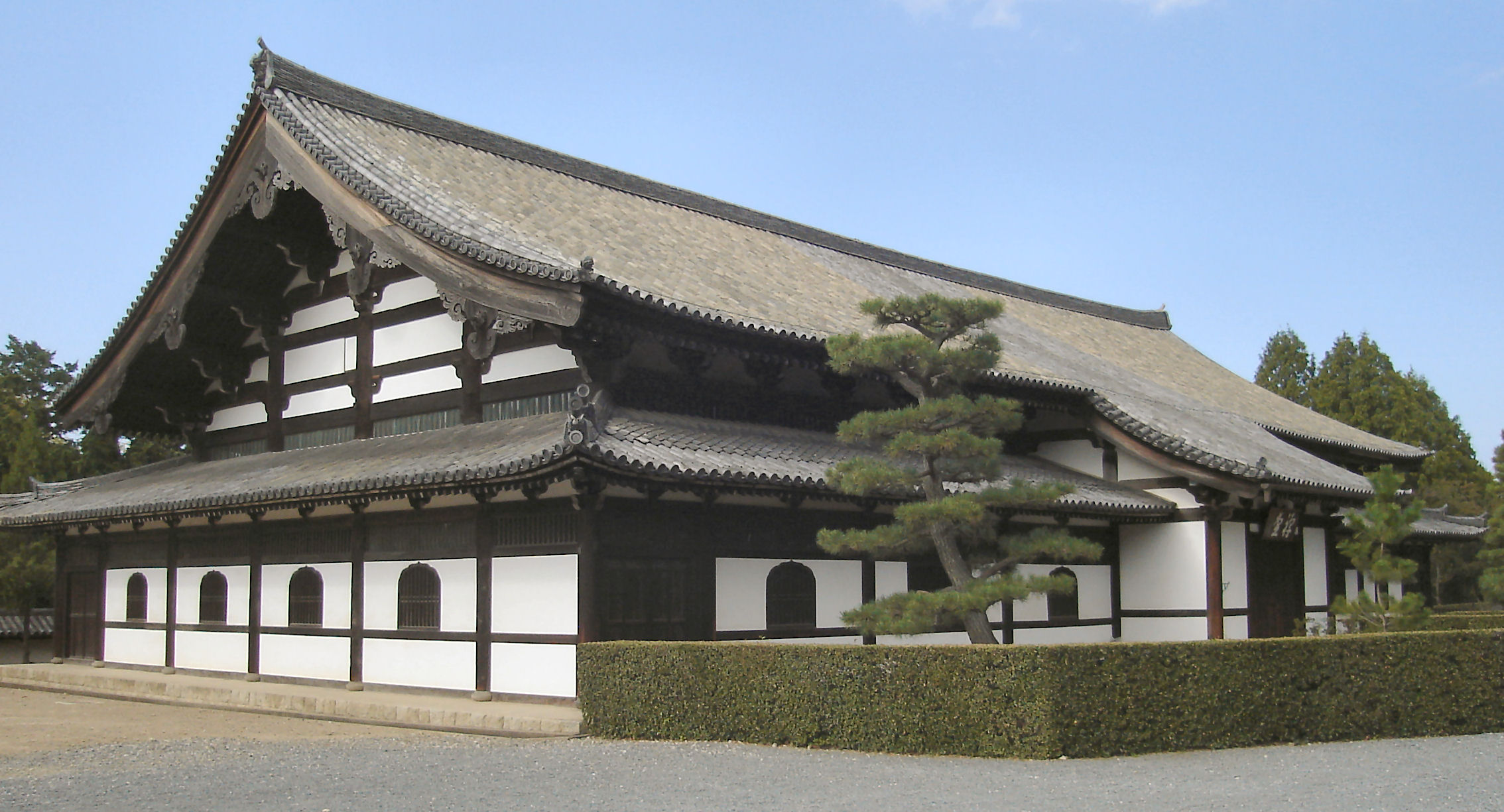
Zen-dō del Tōfuku-ji

### Approfondimenti
1. ↑  Le sei sette erano chiamate: Sanron-, Jōjitsu-, Hossō-, Kusha-, Ritsu-, e Kegon-shū.
2. ↑  Per un'immagine di una sega per pozzi incorniciata, vedi qui
3. ↑  Il termine "santuario shintoista" è usato in opposizione al "tempio buddista" per rispecchiare la distinzione fatta in giapponese tra le strutture religiose scintoiste e buddiste. In giapponese i primi sono chiamati jinja (神社), i secondi tera (寺).
4. ↑  A proposito delle proporzioni del tempio, vedi l'articolo ken.
5. ↑  Jōdokyō, o Buddhismo della Terra Pura, era una forma di buddismo che influenzò fortemente le sette Shingon e Tendai, diventando in seguito una setta indipendente.
6. ↑  Le statue rappresentavano le nove fasi del Nirvana.

### Riferimenti
1. ↑  Fletcher & Cruickshank 1996, p. 716.
2. 1 2 3 4 5 6 7 8 9 10 11  Fujita & Koga 2008, pp. 50-51.
3. ↑   Einleitung: Religiöse Bauten und Anlagen in Japan – Religion-in-Japan, su univie.ac.at. URL consultato il 21 marzo 2019.
4. 1 2  Vedi l'articolo Shinbutsu shūgō.
5. ↑  Nishi & Hozumi 1996, p. 12.
6. 1 2 3 4 5 6 7  Nishi & Hozumi 1996, pp. 9-11.
7. ↑  Sansom 1958, p. 49.
8. 1 2 3   JAANUS / garan 伽藍, su aisf.or.jp. URL consultato il 22 marzo 2019.
9. 1 2  Young & Young 2007, p. 38.
10. ↑  Nishi & Hozumi 1996, p. 13.
11. 1 2 3  Fletcher & Cruickshank 1996, p. 731.
12. ↑  Per un esempio concreto vedi: Templi_buddhisti_in_Giappone#Schema_e_posizionamento_geomantico
13. 1 2 3 4 5  Fletcher & Cruickshank 1996, p. 653.
14. 1 2 3 4 5  Young & Young 2007, p. 44.
15. ↑  Young, Young & Yew 2004, p. 52.
16. ↑  Young, Young & Yew 2004, p. 44.
17. ↑  Young & Young 2007, p. 39.
18. 1 2  Young & Young 2007, p. 46.
19. ↑  Young & Young 2007, p. 16.
20. 1 2 3  Fletcher & Cruickshank 1996, p. 732.
21. ↑  Young & Young 2007, p. 49.
22. 1 2 3 4  Mark Teeuwen, Breen and Teeuwen (2000) pp.95–96
23. 1 2  Satō Makoto
24. 1 2 3 4 5   Honji suijaku Die Angleichung von Buddhas und kami – Religion-in-Japan, su univie.ac.at. URL consultato il 24 marzo 2019.
25. ↑  Young, Young & Yew 2004, p. 47.
26. 1 2  Nishi & Hozumi 1996, p. 17.
27. 1 2  Kleiner & Mamiya 2009, p. 97.
28. ↑  Young, Young & Yew 2004, p. 48.
29. ↑  Nishi & Hozumi 1996, p. 19.
30. ↑  Young & Young 2007, p. 56.
31. ↑  Kleiner & Mamiya 2009, p. 98.
32. ↑  Nishi & Hozumi 1996, p. 18.
33. ↑  Young, Young & Yew 2004, p. 49.
34. 1 2 3  Fletcher & Cruickshank 1996, p. 737.
35. ↑  Nishi & Hozumi 1996, p. 20.
36. ↑   JAANUS / daibutsuyou 大仏様, su aisf.or.jp. URL consultato il 24 marzo 2019.
37. 1 2 3 4 5  Fletcher & Cruickshank 1996, p. 738.
38. ↑   Encyclopedia of Shinto - Home : Doctrines and Theories : Haibutsukishaku, su eos.kokugakuin.ac.jp. URL consultato il 25 marzo 2019.
39. ↑   Allan G. Grapard, Japan's Ignored Cultural Revolution: The Separation of Shinto and Buddhist Divinities in Meiji ("Shimbutsu Bunri") and a Case Study: Tōnomine, in History of Religions, vol. 23, n. 3, 1984,  pp. 240-265. URL consultato il 25 marzo 2019.
40. ↑   Shintō, Versuch einer Begriffsbestimmung – Religion-in-Japan, su univie.ac.at. URL consultato il 25 marzo 2019 (archiviato dall'url originale il 27 marzo 2019).
41. ↑  (EN) John Breen e Mark Teeuwen, Shinto in history: ways of the kami, University of Hawaiʻi Press, 2000, ISBN 9780824823627, OCLC 43487317. URL consultato il 25 marzo 2019.
42. ↑   Nanzan Institute for Religion and Culture | 南山宗教文化研究所, su nirc.nanzan-u.ac.jp. URL consultato il 25 marzo 2019.
43. 1 2 3 4 5 6 7 8 9 10 11 12 13 14  Dizionario giapponese Kōjien
44. 1 2 3 4 5 6 7 8 9 10 11 12 13 14 15 16 17 18 19 20 21 22 23 24 25 26 27 28 29 30 31   :: JAANUS :: Terminology of Japanese Architecture & Art History, su aisf.or.jp. URL consultato il 25 marzo 2019.
45. ↑  (JA) ブリタニカ国際大百科事典 小項目事典,デジタル大辞泉,百科事典マイペディア,大辞林 第三版,日本大百科全書(ニッポニカ),精選版 日本国語大辞典,世界大百科事典内言及, 食堂(じきどう)とは, su コトバンク. URL consultato il 25 marzo 2019.